# Italia
(Francesco Petrarca, Rerum Vulgarium Fragmenta, s. CXLVI)
L'Italia (AFI: /iˈtalja/, ), ufficialmente Repubblica Italiana, è uno Stato membro dell'Unione europea, situato nell'Europa meridionale e occidentale, il cui territorio coincide in gran parte con l'omonima regione geografica. L'Italia è una repubblica parlamentare unitaria e conta una popolazione di circa 59 milioni di abitanti, che ne fanno il terzo Stato dell'Unione europea per numero di abitanti dopo Germania e Francia. 
Delimitata dall'arco alpino, l'Italia confina a nord, da ovest a est, con Francia, Svizzera, Austria e Slovenia; la penisola italiana si protende nel mar Mediterraneo, circondata dai mari Ligure, Tirreno, Ionio e Adriatico, e da numerose isole (le maggiori sono Sicilia e Sardegna), per un totale di 302068,26 km². Gli Stati della Città del Vaticano e di San Marino sono enclavi della Repubblica, mentre Campione d'Italia è un'exclave della Repubblica Italiana e un'enclave della Confederazione Svizzera.
Crocevia di numerose civiltà, l'Italia antica fu unificata da Roma nel 266 a.C. diventando il centro amministrativo, economico, culturale e politico della Repubblica romana e il successivo Impero romano. Dopo la caduta dell'Impero romano d'Occidente, l'Italia medievale fu soggetta a invasioni e dominazioni di popolazioni barbariche, perdendo la propria unità politica. Tra XV e XVI secolo, con la diffusione dell'Umanesimo e del Rinascimento, divenne nuovamente il centro culturale del mondo occidentale. La penisola conobbe poi la controriforma, il barocco e il neoclassicismo. 
Dopo la parentesi napoleonica, gli italiani lottarono per l'unificazione e l'indipendenza nazionale durante il Risorgimento, finché, dopo la seconda guerra d'indipendenza e la spedizione dei Mille, il 17 marzo 1861 nacque il Regno d'Italia, che ottenne la vittoria nella prima guerra mondiale (1918), completando il processo di unificazione nazionale. Dopo il ventennio fascista (1922-1943), la seconda guerra mondiale, e la definitiva guerra di liberazione, a seguito di un referendum istituzionale, nel 1946 lo Stato italiano divenne una repubblica.
Nel 2022 l'Italia, ottava potenza economica mondiale e terza nell'Unione europea, è un paese con un alto livello di vita: l'indice di sviluppo umano è molto alto, 0.906, e la speranza di vita è di 82,8 anni. È membro fondatore dell'Unione europea, della NATO, del Consiglio d'Europa e dell'OCSE; aderisce all'ONU e alla Convenzione di Schengen. L'Italia è membro del G7 e del G20, partecipa al progetto di condivisione nucleare della NATO, si colloca in dodicesima posizione nel mondo per spesa militare ed è sia una potenza regionale che una grande potenza globale. È il sesto maggior esportatore a livello mondiale, il quinto paese più visitato al mondo e vanta il maggior numero di siti dichiarati patrimonio dell'umanità dall'UNESCO (60).

## Etimologia del nome
Il nome proprio "Italia" nasce come toponimo. La sua origine, oggetto di studi sia da parte di linguisti sia di storici, è controversa. Non sempre, tuttavia, sono suggerite etimologie in senso stretto, bensì ipotesi che poggiano su considerazioni estranee alla specifica ricostruzione linguistica del nome oppure che sono riferite a tradizioni non dimostrate (come l'esistenza del mitologico re Italo) o poco verosimili (come la correlazione del nome con il vitello).
Prima che si affermasse il nome Italia, altri termini sono stati usati per riferirsi alla penisola, tra cui Esperia (terra occidentale), Enotria (terra del vino) o Ausonia (terra degli Ausoni). Questi termini sono tuttavia rimasti nell'uso poetico per riferirsi all'Italia.

## Storia

### Preistoria

Cartina linguistica dell'Italia antica nell'Età del ferro, prima dell'espansione romana.

Il popolamento del territorio italiano risale a circa 700 000 anni fa, epoca di cui si conserva il sito archeologico del paleolitico inferiore di Isernia La Pineta abitato da Homo erectus. Sempre in Italia meridionale si sviluppò anche la cultura acheuleana a cui risalgono i primi bifacciali e i primi insediamenti stabili; inoltre nel corso della glaciazione Riss qui comparve anche l'Homo neanderthalensis. Il paleolitico medio vide l'arrivo dei primi Homo sapiens e la loro coesistenza con i Neanderthal; siti di questo periodo sono specialmente le grotte come la grotta Paglicci, la grotta del Cavallo o la grotta Guattari, dove sono stati rinvenuti strumenti più complessi e differenziati come punte di freccia e raschiatoi. Il paleolitico superiore segnò la scomparsa dei Neanderthal e l'aumento degli insediamenti umani, anche grazie alle migrazioni verso il nord Italia; a questo periodo risalgono anche espressioni artistiche come le veneri paleolitiche e le prime forme di scambio.
La rivoluzione neolitica non modificò eccessivamente la vita degli abitanti in grotta dell'Italia meridionale costiera, che continuarono a basare la propria sussistenza sulla caccia e sulla raccolta di molluschi. A partire dal VI millennio a.C., però, queste popolazioni, come, ad esempio, quelle della grotta dell'Uzzo, si stabilirono nelle pianure circostanti, dando vita alla cultura di Stentinello, che realizzò i primi villaggi difesi da fossati. Per via della montuosità del territorio, in Italia centrale si sviluppò l'allevamento transumante, mentre l'agricoltura apparve successivamente, dando vita nelle pianure abruzzesi e marchigiane alla cultura di Ripoli. Infine, anche nelle pianure dell'Italia settentrionale nel IV millennio a.C. nacquero i primi villaggi agricoli, rappresentati principalmente dalla cultura dei vasi a bocca quadrata e dalla cultura di Sasso-Fiorano. In Sardegna, nel III millennio a.C., si svilupparono la cultura di Arzachena e la cultura di Ozieri, entrambe caratterizzate dai megaliti.

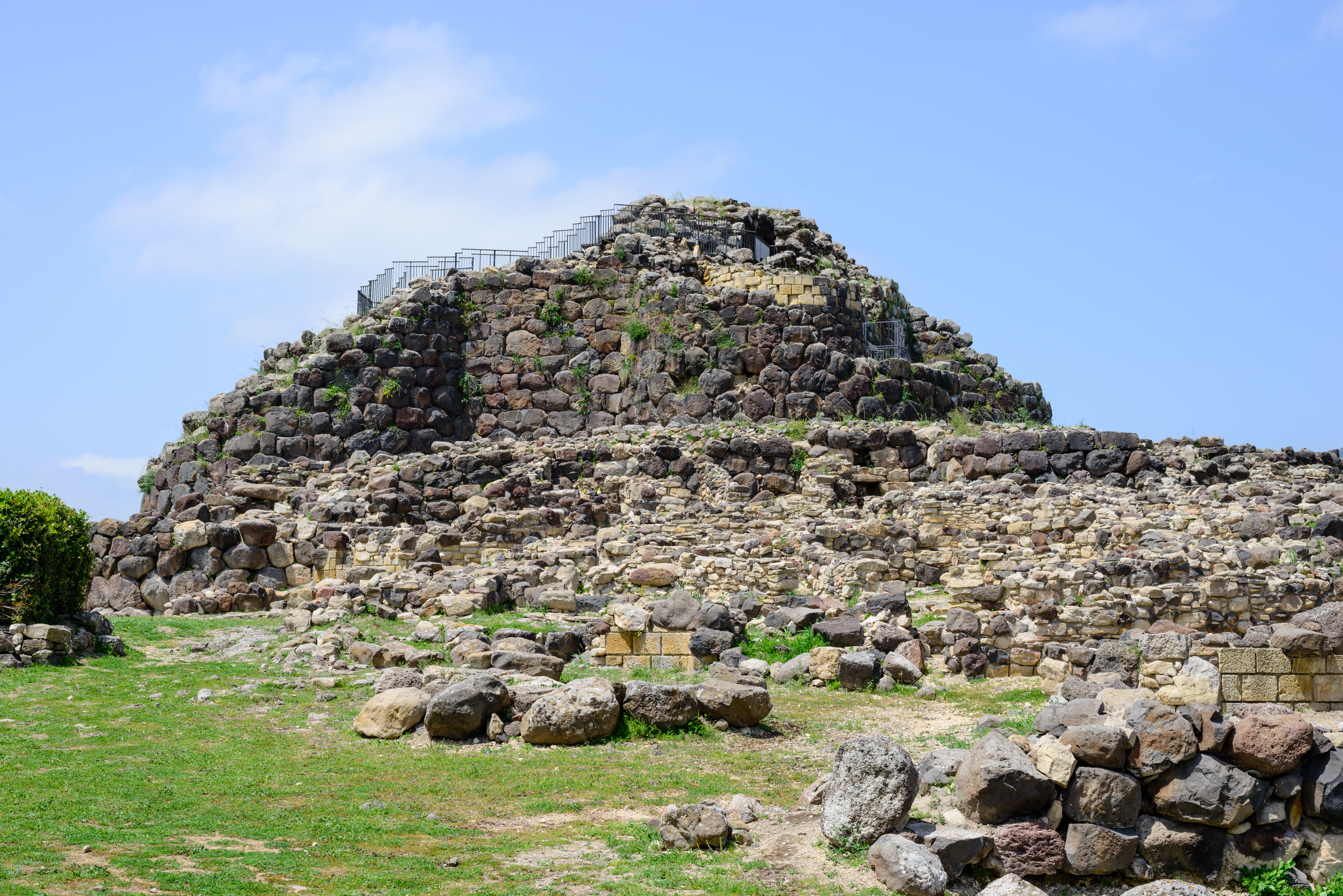
Il nuraghe di Su Nuraxi

L'inizio della metallurgia in Italia diede vita alle culture dell'età del rame: nacquero, così, al nord la cultura di Remedello, al centro la cultura del Rinaldone e al sud la cultura del Gaudo. L'età del bronzo portò allo sviluppo in Italia centrale e settentrionale della cultura di Polada, mentre in meridione si svilupparono la cultura di Castelluccio e la cultura di Capo Graziano. Intorno al XVII secolo a.C. in Italia centro-meridionale la cultura appenninica entrò in contatto con la civiltà micenea; in Italia settentrionale, invece, i terramare costruirono i primi villaggi palafitticoli, mentre in Sardegna nacque la civiltà nuragica. Tra il XIII e il X secolo a.C. si ebbe un aumento della popolazione e uno sviluppo sociale che portarono alla nascita della cultura di Pantalica e della cultura protovillanoviana, che, grazie all'abilità nella lavorazione dei metalli, si sviluppò nella cultura villanoviana dell'età del ferro. Il IX secolo a.C. vide anche la presenza, in centro Italia, della cultura laziale e, al nord, della civiltà atestina e della cultura di Golasecca.

### Età antica

Regioni dell'Italia augustea

La colonizzazione greca delle coste dell'Italia centrale e meridionale avvenuta nell'VIII secolo a.C. portò alla fondazione di numerose poleis e alla nascita del popolo degli Italioti in Magna Grecia e dei Sicelioti in Sicilia. La colonizzazione costrinse i popoli dell'Italia antica a spostarsi verso l'interno della penisola, ma permise anche uno scambio culturale che portò allo sviluppo sociale e commerciale. Tra gli Italici, le popolazioni principali furono Latini, Falisci, Volsci, Equi, Ernici, Sabini, Umbri, Marsi, Peligni, Piceni, Pretuzi, Vestini, Marrucini, Campani, Sanniti, Frentani, Lucani e Bruzi mentre tra gli Iapigi furono Dauni, Peucezi e Messapi. In Sicilia abitarono Siculi, Sicani, Elimi e anche coloni fenici, mentre in Sardegna vivevano Corsi e Sardi. L'Italia settentrionale fu abitata da Liguri, Veneti e da popolazioni galliche come Insubri, Cenomani, Lingoni, Boi e Senoni. In Toscana si svilupparono invece gli Etruschi, che nel VII secolo a.C. estesero il proprio dominio anche nel Lazio, in Campania e in Val Padana, poi conquistata dai Galli nel V secolo a.C.

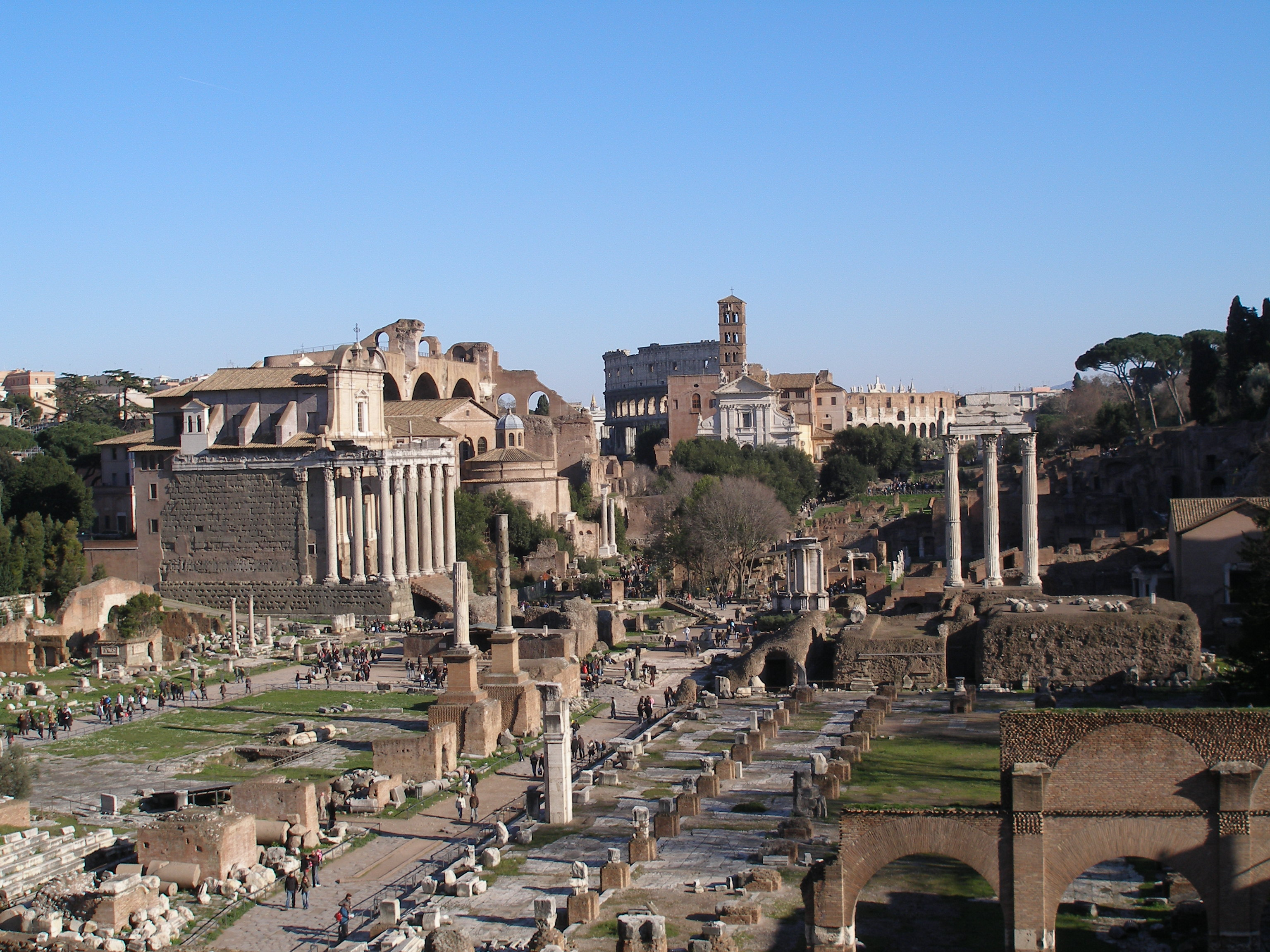
Il Foro Romano, centro della civiltà romana

Con la fondazione di Roma da parte di alcuni popoli latini, nacque la civiltà romana, che, organizzatasi in un regno indipendente, intraprese nel VII secolo a.C. una guerra contro i Latini. Con l'inizio dell'età repubblicana e lo scoppio della guerra contro gli Etruschi e delle guerre contro Equi e Volsci, Roma ampliò ulteriormente il proprio territorio per poi essere assediata dai Galli nei primi anni del IV secolo a.C. La conquista della penisola proseguì in seguito con una nuova guerra latina e con le guerre sannitiche, cui seguirono le guerre pirriche, che consentirono a Roma di governare, nella prima metà del III secolo a.C., l'Italia centrale e meridionale. Nei territori italici conquistati Roma fondò inizialmente colonie di diritto romano e latino, ma, successivamente, preferì annettere le popolazioni sottomesse concedendo loro autonomia amministrativa con la cittadinanza senza diritto di voto. Altre comunità italiche ottennero invece minori diritti e ciò causò, nel I secolo a.C., lo scoppio della guerra sociale, che ebbe come esito la concessione della piena cittadinanza romana a tutti gli italici e quindi la rapida diffusione della cultura romana all'interno dell'Italia peninsulare.
Posteriormente Cesare estese la cittadinanza romana anche all'Italia settentrionale, la quale venne definitivamente annessa al territorio dell'Italia romana, e, in seguito alla conquista della Gallia, gettò le basi per la nascita dell'Impero romano, che ebbe come primo imperatore Augusto, il quale suddivise l'Italia in undici regioni. A partire dal III secolo d.C., per via della vastità e della complessità dell'Impero, l'Italia perse gradualmente la sua centralità e la sua autonomia amministrativa; inoltre l'economia basata sul latifondo, impoverì la regione a vantaggio dei territori provinciali. L'editto di Caracalla del 212 d.C. estese la cittadinanza romana anche a tutti gli abitanti liberi delle province, dalle quali sempre più spesso iniziarono a provenire gli imperatori e, con Costantino, l'Italia perse la capitale in favore di Costantinopoli. Successivamente, all'interno dell'Impero romano d'Occidente, l'Italia, costituita in diocesi, fu aggregata in una sola prefettura con l'Illirico e l'Africa, e il suo progressivo declino creò, nel V secolo, le condizioni per le invasioni barbariche. Roma fu più volte conquistata e, nel 476, Odoacre, re degli Eruli, depose Romolo Augusto, l'ultimo imperatore d'Occidente.

### Medioevo

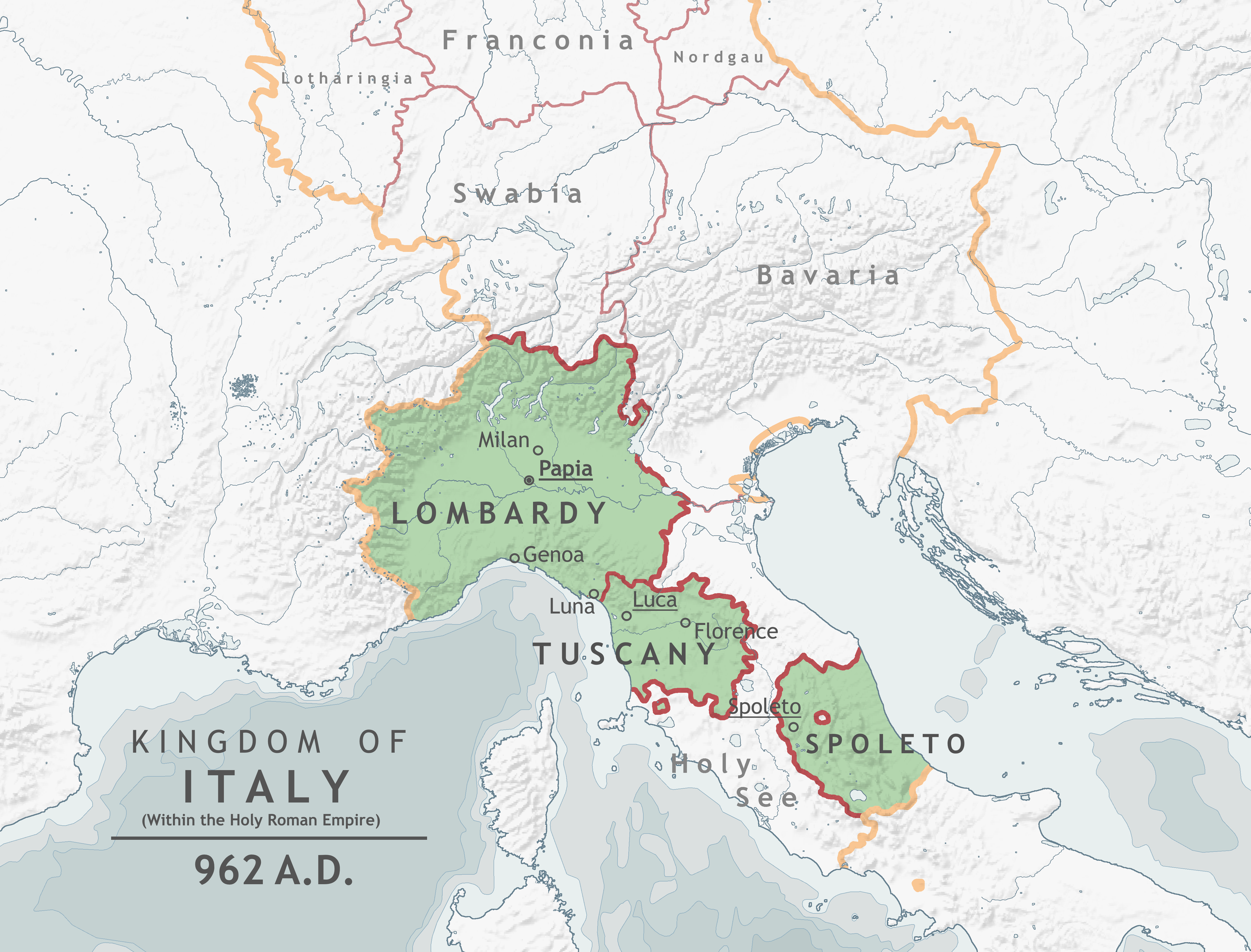
Il regno d'Italia nel 962.

Odoacre governò l'Italia fino al 493, quando fu deposto dagli Ostrogoti di Teodorico che in seguito a una guerra furono sostituiti nel 553 dai Bizantini di Giustiniano I. L’arrivo dei Longobardi (569) pose fine all’unità politica dell’Italia, che sarà riunificata solo nel 1861. L’Italia settentrionale e la Toscana formavano il Regno longobardo, con capitale a Pavia, mentre nell’Italia centro-meridionale i Longobardi controllavano i ducati di Spoleto e Benevento. La restante parte della penisola rimase ai Bizantini e fu suddivisa tra Esarcato d'Italia, con sede a Ravenna, Ducato romano, Ducato di Napoli, Ducato di Calabria e Thema di Sicilia, quest'ultimo dipendente direttamente dall’imperatore di Costantinopoli. Nell’VIII secolo, il progressivo indebolimento bizantino favorì l’espansionismo territoriale dei Longobardi e ciò provocò l'insorgenza del papato che si rivolse ai Franchi di Pipino il Breve. Giunti in nord Italia, i Franchi, sotto la guida di Carlo Magno, riuscirono a sconfiggere i Longobardi nel 774, e istituirono il Regnum Italicum (formato dai territori dell'ex regno Longobardo, la Romagna, la Pentapoli e il ducato di Spoleto), che fu subito dotato di una larga autonomia e riuscì a instaurare un'organizzazione abbastanza centralizzata delle funzioni amministrative, giudiziarie e finanziarie del regno, che furono concentrate nella capitale, Pavia. Nel IX secolo, con l'ascesa al trono di Lotario I, il regno perse d'importanza e le famiglie delle marche confinarie incrementarono la loro indipendenza entrando così in lotta tra loro dopo la morte dell'imperatore Ludovico II, impegnato durante il suo governo a ridare importanza al regno. L'Italia meridionale longobarda mantenne invece l'indipendenza e si suddivise in ducati rivali tra loro che consentirono la conquista islamica della Sicilia e delle città di Taranto e Bari. Il X secolo vide l'inizio della dinastia ottoniana che unì il Regnum Italicum al Sacro Romano Impero spostando la capitale imperiale a Roma secondo l'ideologia della Renovatio Imperii, e tentò senza successo di annettere il meridione governato da Saraceni e Bizantini.

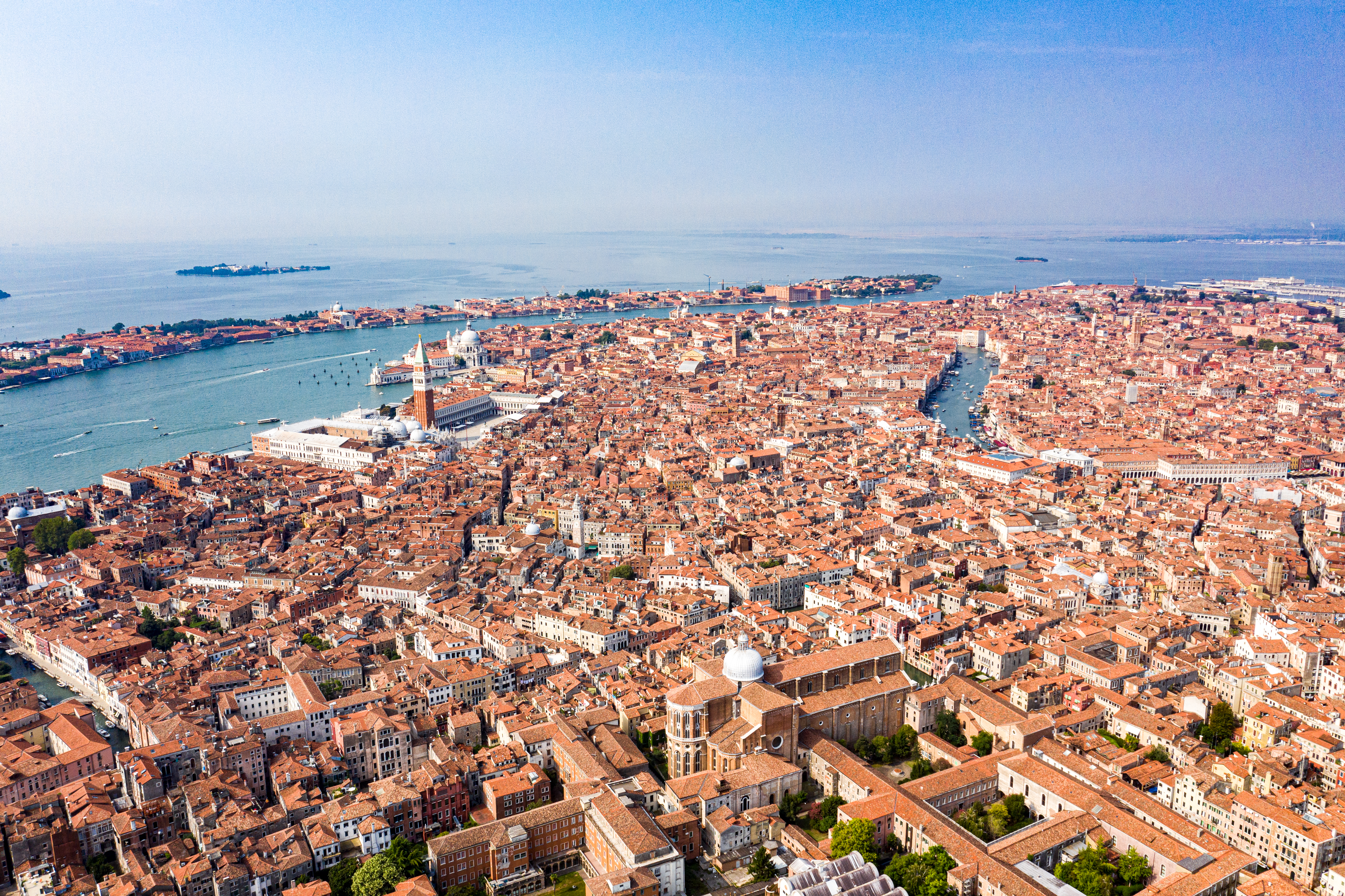
Venezia, repubblica marinara

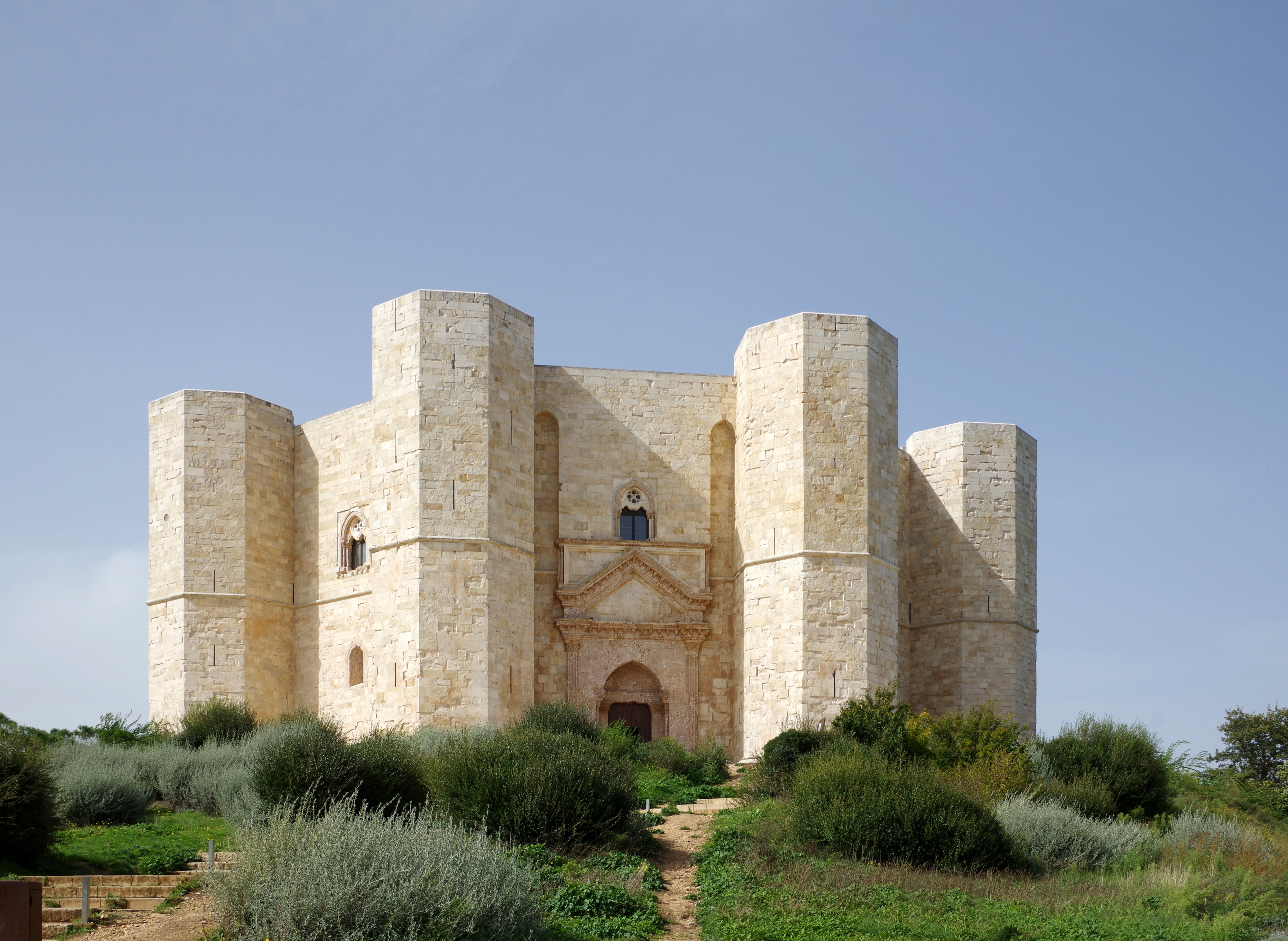
Castel del Monte, residenza di Federico II di Svevia

L'XI secolo vide l'affermarsi delle repubbliche marinare mentre in Italia settentrionale le comunità cittadine ottennero un'autonomia crescente. Nel 1059, con il concordato di Melfi, cominciò la conquista normanna dell'Italia meridionale, che portò all'unificazione politica della regione. In questo periodo la politica italiana fu destabilizzata dalla lotta per le investiture che condusse a un durissimo scontro tra papa Gregorio VII e l'imperatore Enrico IV di Franconia, e che portò alla nomina del primo antipapa. Nel XII secolo, le repubbliche di Venezia, Genova e Pisa, favorite anche dalle crociate, estesero i loro commerci verso Oriente, mentre, in Italia settentrionale, le autonomie cittadine si svilupparono dando inizio all'età comunale. L'indipendenza dei comuni spinse l'imperatore Federico Barbarossa a scendere in Italia, ma questi, riuniti nella Lega Lombarda, lo sconfissero a Legnano nel 1176. Nella prima metà del XIII secolo, Federico II di Svevia, riorganizzò il governo del Regno di Sicilia con la promulgazione delle costituzioni di Melfi, impedendo così la nascita delle autonomie locali. In Italia settentrionale invece l'amministrazione comunale divenne più articolata, aumentò la contrapposizione tra nobiltà e borghesia, e le città iniziarono a prendere posizione in favore del papa o dell'imperatore, dividendosi così in due fazioni spesso in lotta tra loro: guelfi e ghibellini.
Nella seconda metà del XIII secolo, in Italia settentrionale, furono aperte le prime banche e i comuni si trasformarono in signorie, guidate dai gruppi familiari più potenti. In Italia meridionale, Manfredi di Svevia, fu sconfitto a Benevento da Carlo I d'Angiò che, in seguito ai Vespri siciliani, fu costretto a cedere l'isola agli Aragonesi, penetrati anche in Sardegna. Nel XIV secolo, l'assenza del papato, favorì nello Stato Pontificio la nascita delle signorie (Malatesta, Da Polenta, Ordelaffi e Manfredi), mentre, in Val Padana, si insediarono i Visconti a Milano, i Gonzaga a Mantova, gli Estensi a Ferrara e gli Scaligeri a Verona. Tuttavia, il quadro politico dell’Italia centrosettentrionale fu rivoluzionato dai Visconti, che non solo riuscirono a controllare, con l’esclusione di Mantova, tutta la Lombardia, il Canton Ticino, il Piemonte orientale e parte dell’Emilia, ma, con Gian Galeazzo Visconti, nonostante le numerose leghe contro di loro promosse da Firenze e altri Stati italiani, riuscirono a impadronirsi anche di buona parte del Veneto, di Bologna e di Pisa, Siena, Perugia e Assisi. Tuttavia, la prematura scomparsa di Gian Galeazzo Visconti nel 1402 causò uno sgretolamento del suo vasto dominio. Il vuoto di potere seguito alla morte di Gian Galeazzo Visconti e gli attriti che dividevano i suoi successori furono sfruttati dalla Repubblica di Venezia, che, nonostante fosse da tempo impegnata nelle guerre contro Genova, riuscì a estendere ulteriormente i suoi possedimenti in terraferma intaccando anche quelli viscontei estesi in tutto il nord-est. Nella prima metà del XV secolo, nelle Alpi occidentali, si formò il Ducato di Savoia, mentre, a Firenze, salì al potere Cosimo I de' Medici, che prese parte con Milano e Venezia alle guerre di Lombardia, che si conclusero nel 1454 con la pace di Lodi, e che videro un periodo di stabilità dovuto alla continua mediazione di Lorenzo de' Medici nella Lega Italica.

### Età moderna

L'Italia nel 1494

Tra il 1494 e, con alcune interruzioni, il 1559, quando fu siglata la Pace di Cateau-Cambrésis, l’Italia fu sconvolta dalle continue guerre tra gli Asburgo e il Regno di Francia per il controllo della penisola. Tali conflitti, che culminarono nella battaglia di Pavia, videro infine prevalere Carlo V, imperatore e re di Spagna. Gran parte dell’Italia si trovò così sotto il controllo della Corona spagnola, che esercitava la diretta sovranità sul ducato di Milano, sui regni di Napoli, Sicilia e Sardegna e sullo Stato dei Presìdi. Indipendenti, ma di fatto vassalli del re di Spagna, erano i ducati di Parma e Piacenza, di Mantova, di Ferrara, di Massa e Carrara, di Urbino, il principato di Piombino, la repubblica di Lucca, la repubblica di Genova. Mentre solo quattro stati italiani erano veramente sovrani: ducato di Savoia, la repubblica di Venezia, il granducato di Toscana e lo Stato Pontificio.
L'età Moderna è anche il periodo dell'evoluzione bellica, con la comparsa della polvere da sparo e di nuovi mezzi militari (cannoni, moschetti ecc.). Ciò modificò anche l'aspetto di molte città italiane, costrette a evolvere le proprie difese militari: nasce la fortificazione alla moderna, detta anche "fortificazione all'italiana", proprio perché i primi esempi di mura moderne compaiono nelle città italiane (classico esempio è quello delle Mura di Lucca).

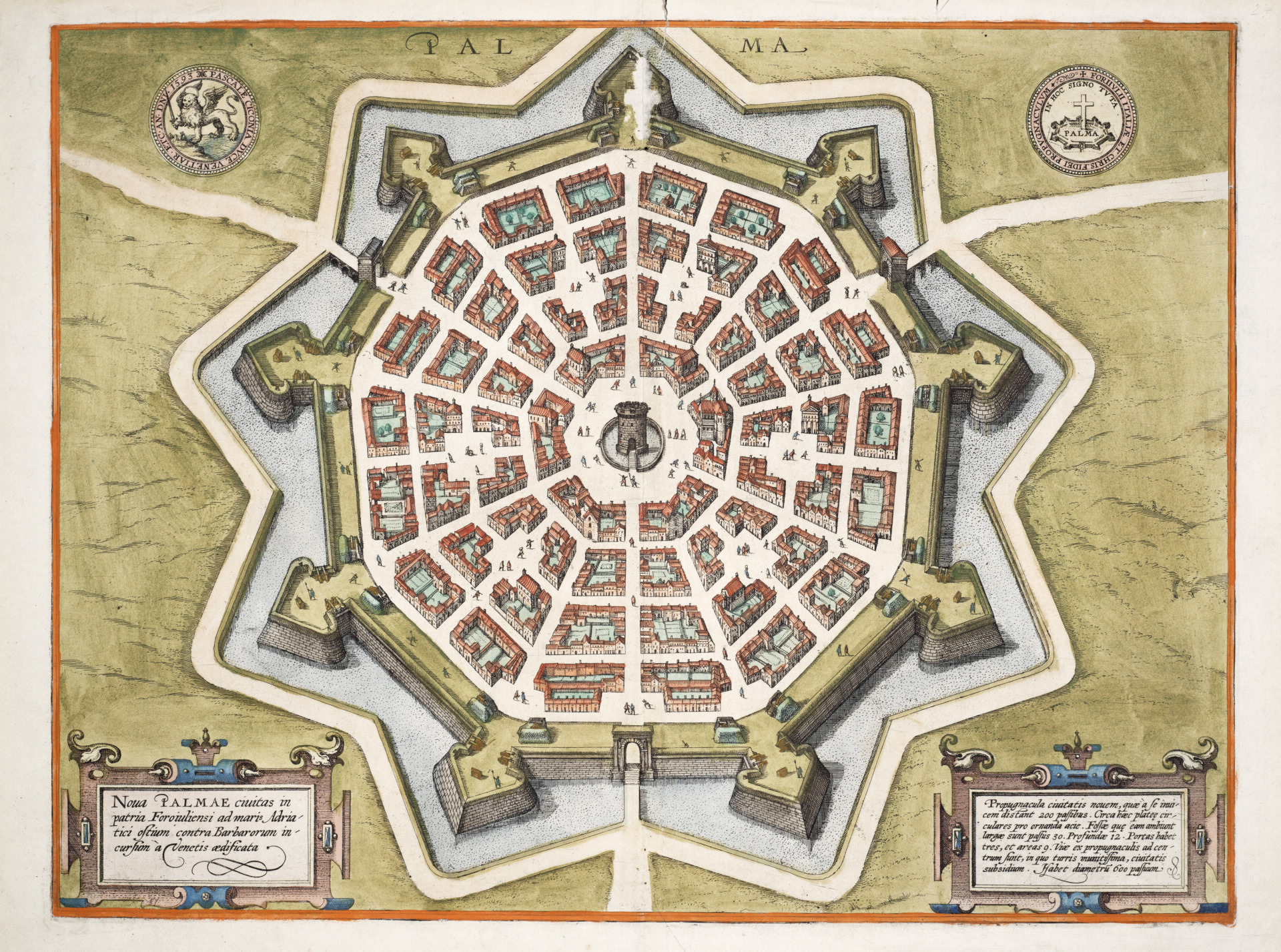
La fortezza di Palmanova esempio di fortificazione all'italiana

Nella seconda metà del Cinquecento comincia il tramonto della vitalità rinascimentale, indebolita anche dalle nuove tensioni religiose dovute all'avvento della riforma protestante in Europa, che avevano portato a episodi luttuosi come il sacco di Roma del 1527 a opera dei Lanzichenecchi. Soltanto la repubblica di Venezia e lo Stato Pontificio manterranno una certa prosperità e autonomia politica. Il Seicento è invece un secolo di crisi per tutto il Paese: la Chiesa, che ha subìto la perdita dell'unità cristiana dei fedeli, cerca con la controriforma di rafforzare la sua presenza nei Paesi rimasti cattolici, sia con iniziative educative e assistenziali, sia isolandoli dall'influsso degli Stati protestanti. L'Italia viene così salvaguardata dai conflitti religiosi che si accendono in Europa, ma è soggetta ugualmente a carestie, spesso seguite da epidemie. Scoppiano perciò numerose rivolte contro la dominazione spagnola, di cui la più nota avviene a Napoli nel 1647 per opera di Masaniello, ma non portano a nessun cambiamento.
All'inizio del Settecento finisce il periodo di pace e di torpore: a seguito dei trattati di Utrecht e Rastatt, gli Asburgo d'Austria si impossessano di vari domini italiani subentrando agli spagnoli. Gli Asburgo sottrassero così al re di Spagna, il ducato di Milano, il ducato di Mantova, lo Stato dei Presidi e i regni di Napoli e Sardegna, mentre il duca di Savoia Vittorio Amedeo II ottenne il Monferrato, la Lomellina, la Valsesia e, soprattutto, il regno di Sicilia che, tuttavia, nel 1720, dovette cedere agli Asburgo in cambio di quello di Sardegna.
Tra il 1733 e il 1738 l’Italia fu sconvolta da una nuova guerra, la guerra di Successione Polacca, al termine della quale l’Austria dovette cedere Novara, Tortona e parte della Langhe a Carlo Emanuele III di Savoia, i regni di Napoli e di Sicilia a Carlo III di Spagna, mentre gli Asburgo ottennero il granducato di Toscana e il ducato di Parma e Piacenza.

L'Italia nel 1796.

La pace di Aquisgrana, del 1748, pose fine all’ultimo grande conflitto europeo del Settecento combattuto anche sul suolo italiano: la guerra di Successione Austriaca, con essa Carlo Emanuele III tolse alcuni ex territori del ducato di Milano all’Austria portando il confine del suo regno al Ticino, mentre il ducato di Parma e Piacenza fu assegnato ai Borbone.
L’ultimo grande cambiamento territoriale che interessò l’Italia nei decenni successivi fu la vendita da parte della repubblica di Genova della Corsica al regno di Francia (1768).
Tornata la pace in tutta la penisola, dalla seconda metà del secolo, la diffusione dell'Illuminismo fa sì che anche l'Italia venga investita da importanti riforme, che coinvolgono in particolare il Ducato di Milano sotto Maria Teresa d'Austria e Giuseppe II d'Asburgo, il Granducato di Toscana sotto Pietro Leopoldo di Lorena che, nel 1786, con il codice leopoldino abolisce, primo Paese al mondo, la pena di morte, e il Regno di Napoli, animato dal vivace dibattito dei pensatori. Di rilievo le figure degli intellettuali Giambattista Vico, Gaetano Filangieri, Cesare Beccaria, Mario Pagano, Alessandro e Pietro Verri. Nel 1796 Napoleone Bonaparte incomincia la sua Campagna d'Italia (1796-1797), conquistando la penisola e ponendo fine all'indipendenza millenaria della Repubblica di Venezia.

### Età contemporanea

#### L'Unificazione

L'Italia nel 1843

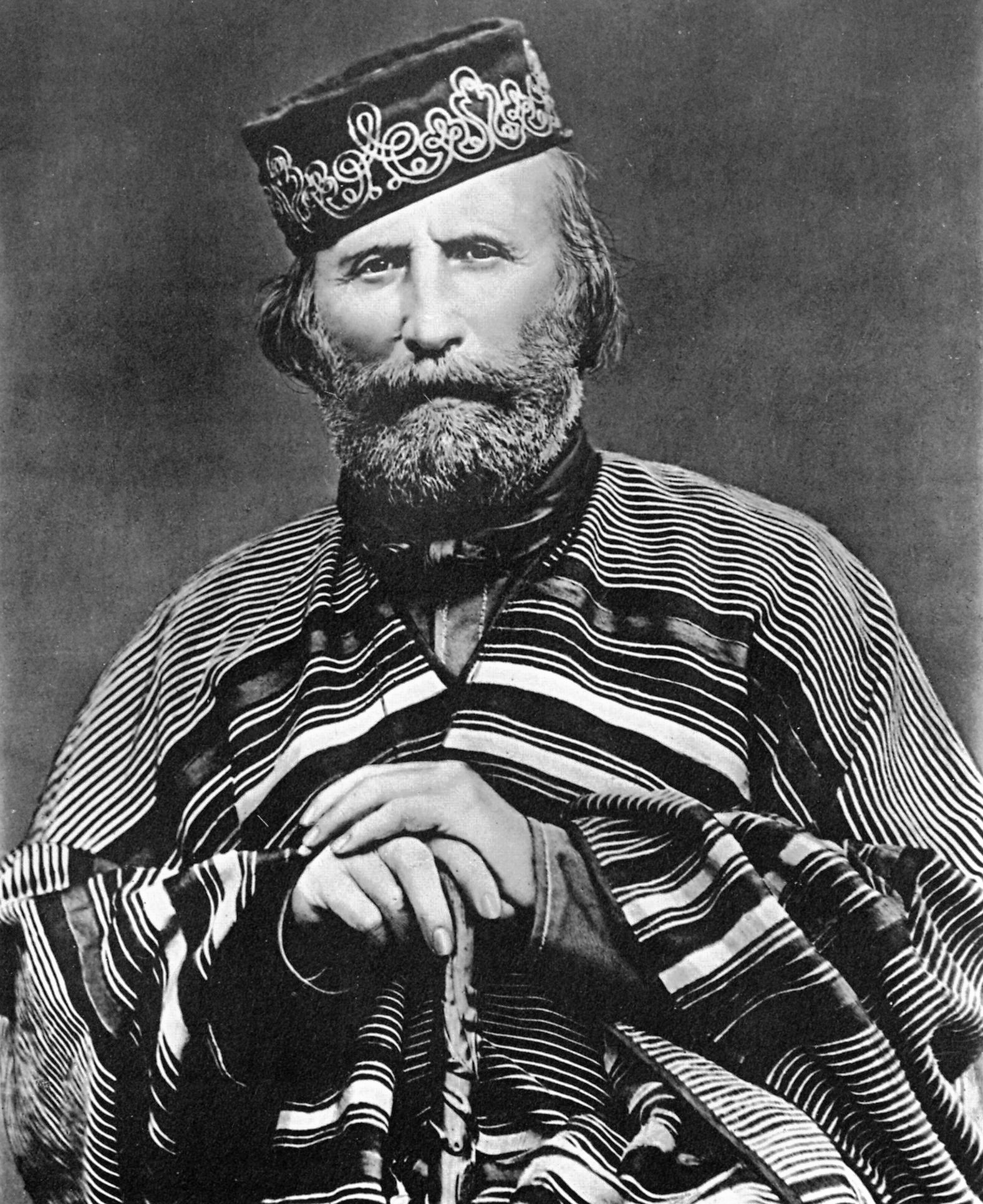
Giuseppe Garibaldi

La Campagna d'Italia del 1800 e la nascita del regno napoleonico nel 1805, risvegliano il sentimento nazionale, richiamato nel proclama di Rimini, con cui Gioacchino Murat, durante la guerra austro-napoletana, si rivolge agli italiani affinché si uniscano per salvare il Regno di Napoli. È l'inizio del Risorgimento, il periodo della storia d'Italia che porta all'unità politica e all'indipendenza della nazione, e che occupa un arco temporale di vari decenni. Esso vede i primi patrioti aderire inizialmente alla società segreta della Carboneria, cui seguono i moti del 1820-1821, duramente repressi dagli austriaci. All'affermazione della Carboneria segue quella della Giovine Italia e altri tentativi insurrezionali, tra cui quello dei fratelli Bandiera nel 1844.
L'anno del 1848 in Italia fu molto importante, principalmente grazie ai moti del 1848 che portarono la gente a sentire un'idea "pro-italiana" e quindi, grazie a quest'evento, scoppiò la prima guerra d'indipendenza contro gli austriaci, che vede coinvolte le popolazioni cittadine, in particolare durante le Cinque giornate di Milano, le Dieci giornate di Brescia, la Repubblica Romana e la spedizione nel 1857 di Carlo Pisacane nel Regno delle Due Sicilie. Né la guerra, né gli altri tentativi sono però coronati da successo.
Nel 1859, con la seconda guerra d'indipendenza prima e con la spedizione dei Mille poi, s'innesca il definitivo processo di unificazione, che porta in breve alla conquista e all'annessione di varie regioni e del Regno delle Due Sicilie: pochi mesi dopo, nel 1861, a Torino viene proclamato il Regno d'Italia, retto da Casa Savoia, che non comprende ancora il Veneto, il Lazio, il Trentino-Alto Adige, il Friuli e la Venezia Giulia.
Tra i maggiori artefici del processo spiccano Mazzini, fondatore della Giovine Italia e figura eminente del movimento liberale repubblicano italiano ed europeo, Garibaldi, repubblicano e di simpatie socialiste, Cavour, statista in grado di muoversi sulla scena europea per ottenere sostegni, anche finanziari, all'espansione del Regno di Sardegna, e Vittorio Emanuele II, abile a concretizzare il contesto favorevole con la costituzione del Regno d'Italia.

#### Il Regno d'Italia

Mappa animata dell'Italia dal 1829 al 1871

Al Regno d'Italia vengono quindi annessi il Veneto, al termine della terza guerra d'indipendenza e, dopo la presa di Roma, che nel 1871 diviene capitale d'Italia, il Lazio. Già nei primi anni dopo la riunificazione d'Italia le forti disparità socioeconomiche fra il settentrione e il meridione del paese determinano l'insorgere della questione meridionale legata al brigantaggio, fenomeno da cui emersero temuti capibanda come Carmine Crocco, Luigi Alonzi e Pasquale Romano.
A Vittorio Emanuele II succedono Umberto I (1878-1900), ucciso a Monza dall'anarchico Gaetano Bresci, e Vittorio Emanuele III (1900-1946); gli anni a cavallo del secolo vedono l'Italia impegnata in una serie di guerre di espansione coloniale in Somalia, Eritrea e Libia, mentre, il periodo prebellico, dominato dalla figura di Giovanni Giolitti, è caratterizzato dalla modernizzazione economica, industriale e politico-culturale della società italiana.
Durante la grande guerra l'Italia, inizialmente neutrale, a seguito della stipula di un trattato segreto che le accorda cospicui compensi territoriali, si allea alla Triplice intesa contro gli Imperi centrali. Dopo due anni di guerra di trincea, il 24 ottobre 1917 l'esercito italiano, subita la disfatta di Caporetto, si riorganizza e contrattacca sulla linea del Piave pervenendo, sotto il comando di Armando Diaz e con l'apporto di giovani leve, alla vittoria finale nella battaglia di Vittorio Veneto (4 novembre).
Vinta la guerra, l'Italia completa la riunificazione nazionale acquisendo il Trentino-Alto Adige, la Venezia Giulia, l'Istria e alcuni territori del Friuli ancora irredenti, ma non ottenendo la cessione di tutti i territori promessi col Patto di Londra, vede diffondersi l'insoddisfazione per la cosiddetta vittoria mutilata.

#### Il fascismo e la seconda guerra mondiale

il regno d'Italia nel 1919.

Nel contesto dei moti popolari del biennio rosso nasce lo squadrismo che reprime, con intimidazioni e attacchi alle sedi delle organizzazioni socialiste, i moti operai e contadini. Nel 1919 Benito Mussolini fonda a Milano il primo fascio di combattimento, confluito poi nel Partito Nazionale Fascista, e il 30 ottobre 1922, dopo la marcia su Roma, sale al potere. Nelle elezioni politiche italiane del 1924 Mussolini ottiene il 64,9% dei voti e, come stabilito dalla legge Acerbo, i due terzi dei seggi. La denuncia, da parte di Giacomo Matteotti, dell'irregolarità delle elezioni, è seguita qualche giorno dopo dal suo assassinio.
Nel 1925 Mussolini proclama la dittatura emanando tra il 1925 e il 1926 le leggi fascistissime, trasformando il Regno in uno stato autoritario, mediante l'istituzione del Tribunale Speciale Fascista, del confino politico per gli antifascisti e della polizia segreta, l'OVRA. Nel 1929 vengono firmati i Patti Lateranensi, chiudendo la questione romana e nel 1938 vengono emanate le leggi razziali, principalmente, ma non solo, nei confronti degli ebrei, seguendo il modello del "Manifesto della razza".

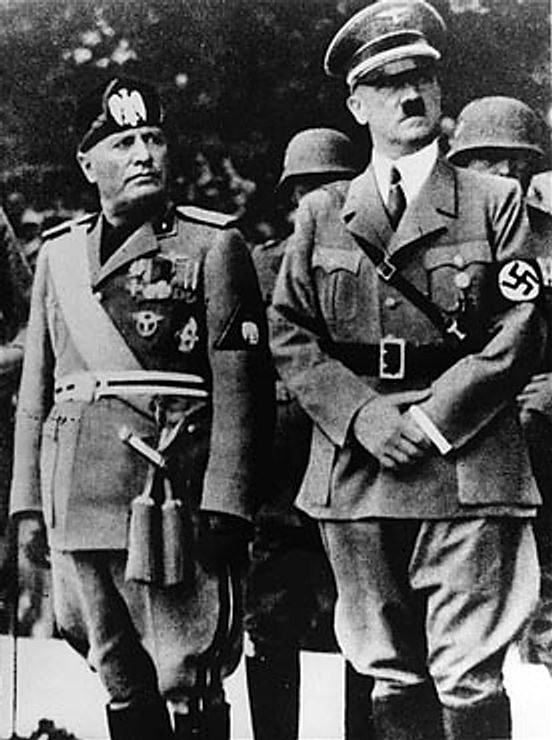
Mussolini con Hitler

Dal 1935 Mussolini accentua la sua politica estera aggressiva: conquista l'Etiopia, proclama la nascita dell'Impero italiano, interviene nella guerra civile spagnola e occupa l'Albania. Nel maggio 1939 firma il patto d'Acciaio che sancisce l'alleanza alla Germania nazista di Adolf Hitler al cui fianco l'Italia entrerà in guerra, dopo un iniziale periodo di non belligeranza, il 10 giugno 1940 contro Francia e Regno Unito. Nel 1941 viene dichiarata guerra anche all'Unione Sovietica e, con l'Impero giapponese, agli Stati Uniti.
Le sconfitte militari su tutti i teatri bellici (si ricordano in particolare quella di El Alamein in Nord Africa e quella sul fiume Don sul Fronte russo) e i fatti del luglio 1943 (soprattutto lo sbarco alleato in Sicilia e il bombardamento di Roma) indeboliscono Mussolini che in una riunione del Gran Consiglio del Fascismo del 24-25 luglio 1943, viene sfiduciato. Il giorno seguente viene fatto arrestare dal re Vittorio Emanuele III che lo sostituì a capo del governo con Pietro Badoglio; poche settimane dopo viene firmata la resa, mentre la Germania scatena l'operazione Achse e occupa militarmente le regioni centro-settentrionali della penisola, Roma compresa. La campagna d'Italia, condotta dagli Alleati con l'apporto della Resistenza italiana, si conclude nell'aprile del 1945 con la liberazione dei territori occupati, la capitolazione delle forze tedesche e la disgregazione della Repubblica Sociale Italiana, la struttura di governo collaborazionista organizzata da Mussolini dopo l'8 settembre. Il Duce, catturato mentre tenta di fuggire, viene ucciso dai partigiani il 28 aprile 1945.
A guerra finita l'Italia è in condizioni critiche: i combattimenti e i bombardamenti aerei hanno raso al suolo molti centri abitati, e le principali vie di comunicazione sono interrotte. Il numero di italiani morti è stimato tra 415 000 (330 000 militari e 85 000 civili) e 443 000 unità.
Sarà poi nella seconda metà degli anni '40 aiutata nella ricostruzione dal Piano Marshall, come tutti i paesi europei.
Sul piano geopolitico, coi trattati di Parigi del 1947 l'Italia cede parte del suo territorio a Francia e Jugoslavia, il Dodecaneso alla Grecia, la concessione italiana di Tientsin alla Cina, perde tutte le colonie africane e restituisce l'indipendenza all'Albania, che entra nell'area d'influenza dell'URSS. 
Oltre il 90% degli italiani residenti nelle terre assegnate alla Jugoslavia, già colpiti dai massacri delle foibe, abbandonò la propria terra e affrontò l'esilio in Italia e nel resto del mondo. Oltre 100 000 furono gli italiani rimpatriati dai possedimenti coloniali in Libia ed Etiopia.

#### La Repubblica Italiana

Il segretario del PCI Enrico Berlinguer e il presidente della DC Aldo Moro sanciscono il Compromesso Storico

Il 2 giugno 1946 un referendum sancisce la fine della monarchia e la nascita della Repubblica; il 1º gennaio 1948 entra in vigore la nuova Costituzione della Repubblica Italiana.
Alcide De Gasperi, che già era Presidente del Consiglio dal 1945, continua ad esserlo fino al 1953. Attraverso un'azione di sviluppo coordinata dallo Stato mediante l'IRI e un'economia mista, l'Italia vive il miracolo economico italiano (con diversi notevoli successi anche di rango internazionale, tra cui la veloce costruzione dell'Autostrada del sole, il Programma spaziale San Marco, la costruzione di tre centrali nucleari tra le più potenti dell'epoca - soprattutto quella di Caorso, la costruzione di oltre due milioni di alloggi con il progetto INA-Casa, l'industrializzazione del Mezzogiorno grazie alla Cassa omonima), favoriti da un'elevata disponibilità di manodopera, dovuta a un forte flusso migratorio dalle campagne alle città e dal sud verso il nord: la crescita media del PIL del 6,3% tra il 1958 e il 1963 consente la riduzione del divario storico con paesi quali Regno Unito, Germania e Francia.
A livello politico la DC sarà sempre il partito dominante, prima durante il centrismo, poi dal 1963 con il Centro-sinistra "organico" e infine negli anni '80 con il Pentapartito; vi saranno, però, diversi tentativi di riportare l'Italia a uno Stato più autoritario e conservatore (con i tentativi del Governo Tambroni del 1960, del Piano Solo del 1964, del Golpe Borghese del 1970 e infine quello della P2 di fine anni '70, scoperto nel 1981). Nasceranno tensioni sociali e contestazioni studentesche a fine anni '60 che scateneranno la reazione della parte più conservatrice e di quella più rivoluzionaria della società italiana, portando alla strategia della tensione degli anni di piombo, segnata da numerosi attentati come la strage di piazza Fontana, la strage di piazza della Loggia e la strage di Bologna, e culminati nell'agguato di via Fani e nel sequestro e assassinio di Aldo Moro, l'apice dell'attacco brigatista allo Stato democratico.

Via Fani, il giorno del rapimento di Aldo Moro

Giovanni Falcone e Paolo Borsellino

Gli anni ottanta e novanta sono invece segnati dal riflusso nel privato - favorito da una netta ripresa economica nella seconda metà degli anni '80 - e dalla lotta alla mafia, che nonostante importanti successi delle istituzioni è costata la vita a numerosi magistrati e uomini dello Stato, come Giovanni Falcone e Paolo Borsellino.

##### La "Seconda Repubblica" (1994 - oggi)
Nel 1992 le indagini di mani pulite sul fenomeno dilagante delle tangenti coinvolgono esponenti politici, principalmente del pentapartito, determinando la fine della prima Repubblica. Dopo lo scandalo nascono nuovi partiti, come la Lega Nord e Forza Italia. In questa fase, definita seconda Repubblica, nuove coalizioni politiche prendono il posto dei precedenti partiti di massa dando vita a un sistema parzialmente bipolare; alcuni esponenti del centro-sinistra, in particolare Romano Prodi, si alternano nella guida del paese a Silvio Berlusconi, leader del centro-destra che segna quegli anni e il cui modello di pensiero e azione, definito berlusconismo, identifica un fenomeno sociale e di costume. La crisi del debito sovrano europeo colpisce anche l'Italia nel 2011 e alla guida del paese s'insediano prima un governo tecnico e poi, dopo nuove elezioni, governi di coalizione "di larghe intese". Seguono nel 2018-2021 alcuni governi con un movimento popolare trasversale e successivamente un nuovo governo tecnico, incaricati anche di gestire la pandemia di COVID-19 e le sue conseguenze.

## Geografia fisica

Carta fisica muta d'Italia

La regione geografica italiana è suddivisa in una parte continentale, una peninsulare e una insulare ed è unita al continente europeo dalla catena delle Alpi. Grazie alla sua posizione, costituisce idealmente un ponte di passaggio verso l'Asia e l'Africa.
L'Italia separa il bacino occidentale del mar Mediterraneo da quello centrale, ossia il Mar Tirreno dal Mar Ionio. A nord del Salento si spinge l'insenatura lunga e stretta del mare Adriatico. Le isole di Sardegna e di Corsica dividono poi il mar Tirreno dal mar di Sardegna; le coste italiane si sviluppano su 7456 km e presentano paesaggi di vario genere (dal lagunare al garganico, dall'adriatico al tirrenico ecc.).

Le zone altimetriche d'Italia

Il suolo italiano, fortemente antropizzato, ha varie caratteristiche (vulcanico, endolagunare, calcareo ecc.); le zone collinari sono prevalenti rispetto alle zone montuose e a quelle pianeggianti, l'altitudine media del territorio è di circa 337 m s.l.m.
Le catene montuose si estendono per buona parte della nazione. Appartiene all'Italia una gran parte del versante meridionale del sistema alpino, per una lunghezza di circa 1000 km. Le vette più elevate si trovano nelle Alpi Occidentali, dove sono numerose le cime che superano i 4000 m tra cui il Cervino (4478 m), il Monte Rosa (4634 m) e il Monte Bianco (4810 m), la montagna più alta d'Europa. La catena degli Appennini percorre tutta la penisola, dalla Liguria alla Sicilia, fino alle Madonìe; il Gran Sasso (2912 m), situato in Abruzzo, è la sua vetta più alta.

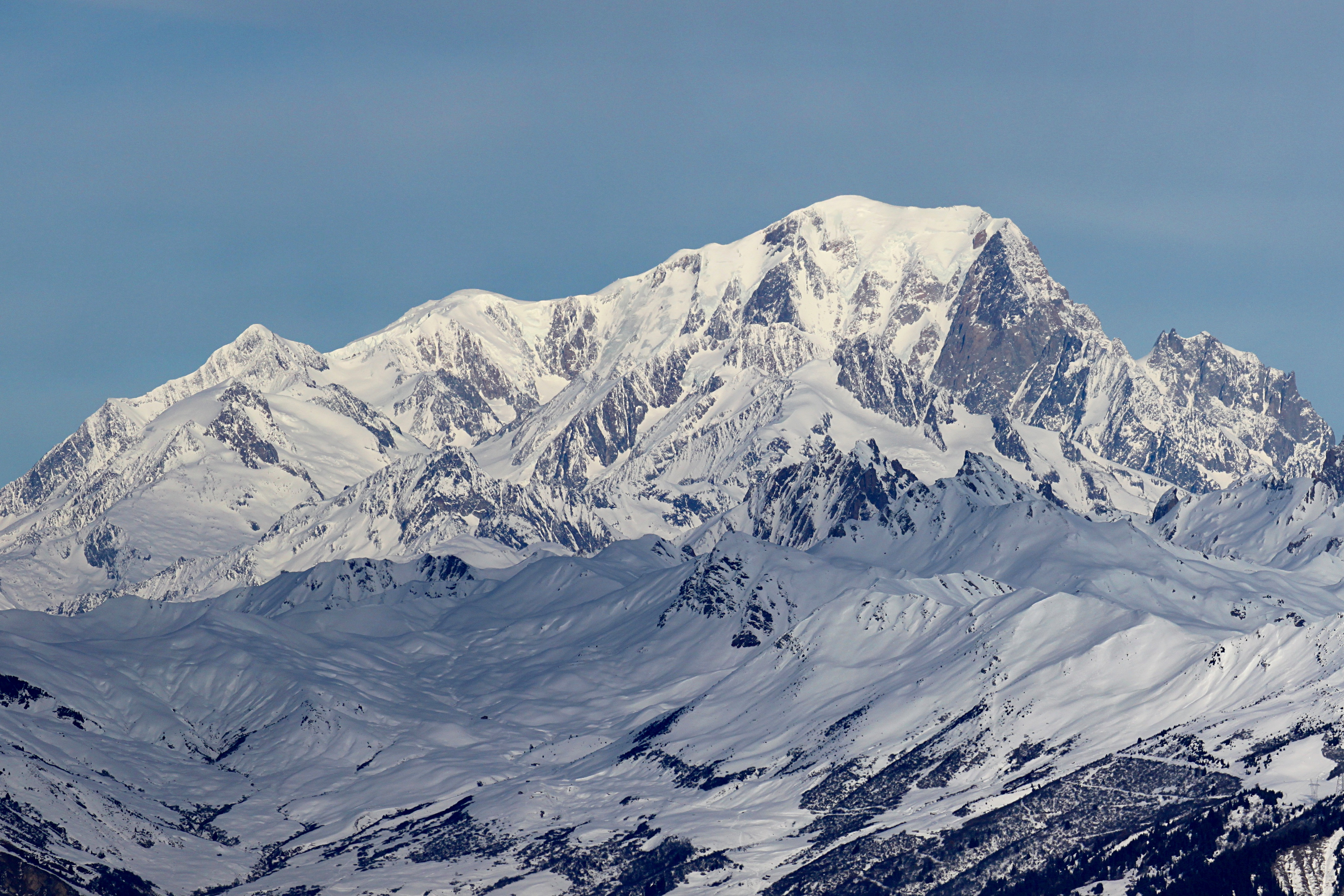
Il Monte Bianco

Solo un quarto del territorio italiano è costituito da pianure; la Pianura padana, una distesa alluvionale formata dal fiume Po e dai suoi affluenti, è la più estesa di tutte. Seguono, per dimensioni, il Tavoliere delle Puglie e la pianura salentina, due pianure di sollevamento, e il Campidano, un'altra pianura alluvionale. Il punto meno elevato d'Italia è situato nella frazione di Contane, in provincia di Ferrara (−3,44 m).
Le isole maggiori sono la Sicilia e la Sardegna; molte sono le isole minori, in gran parte raccolte in arcipelaghi, come l'arcipelago Toscano, cui appartiene l'isola d'Elba, l'arcipelago di La Maddalena, l'arcipelago Campano, comprendente Ischia e Capri, le isole Ponziane, le Pelagie, le Eolie, le Egadi e le Tremiti.

### Geologia

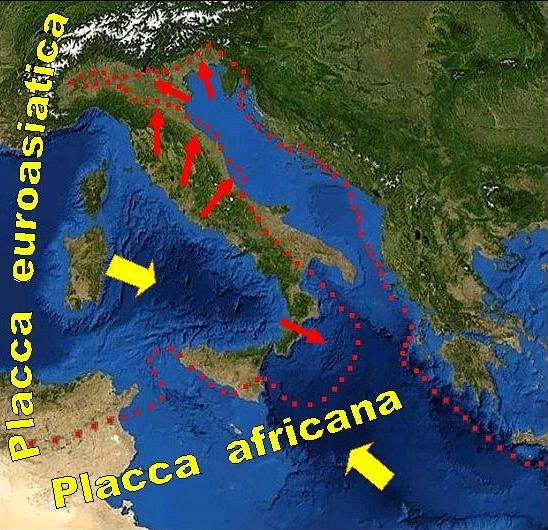
Interazione tra placche tettoniche

La geologia dell'Italia è molto complessa: l'assetto fisiografico e geologico attuale dell'area comprensiva della penisola italiana, delle sue isole e dei bacini marini adiacenti, è il risultato di numerosi eventi geodinamici successivi riconducibili, in estrema sintesi, all'interazione tra due placche litosferiche, la placca africana e quella europea a partire dal Cretacico superiore, periodo nel quale iniziò la progressiva chiusura del paleo-oceano della Tetide. Il margine meridionale africano, frammentandosi durante l'avvicinamento al continente settentrionale europeo, ha originato una serie di microplacche interposte la cui successiva accrezione ha dato luogo nel corso del Cenozoico all'attuale territorio peninsulare e siciliano.
In questo assetto si riconoscono due domini paleogeografici fondamentali, separati dalla linea Insubrica (Alpi centrali):
- un dominio europeo, dato dal margine meridionale della placca europea, che include il blocco sardo-corso e parte del mar Tirreno, l'arco Calabro Peloritano, il bacino del Mediterraneo occidentale, il sistema di falde alpine a vergenza europea, costituite principalmente da rocce metamorfiche e intrusioni di batoliti che testimoniano il regime di compressione derivato dal movimento della placca africana verso nord e dalla collisione con la placca continentale europea;
- un dominio africano (in senso lato) costituito dall'insieme del Dominio Sudalpino e dei domini adriatico e apulo, che rappresentano l'insieme di microplacche accrezionate appartenenti al margine del continente meridionale.

Il Dominio Sudalpino è formato da un sistema di falde a vergenza adriatica, costituite principalmente da sequenze carbonatiche e miste che si prolungano a est nelle Dinaridi. Nella catena appenninica, la linea tettonica "Ancona-Anzio" separa l'Appennino settentrionale, principalmente costituito da flysch terrigeni, dall'Appennino meridionale ove le formazioni carbonatiche sono più frequenti. L'assetto strutturale appenninico è caratterizzato nel suo insieme da un sistema di falde che sovrascorre sull'avampaese apulo. Questo sistema di falde, che costituisce la parte affiorante della placca adriatica, si estende dal mar Ionio fino all'estremità occidentale della val Padana e rappresentava in origine una sorta di "promontorio" settentrionale della placca africana. 
L'avampaese apulo (costituito sostanzialmente dal territorio pugliese), rappresenta un dominio di piattaforma carbonatica stabile, persistente dal Mesozoico al Miocene e successivamente emerso, coinvolto solo marginalmente nell'orogenesi appenninica. La Sicilia è formata nella parte centro-orientale da rocce carbonatiche e silicoclastiche appartenenti al margine convergente africano deformato ("unità maghrebidi"), mentre nella sua parte nord-orientale (Monti Peloritani) è di pertinenza europea ("unità peloritane"); le unità "sicilidi" e "numidiche" interposte rappresentano la copertura sedimentaria del dominio oceanico tetideo, in gran parte di natura flyschoide, scollata dal substrato originario di crosta oceanica (non conosciuto) e sovrascorsa sul margine africano.
Il blocco sardo-corso costituisce un elemento strutturale appartenente al continente europeo, originariamente solidale al margine meridionale franco-spagnolo e distaccatosi in età oligo-miocenica, ruotando in senso antiorario fino a collidere con il margine continentale africano. Nel quadro tardo e post-collisionale dell'area si inserisce il processo di espansione oceanica in corso del Mar Tirreno. Il mar Tirreno ha una crosta oceanica neogenica in espansione in due aree: bacino di Marsili e di Vavilov; si ritiene che una crosta oceanica mesozoica si trovi nello Ionio sotto una massiccia copertura sedimentaria.
Il rilevante vulcanismo neogenico e la elevata sismicità della maggior parte del territorio nazionale, testimoniano il complesso assetto geodinamico ancora attivo.
Dal punto di vista stratigrafico, le rocce sedimentarie affioranti databili con sicurezza in base al contenuto paleontologico risultano di età compresa tra il Cambriano e il Quaternario. Metamorfiti di basso grado affioranti nella parte meridionale della Sardegna, costituite da arenarie alternate con peliti, sono datate dubitativamente al Precambriano. La maggior parte della copertura sedimentaria affiorante in territorio italiano è post-paleozoica. Il Paleozoico Inferiore non metamorfico affiora solamente in Sardegna e in Carnia, mentre il Paleozoico Superiore (permo-carbonifero) è presente in lembi più o meno estesi nei domini sudalpino e appenninico.

#### Vulcanismo e geotermia

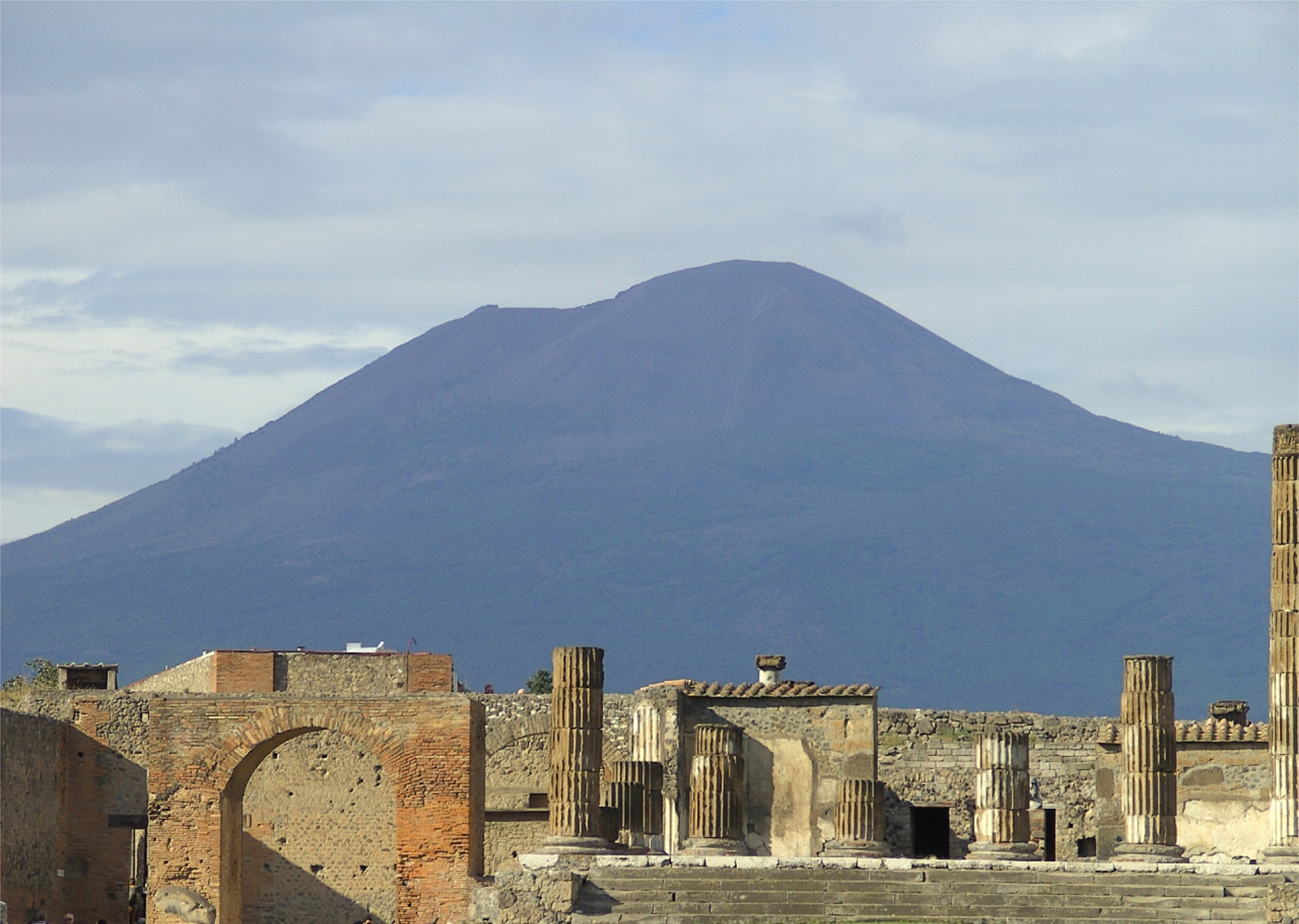
Il Vesuvio visto dagli scavi archeologici di Pompei

In Italia sono presenti numerosi vulcani: i più noti sono l'Etna (3357 m), il vulcano più alto d'Europa, il Vesuvio e lo Stromboli. L'elevata attività vulcanica e magmatica neogenica - quaternaria appenninica, è suddivisibile in province:
- Magmatica toscana (Monti Cimini, Tolfa e Amiata);
- Magmatica laziale (Monti Vulsini, Vico nel Lazio, Colli Albani, Roccamonfina);
- Distretto ultra-alcalino umbro laziale (San Venanzo, Cupaello e Polino);
- Vulcanica campana (Vesuvio, Campi Flegrei, Ischia);
- Arco eolico e bacino tirrenico (Isole Eolie e montagne sottomarine tirreniche);
- Avampaese africano-adriatico (canale di Sicilia, isola Ferdinandea, Etna e Monte Vulture).[96]

Fino agli anni cinquanta l'Italia fu il primo e unico paese a sfruttare, nella zona di Larderello e poi nell'area del Monte Amiata, l'energia geotermica per produrre energia elettrica. L'elevato gradiente geotermico che caratterizza parte della penisola rende altre province potenzialmente sfruttabili: ricerche svolte negli anni sessanta-settanta individuarono potenziali campi geotermici nel Lazio e in Toscana, così pure in gran parte delle isole vulcaniche.

#### Attività sismica

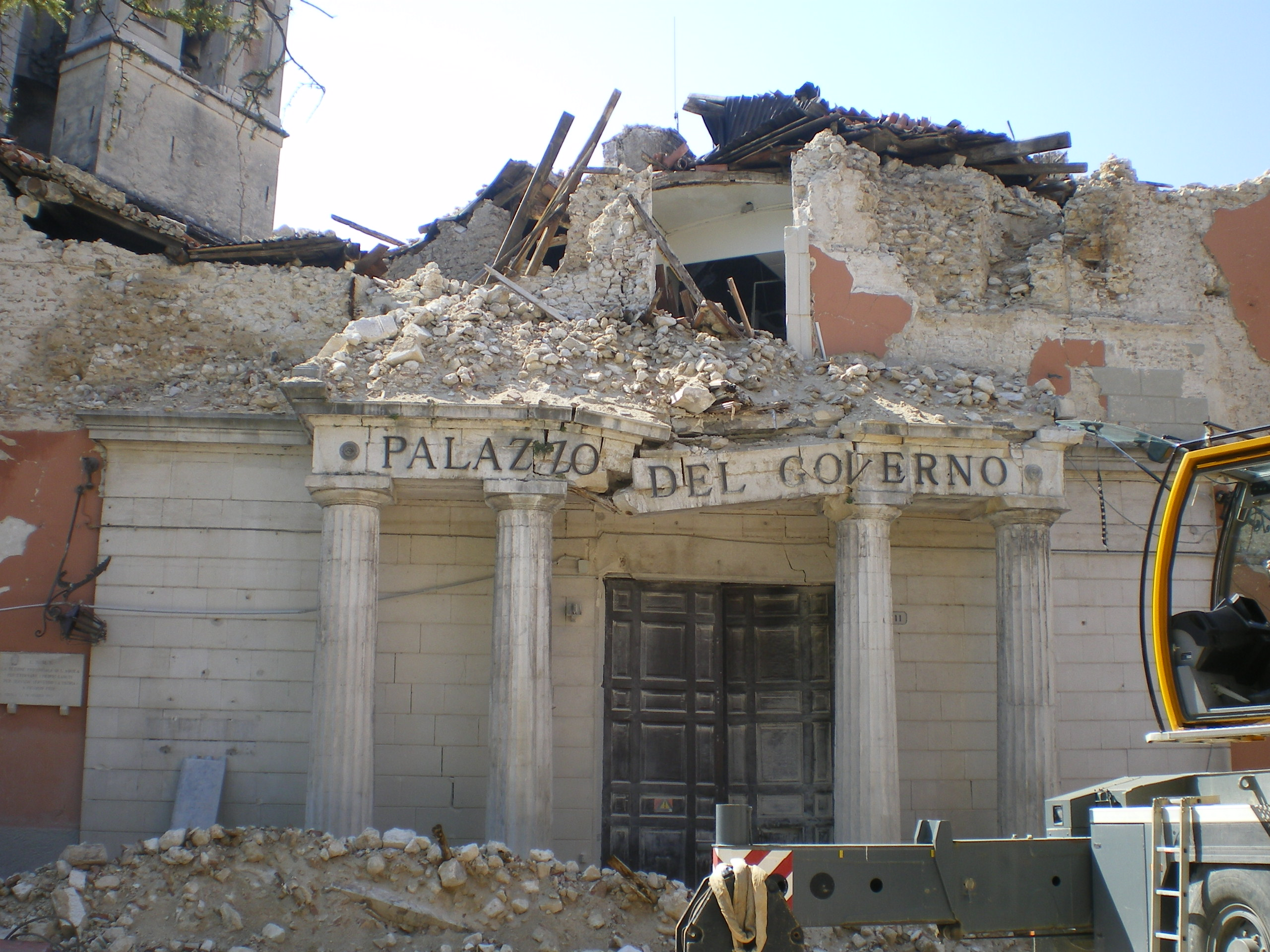
L'Aquila: la sede della Prefettura dopo il terremoto del 2009

Per la situazione geodinamica il suo territorio è frequentemente soggetto a terremoti dando all'Italia il primato in Europa per questi fenomeni: su 1 300 sismi distruttivi avvenuti nel II millennio nel Mediterraneo centrale ben 500 hanno interessato l'Italia; analisi dei movimenti focali indicano che essi sono per lo più distribuiti lungo le aree interessate dalla tettonica alpina e appenninica, ove sono causati rispettivamente da movimenti lungo faglie. Nel Tirreno meridionale, la distribuzione degli ipocentri, fino a una profondità di 500 chilometri indicherebbe la presenza di un piano di Benioff dato dalla subduzione della litosfera ionica.

### Idrografia

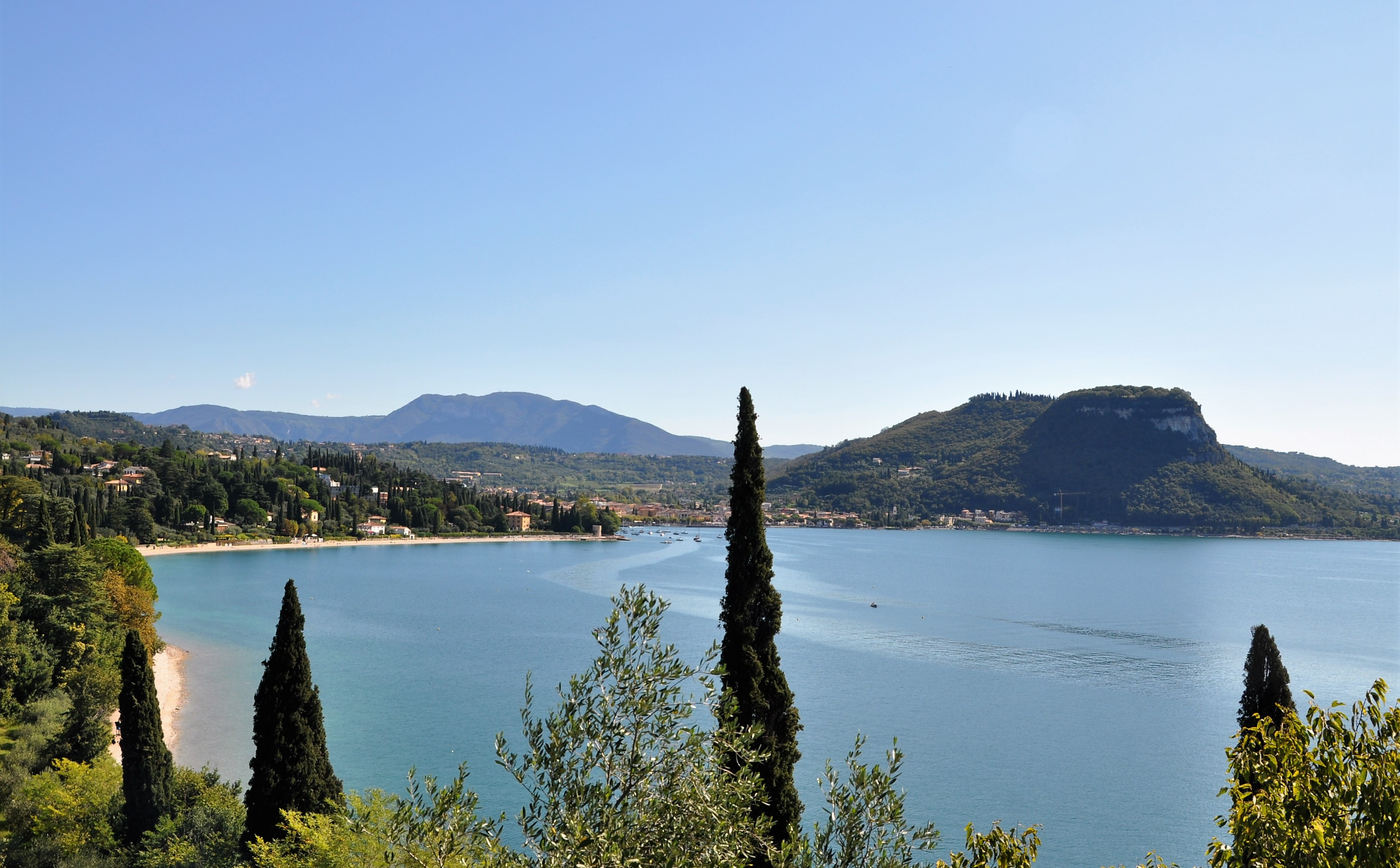
Il lago di Garda a Garda

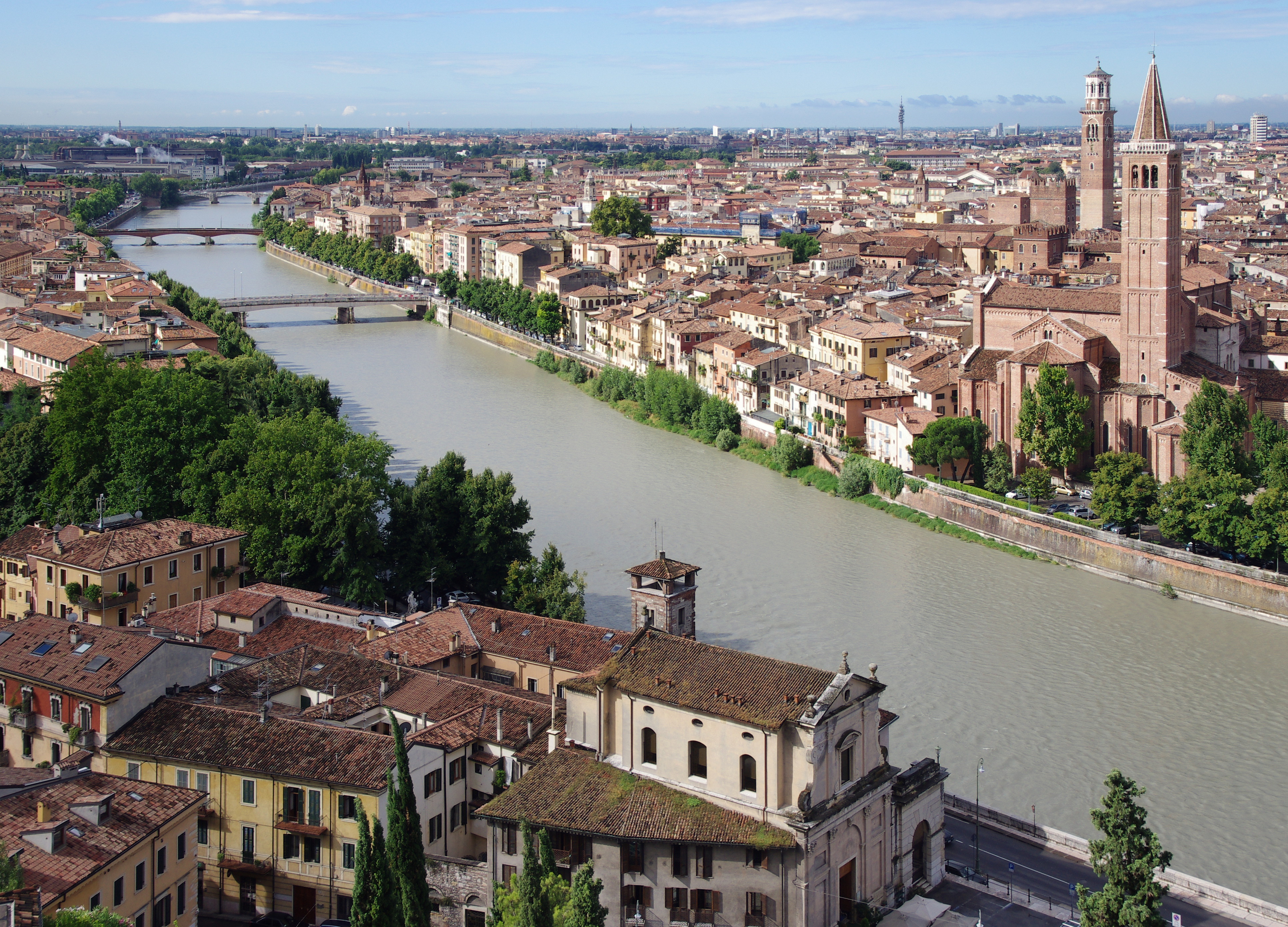
L'Adige a Verona

L'Italia, per la presenza di diversi rilievi montuosi, con nevai e ghiacciai, di laghi e di acque sorgive, è ricca di corsi d'acqua. In genere, data la disposizione e l'altitudine dei rilievi, i fiumi più lunghi e di maggiore portata appartengono alla regione alpina mentre i fiumi appenninici, a eccezione di Tevere e Arno, hanno corso breve e regime torrentizio.
Il fiume più importante è il Po, lungo 652 km, portata media circa 1460 m³/s e bacino di circa 70000 km (anche se il fiume più lungo che nasce nel Paese è la Drava, che scorre in Italia per pochi chilometri prima di attraversare il confine internazionale, per poi sfociare infine nel Danubio). Esso attraversa la pianura padana sfociando nel mare Adriatico con un delta che è stato dichiarato patrimonio dell'umanità dall'UNESCO.
I laghi italiani più estesi, nell'ordine il lago di Garda, il lago Maggiore e il lago di Como, che è anche il più profondo (410 m), sono situati nella fascia prealpina. Altri laghi importanti si trovano nella zona peninsulare, il lago di Bolsena, il lago di Bracciano e il lago di Albano d'origine vulcanica, il lago Trasimeno, il più esteso dell'Italia peninsulare e i laghi costieri, come il lago di Lesina e il lago di Varano.

### Clima

Carta dei climi d'Italia

La regione italiana (compresa tra il 47º e il 35º parallelo nord) si trova quasi al centro della zona temperata dell'emisfero boreale.
Il clima è fortemente influenzato dai mari che la circondano quasi da ogni lato e che costituiscono un benefico serbatoio di calore e di umidità. Determinano infatti, nell'ambito della zona temperata, un clima particolare detto temperato mediterraneo.
Secondo la classificazione di Köppen, l'Italia è suddivisa in tre tipi di clima (temperato, temperato freddo e freddo), a loro volta suddivisi in microclimi: si passa dal clima temperato subtropicale (presente nelle aree costiere della Sicilia, della Sardegna meridionale e della Calabria centrale e meridionale) al clima glaciale (tipico delle vette più elevate delle Alpi ricoperte da nevi perenni, a quote generalmente superiori ai 3 500 metri s.l.m.).

## Società

### Evoluzione demografica
Con 58 997 201 abitanti, l'Italia è il terzo paese dell'Unione europea per popolazione (dopo Germania e Francia) e la sua densità demografica è di 195 abitanti per chilometro quadrato, più alta della media dell'Unione.
La popolazione è concentrata principalmente nelle zone pianeggianti (49,1% dei residenti) e collinari (38,8%) del paese, è caratterizzata nel 2022 da un alto numero di anziani (l'indice di vecchiaia è pari a 161,4), da un basso tasso di fecondità, pari a 1,25 e da una speranza di vita di 80,5 anni per gli uomini e di 84,8 per le donne. 
Alla fine del XIX secolo l'Italia è un paese di emigrazione di massa, fenomeno che si manifesta prima nelle regioni settentrionali e poi in quelle meridionali. Le principali destinazioni sono le Americhe (Stati Uniti, Brasile, Argentina, Uruguay) e l'Europa centro-settentrionale (in modo particolare la Germania). Nel XX secolo l'emigrazione diviene anche interna, attratta dallo sviluppo industriale di alcune aree settentrionali del Paese. Il numero di italiani residenti all'estero che conservano la cittadinanza italiana è stimato in circa 4 200 000.
Per quanto riguarda il fenomeno dell'immigrazione, invece, il numero di immigrati o residenti stranieri regolari in Italia è aumentato considerevolmente soprattutto a partire dal 2001 e, secondo i dati ISTAT, al 31 dicembre 2022 contava 5 141 341 unità, l'8,7% della popolazione residente; le comunità più numerose erano quella rumena (1 081 836 residenti), quella albanese (416 829) e quella marocchina, (415 088) A questi dati vanno aggiunti gli stranieri irregolari, circa 404 000 secondo un rapporto del 2015 sull'immigrazione della Fondazione Ismu.

### Lingue

#### Lingua italiana
L'italiano è la lingua ufficiale e la più parlata; essa è inoltre una delle lingue ufficiali dell'Unione europea. Appartiene al gruppo delle lingue romanze orientali della famiglia delle lingue indoeuropee e trova le sue origini nel dialetto fiorentino del Trecento, idioma diffusosi presso le classi colte di tutta Italia grazie anche ai grandi scrittori toscani dell'epoca, come Dante, Boccaccio e Petrarca.
L'italiano moderno, nato nell'Ottocento in gran parte grazie all'opera di Alessandro Manzoni, era parlato, negli anni dell'unità, da poco più del 10% della popolazione, cui si aggiungeva un numero imprecisato di persone che ne avevano una conoscenza variabile. Esso si è in seguito diffuso gradualmente, dapprima grazie all'istruzione elementare, al fenomeno dell'inurbamento e alla creazione di una burocrazia e di un esercito nazionali, e poi, dopo la seconda guerra mondiale, a causa dell'azione di radio e televisione. Nel territorio italiano, tuttavia, sono parlate numerose altre lingue, sviluppatesi ed evolutesi indipendentemente dal toscano.

#### Altre lingue

Le comunità linguistiche di minoranza riconosciute ufficialmente in Italia

Le minoranze linguistiche storiche presenti in Italia ufficialmente riconosciute e tutelate sono quelle "delle popolazioni albanesi, catalane, germaniche, greche, slovene e croate, e di quelle parlanti il francese, il franco-provenzale, il friulano, il ladino, l'occitano e il sardo". Vi sono inoltre diverse parlate regionali che, sebbene siano censite dall'UNESCO come lingue minoritarie e dalla comunità linguistica internazionale come lingue non riconducibili all'italiano, non godono di alcun riconoscimento o tutela da parte dello Stato Italiano.
Nelle regioni e nei comuni interessati dal bilinguismo, gli uffici pubblici e la segnaletica stradale sono bilingui o trilingui (come i comuni ladini dell'Alto Adige e walser dell'alta valle del Lys), e i documenti ufficiali possono essere redatti in italiano o nell'altra lingua riconosciuta.
Il livello di tutela di alcune minoranze è stabilito sia dalla normativa italiana sia dai trattati internazionali: è il caso della minoranza germanofona dell'Alto Adige e dei comuni bilingui della provincia di Trento, il cui status è regolato dall'accordo De Gasperi-Gruber, e di una parte della minoranza slovena del Friuli-Venezia Giulia, contemplata dal Memorandum di Londra col quale Italia e Jugoslavia assunsero rispettivamente l'amministrazione civile delle zone A e B del Territorio Libero di Trieste.
La lingua dei segni italiana (LIS), ossia la lingua visiva dei cittadini sordi, è riconosciuta dalla regione Valle d'Aosta dal 2006.

### Religione
In Italia vige il principio della laicità dello Stato e pertanto non vi è una religione ufficiale. 
I cittadini italiani sono in maggioranza cristiani cattolici, anche se negli ultimi anni si è osservato un forte calo dei credenti dovuto ad un crescente processo di secolarizzazione.
Secondo una ricerca Doxa del 2019 i cattolici sarebbero il 66,7% della popolazione, gli atei e agnostici il 15,3% e i credenti di altre religioni il 18%.
La Chiesa cattolica in Italia è organizzata in 225 diocesi più un ordinariato militare; il vescovo di Roma ne è primate e assume il titolo di Papa. La Chiesa esercita un ruolo influente nella società italiana, prendendo posizione su temi religiosi, sociali e politici, come il divorzio e l'aborto negli anni settanta o, in anni più recenti, il testamento biologico e la fecondazione assistita, la rimozione del crocifisso dalle aule scolastiche italiane (rimozione alla quale si dichiarano contrari oltre il 60% degli italiani, con solo il 17% favorevoli) o le politiche sull'immigrazione.
Il rapporto Stato-Chiesa è previsto dalla Costituzione, che lo demanda ai Patti Lateranensi, rivisti nel 1984 col nuovo concordato (i rapporti con altre confessioni religiose sono regolati da specifiche intese), nel quale il sostegno statale alla Chiesa è stabilito attraverso una quota proporzionale dell'otto per mille del gettito IRPEF, che si aggiunge ad altri finanziamenti alla Chiesa cattolica in Italia.
Fra le religioni minoritarie sono presenti diverse altre confessioni cristiane (in modo particolare ortodossi e protestanti, questi ultimi in massima parte pentecostali), ebrei, mormoni e testimoni di Geova. L'immigrazione contribuisce ad alimentare alcune tra le minoranze religiose presenti nel Paese, le più numerose delle quali sono i cristiani-ortodossi, i musulmani, i buddhisti e gli induisti.

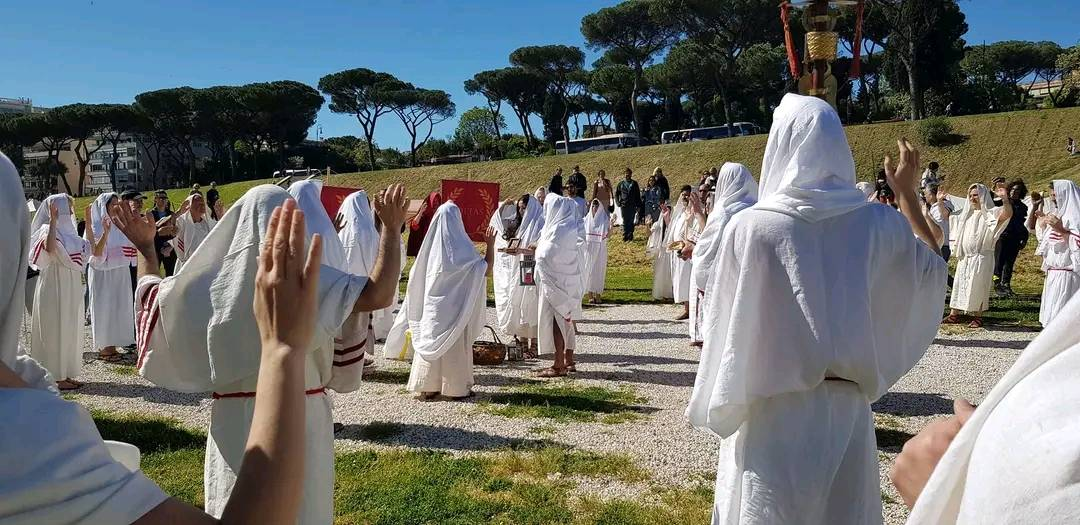
Celebrazione del 2777° Natale di Roma al Circo Massimo

Secondo il CESNUR, nel 2023 in Italia c'erano circa 3 200 aderenti a religioni indigene pre-cristiane, neopagane o neosciamaniche. Fra le forme moderne di politeismo nativo si trova la Via romana agli dei, che include organizzazioni come Nova Roma, l'Associazione Tradizionale Pietas, la Communitas Populi Romani, il Movimento Tradizionale Romano e la Societas Hesperiana pro Culto Deorum. Vi sono anche pagani appartenenti ad altre religioni europee, come il Germanesimo, a cui appartengono la Comunità Odinista e il Tempio del Lupo; il Druidismo, l'Ellenismo e la Wicca.

### Criminalità

Tommaso Buscetta durante un processo nel 1983

Nel corso del XIX secolo si origina in Sicilia un fenomeno criminale organizzato sul territorio e connotato da stretti legami con la politica e il potere economico, la mafia, termine che diviene sinonimo di "crimine organizzato"; in Italia sono di stampo mafioso organizzazioni come cosa nostra in Sicilia, la camorra in Campania, la 'ndrangheta in Calabria e la sacra corona unita e la società foggiana in Puglia. Il fenomeno mafioso, che in Italia, secondo un rapporto del Censis del 2009, riguarda direttamente il 22% degli italiani e il 14,6% del PIL, è poi proliferato a livello mondiale, con diffusione e caratteristiche autonome.
L'Italia si distingue per una forte e continua lotta contro la mafia, costata la vita a magistrati, uomini delle forze dell'ordine e delle istituzioni, ma che ha ottenuto notevoli risultati, con l'arresto di numerosi boss malavitosi.
Per quanto riguarda gli omicidi, nel 2006, l'Italia risultava essere il secondo paese più sicuro d'Europa, assieme a Danimarca, Germania e Spagna, dopo la Norvegia. Secondo una ricerca de Il Sole 24 Ore, basata su dati del Ministero dell'Interno e riferita al primo semestre del 2010, in Italia i reati perpetrati, soprattutto nelle grandi aree urbane e nelle zone ad alta densità infrastrutturale, sono circa 1 292 000. Milano, Torino e Bologna, con circa 30 reati ogni mille abitanti, risultano le città più a rischio, Matera, Potenza e Belluno quelle più sicure. Per quanto riguarda i reati che impattano sull'economia (usura, riciclaggio di denaro e truffe) le città più penalizzate sono Napoli, Bologna, Trieste, La Spezia e Genova.
Elevata è la corruzione all'interno della pubblica amministrazione (in modo particolare nel settore sanitario): secondo il Rapporto Eurispes 2010 l'Italia è al 63º posto (su 180 paesi) nella classifica globale. Le regioni più colpite da questo fenomeno sono Calabria, Sicilia e Puglia. Secondo il SAeT (Servizio Anticorruzione e Trasparenza), la corruzione "scoperta" è solo la punta di un iceberg rispetto a un'ingente corruzione "coperta" che affligge un'ampia parte della società italiana.

### Media e libertà d'informazione
In campo radiotelevisivo il panorama italiano è caratterizzato dal duopolio RAI - Gruppo Mediaset (negli anni duemila, è diventato rilevante anche il ruolo della pay tv di Sky), i cui ascolti complessivi, stabili da molti anni, si attestano nel 2010 al 78,6% del mercato. A rafforzare la predetta concentrazione è il ruolo centrale svolto dalla televisione come mezzo informativo, che in Italia nel 2010 si attesta attorno al 90%; la possibile influenza dell'allora presidente del Consiglio Berlusconi, già proprietario di Mediaset, sul network pubblico RAI, ha portato l'organizzazione Freedom House a classificare nel suo rapporto l'Italia, unico paese dell'Europa occidentale, come "parzialmente libera", mentre il rapporto 2017 di Reporter senza frontiere colloca l'Italia al 52º posto (su 180) nel mondo per la libertà di stampa.
Nel rapporto 2011 sulla libertà della rete, l'Italia è "libera", non rilevandosi significative limitazioni alla libertà d'espressione e d'informazione sul web; alla fine del 2011 la penetrazione internet è al 58,7%.
Per quanto riguarda la stampa, il Corriere della Sera detiene il primato per numero di copie vendute, seguito da La Repubblica, La Gazzetta dello Sport e La Stampa. Il quotidiano più antico d'Italia, fondato nel 1664, e il giornale più antico del mondo ancora in edicola è la Gazzetta di Mantova.
Tra i giornalisti dell'Ottocento vanno citati Ferdinando Petruccelli della Gattina, tra i primi corrispondenti di guerra e l'unico giornalista italiano dell'epoca a lavorare anche in Europa, Guglielmo Stefani fondatore della prima agenzia di stampa italiana, ed Edoardo Scarfoglio, fondatore de Il Mattino e attento osservatore della questione meridionale. Guidato da Luigi Albertini dal 1900 al 1925 il Corriere della Sera diviene il primo quotidiano italiano, con firme autorevoli come Luigi Barzini e Ugo Ojetti; altre "penne" prestigiose del Novecento sono Curzio Malaparte, Indro Montanelli, conservatore e anticomunista, fondatore de Il Giornale e autore di una monumentale Storia d'Italia, Oriana Fallaci, prima inviata speciale al fronte, Enzo Biagi e Giorgio Bocca. Nel campo del giornalismo sportivo si citano Gianni Brera, figura centrale del settore (soprattutto calcistico) del XX secolo, Gianni Clerici, soprannominato "Lo scriba del tennis", e Rino Tommasi.

## Ordinamento

### Assetto costituzionale

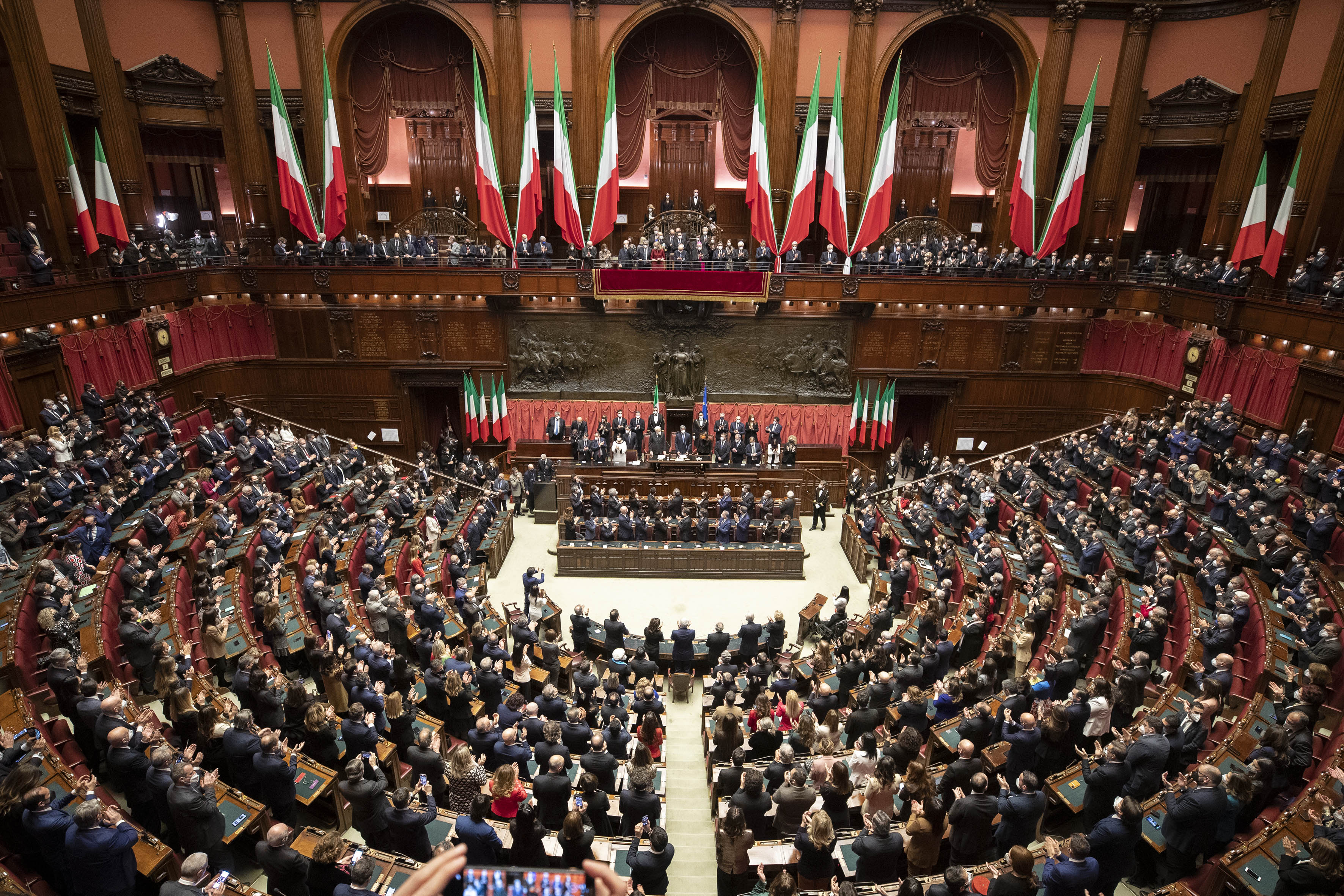
La Camera dei deputati

La Costituzione della Repubblica Italiana approvata dall'Assemblea Costituente il 22 dicembre 1947, promulgata il successivo 27 dicembre da Enrico De Nicola, capo provvisorio dello Stato, ed entrata in vigore il 1º gennaio 1948, è la legge fondamentale dello Stato.
Il sistema politico italiano è quello tipico di una repubblica parlamentare, in cui il parlamento è l'unica istituzione a detenere la rappresentanza della volontà popolare.
Le maggiori istituzioni sono:
- Parlamento: è bicamerale e si compone della Camera dei deputati e del Senato della Repubblica,[147] esercita il potere legislativo[148] e vota la fiducia al Governo.[149]
- Presidente della Repubblica: è il capo dello Stato e rappresenta l'unità nazionale;[150] viene eletto dal Parlamento;[151] nomina a sua volta il Presidente del Consiglio e, su proposta di questo, i ministri.[152] Può sciogliere le camere.[153]
- Governo: esercita il potere esecutivo, è composto dal presidente del Consiglio e dai ministri, che formano il Consiglio dei ministri.[152]
- Magistratura: esercita il potere giudiziario (sia inquirente sia giudicante) è indipendente da ogni altro potere, autonoma e governata dal Consiglio superiore della magistratura.[154]
- Corte costituzionale: svolge la funzione di garante della Costituzione, pronunciandosi sulla conformità delle leggi a essa.[155]

### Suddivisioni amministrative
Gli enti territoriali che, in base all'articolo 114 della Costituzione, costituiscono, assieme allo Stato, la Repubblica Italiana sono:
- le regioni[156] (15 a statuto ordinario e 5 a statuto speciale[157]);
- le città metropolitane (15);
- le province e i comuni (rispettivamente 93 e 7 896).[158]

Nell'elenco che segue, per ciascuna regione è riportata la bandiera ufficiale e il nome del capoluogo.
Di seguito le prime dieci città italiane per abitanti del territorio comunale al 31 dicembre 2023.
| Pos. | Comune  | Città metropolitana | Regione        | Abitanti  |
| ---- | ------- | ------------------- | -------------- | --------- |
| 1    | Roma    | Roma                | Lazio          | 2 751 747 |
| 2    | Milano  | Milano              | Lombardia      | 1 371 499 |
| 3    | Napoli  | Napoli              | Campania       | 913 704   |
| 4    | Torino  | Torino              | Piemonte       | 851 199   |
| 5    | Palermo | Palermo             | Sicilia        | 630 427   |
| 6    | Genova  | Genova              | Liguria        | 562 422   |
| 7    | Bologna | Bologna             | Emilia-Romagna | 390 098   |
| 8    | Firenze | Firenze             | Toscana        | 362 613   |
| 9    | Bari    | Bari                | Puglia         | 316 226   |
| 10   | Catania | Catania             | Sicilia        | 298 680   |

I comuni italiani sono caratterizzati da piccole dimensioni e pochi abitanti, al 2019 il 45,8% dei comuni non supera i 20 chilometri quadrati di superficie e il 69,6% non supera i 5 000 abitanti.

### Sistema tributario
Il sistema tributario italiano si informe a criteri di progressività. Le principali imposte nazionali sono l'IRPEF (imposta sui redditi delle persone, con aliquote dal 23% al 43%), l'IRES (imposta sui redditi delle società, fissata al 24%), l'IRAP (imposta locale sulle aziende, fissata al 3,9% + massimo 0,92% delle regioni) e l'IVA (imposta su vendita di beni e servizi, fissata al 22% con aliquote minori per particolari settori).

### Istituzioni, enti e associazioni

#### Ordinamento scolastico
L'istruzione in Italia è regolata con modalità diverse secondo la forma giuridica (scuole pubbliche, scuole paritarie, scuole private). La formazione professionale, comprendente gli istituti professionali, dipende invece dalle regioni.

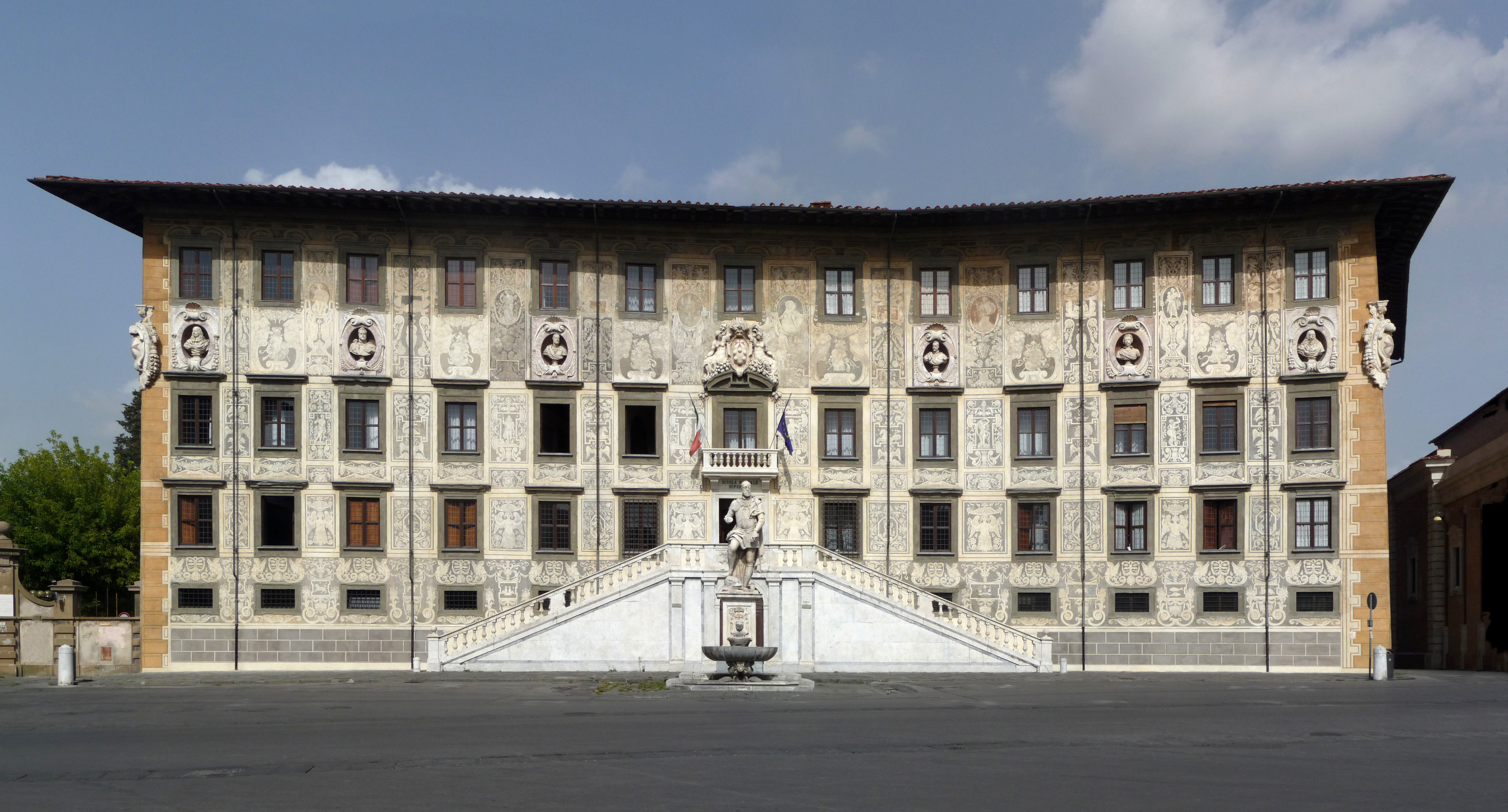
Palazzo della Carovana, sede storica della Normale di Pisa

L'obbligo scolastico termina a 16 anni.
Il sistema scolastico italiano è strutturato in tre cicli di istruzione:
- istruzione primaria, di durata quinquennale;
- istruzione secondaria, che comprende la scuola secondaria di primo grado, di durata triennale, e la scuola secondaria di secondo grado, di durata quinquennale;
- istruzione superiore, che comprende l'università e la formazione specialistica, come master e scuola di specializzazione.

A questi cicli d'istruzione si affianca la scuola dell'infanzia, un'istituzione prescolastica non obbligatoria, caratterizzata dal gioco e della convivenza con i compagni e dalla preparazione al primo ciclo d'istruzione.
Il ciclo degli studi all'università si articola, dopo la riforma introdotta dal processo di Bologna, in tre fasi:
1. laurea (3 anni)
2. laurea magistrale (2 anni)
3. dottorato di ricerca (3 anni)

Secondo un'analisi ISTAT del 2010, il livello di istruzione e formazione degli studenti italiani è carente, soprattutto se paragonato a quello degli altri paesi europei: il 46,1% della popolazione adulta ha conseguito la sola licenza media, laddove la media europea si attesta al 28,5%. Nelle scuole superiori l'elevato numero di abbandoni scolastici porta l'Italia al primato negativo in Europa per i giovani tra 18 e 24 anni che lasciano la scuola superiore senza aver conseguito il diploma (il 20% nel 2009); anche il numero di laureati è sotto la media europea (solo il 21,6% dei giovani tra i 25 e i 29 anni). A ciò si aggiunge una bassa qualità dell'istruzione: secondo una valutazione condotta nell'ambito del programma per la valutazione internazionale dell'allievo, la competenza dei quindicenni italiani, già inferiore al valore medio nei 30 paesi OCSE, è aggravata dalla carenza nell'utilizzo di nuove tecnologie. L'Italia ha infine il primato europeo dei giovani che non studiano, né lavorano (nel 2009 erano il 21,2% delle persone tra 15 e 29 anni).
Vi sono due Biblioteche Nazionali Centrali sedi del deposito legale dello Stato, a Firenze e a Roma. 

#### Sistema sanitario
Il Servizio sanitario nazionale italiano (SSN) è un sistema pubblico di carattere universalistico che, come stabilito dall'art. 32 della Costituzione della Repubblica Italiana, garantisce il diritto alla salute e all'assistenza sanitaria a tutti i cittadini, finanziato attraverso la fiscalità generale e le entrate dirette, percepite dalle aziende sanitarie locali, derivanti dai ticket sanitari (cioè le quote con cui l'assistito contribuisce alle spese) e dalle prestazioni a pagamento.
Una ricerca del 2000 dell'Organizzazione mondiale della sanità colloca il sistema sanitario italiano al secondo posto nel mondo, dopo la Francia, in termini di efficienza di spesa e accesso alle cure pubbliche per i cittadini. Tuttavia, solo il 35,8% della popolazione si dichiara soddisfatto del sistema sanitario e il 42% dell'assistenza ospedaliera, mentre il 79,4% ritiene intollerabili i tempi di attesa nelle strutture sanitarie.

#### Forze armate e pubblica sicurezza

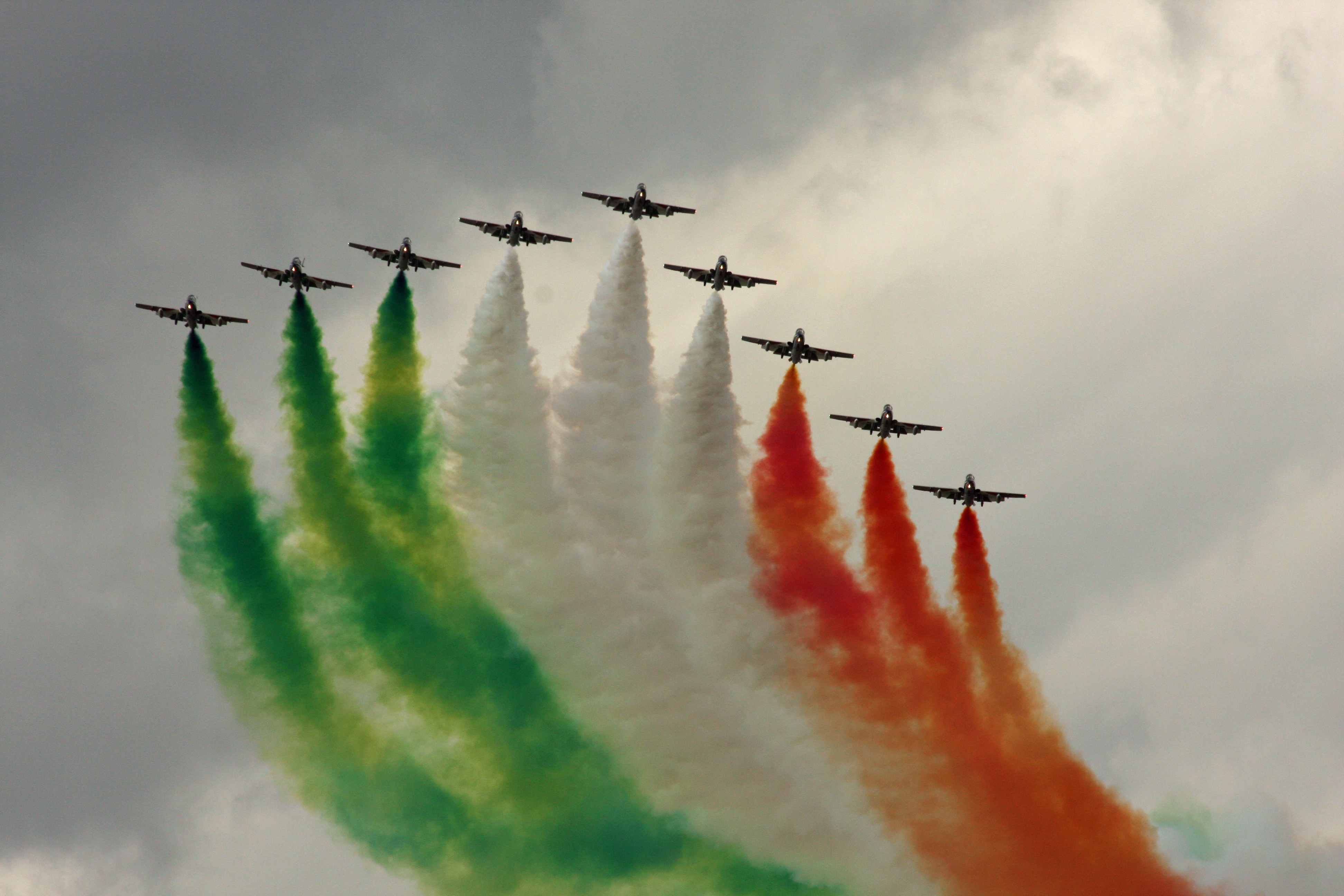
Le Frecce Tricolori

La Repubblica Italiana, per difendere militarmente il suo territorio e per supportare decisioni di politica interna ed estera, si serve di diverse forze armate e di polizia: l'Arma dei Carabinieri, la Polizia di Stato, la Guardia di Finanza, il Corpo di polizia penitenziaria, l'Esercito Italiano, l'Aeronautica Militare e la Marina Militare. Esse sfilano nella parata militare per la Festa della Repubblica Italiana assieme al Corpo nazionale dei vigili del fuoco e della Polizia Roma Capitale (in rappresentanza delle altre polizie locali), e al personale militare e civile di altre associazioni, come la Croce Rossa Italiana e la Protezione civile. Il Paese schiera truppe in Kosovo, Libano, Marocco, Mali, Somalia, Iraq e Libia. Secondo il SIPRI, nel 2016 la spesa militare italiana ha superato i 25 miliardi di euro, collocandola in decima posizione tra le nazioni europee.
L'Istituto Geografico Militare è l'ente cartografico di Stato e si trova a Firenze.

### Relazioni internazionali
L'Italia sostiene l'Organizzazione delle Nazioni Unite, ove è stata ammessa nel 1955, e le sue attività internazionali di sicurezza ed è uno dei membri fondatori della Comunità europea, dal 1993 Unione europea. È membro della NATO, dell'OCSE, del GATT, del G7, del G8, del WTO e del Consiglio d'Europa e ha ricoperto più volte la presidenza di turno sia del G8 sia dell'Unione.

### Cittadinanza italiana
La legge stabilisce che è cittadino per nascita:
- il figlio di padre o di madre cittadini (Ius sanguinis);
- chi è nato nel territorio della Repubblica se entrambi i genitori sono ignoti o apolidi (Ius Soli per caso specifico);
- se il figlio non segue la cittadinanza dei genitori, secondo la legge statale di questi;
- se la persona vive stabilmente da almeno 4 anni se proveniente da un paese dell'Unione europea, 10 anni se da altri paesi (la cosiddetta naturalizzazione).

In accordo a modalità previste dalla legge, si può acquisire la cittadinanza italiana pur appartenendo a tutti gli effetti a un altro paese.
L'Italia riconosce la doppia cittadinanza, si può quindi ottenere la cittadinanza italiana senza rinunciare a quella di un altro stato.

### Simboli

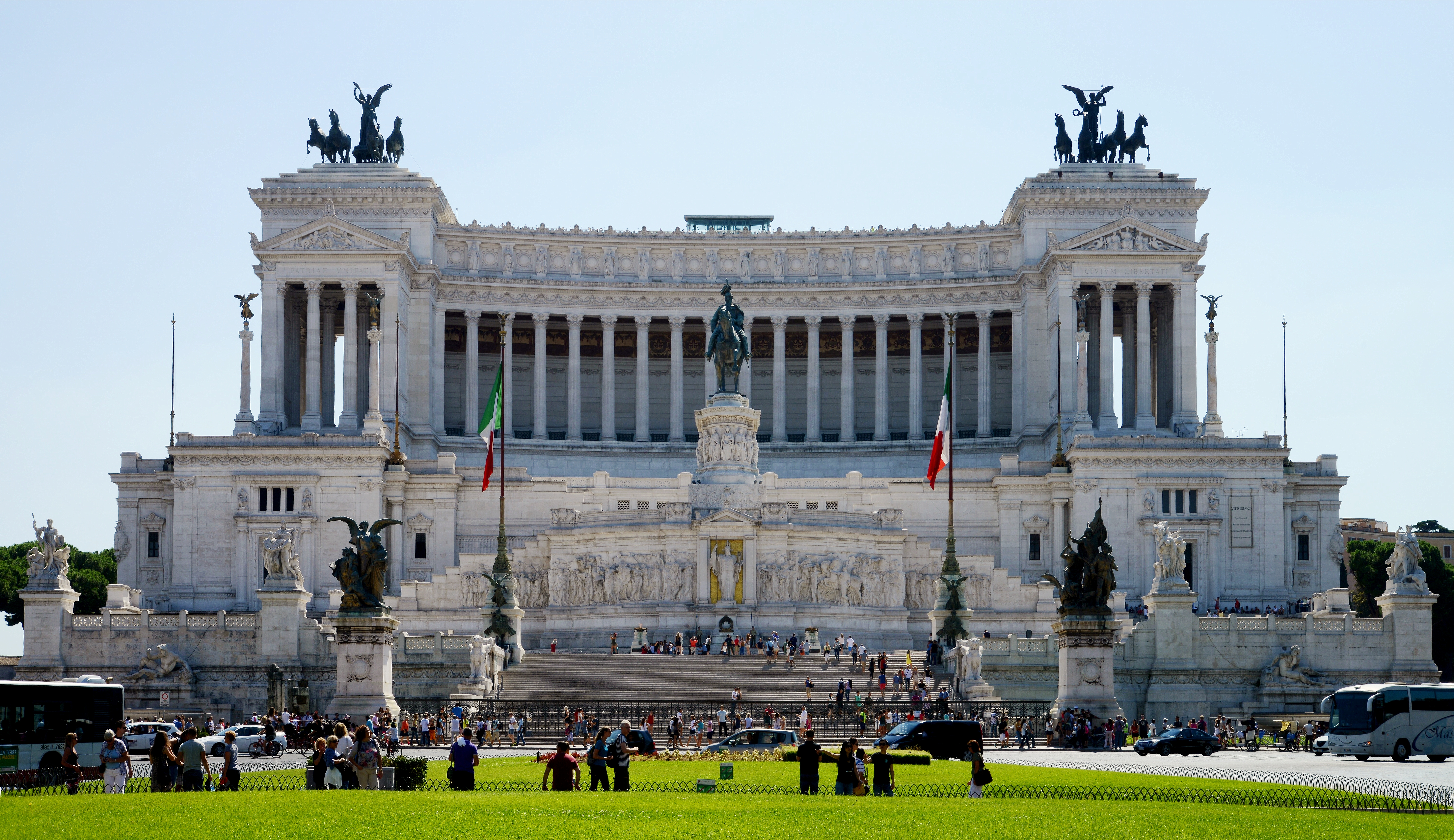
Il Vittoriano

I principali simboli che rappresentano l'unità nazionale italiana sono:
- la bandiera d'Italia, nata il 7 gennaio 1797 a Reggio nell'Emilia come bandiera della Repubblica Cispadana, la cui conformazione è stabilita dall'art. 12 della Costituzione;
- Il Canto degli Italiani, anche noto come Inno di Mameli o Fratelli d'Italia; scritto nel 1847 da Goffredo Mameli e musicato da Michele Novaro, fu adottato come inno nazionale il 12 ottobre 1946;
- l'emblema della Repubblica Italiana, caratterizzato dalla stella d'Italia, dalla ruota dentata e dai rami di ulivo e quercia è stato ufficialmente adottato il 5 maggio 1948;
- lo stendardo presidenziale italiano, che rappresenta il segno distintivo della presenza del presidente della Repubblica;
- il Vittoriano, ovvero il complesso monumentale a Roma dedicato al primo re d'Italia, Vittorio Emanuele II di Savoia;

## Economia

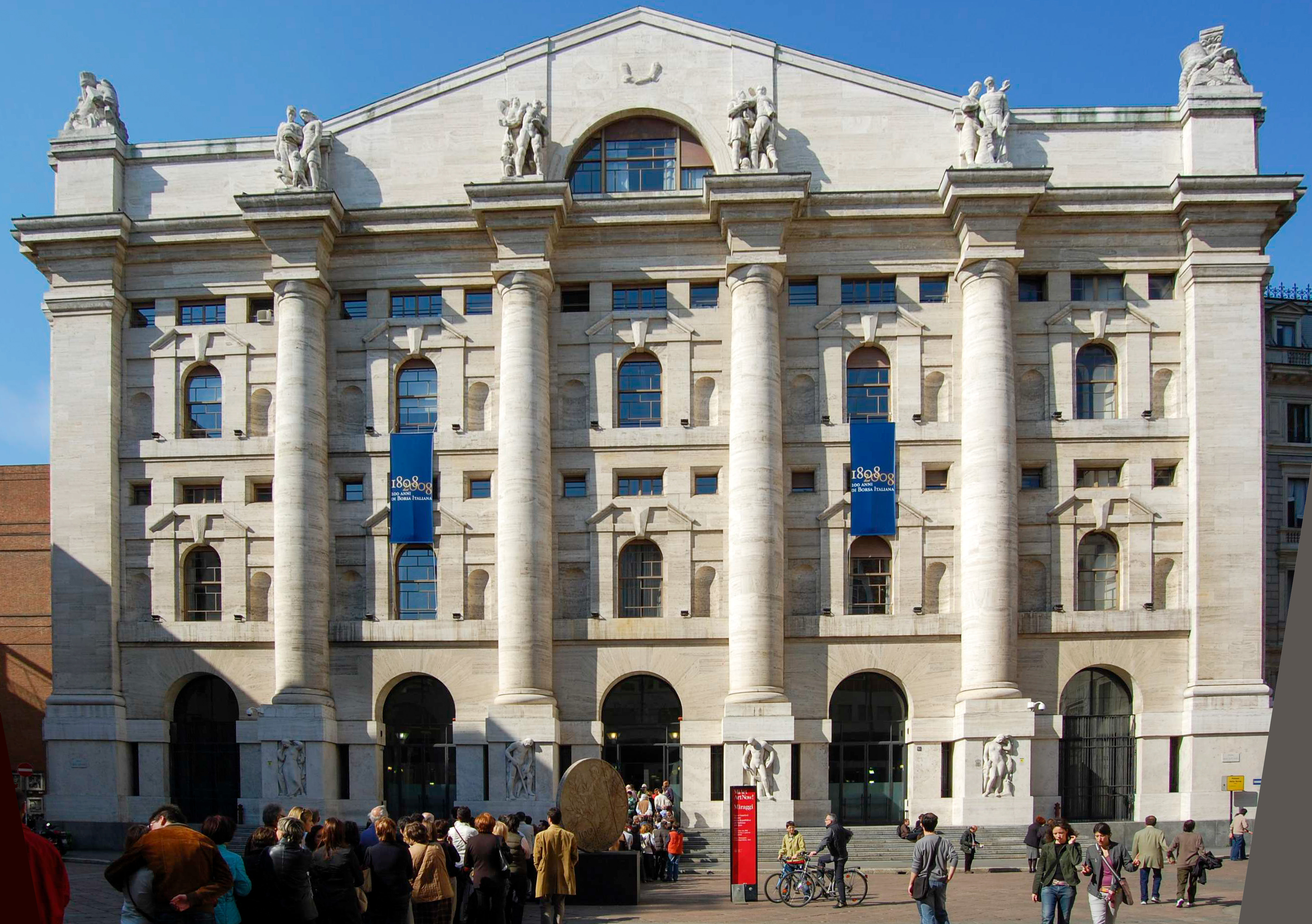
Palazzo Mezzanotte sede della Borsa di Milano

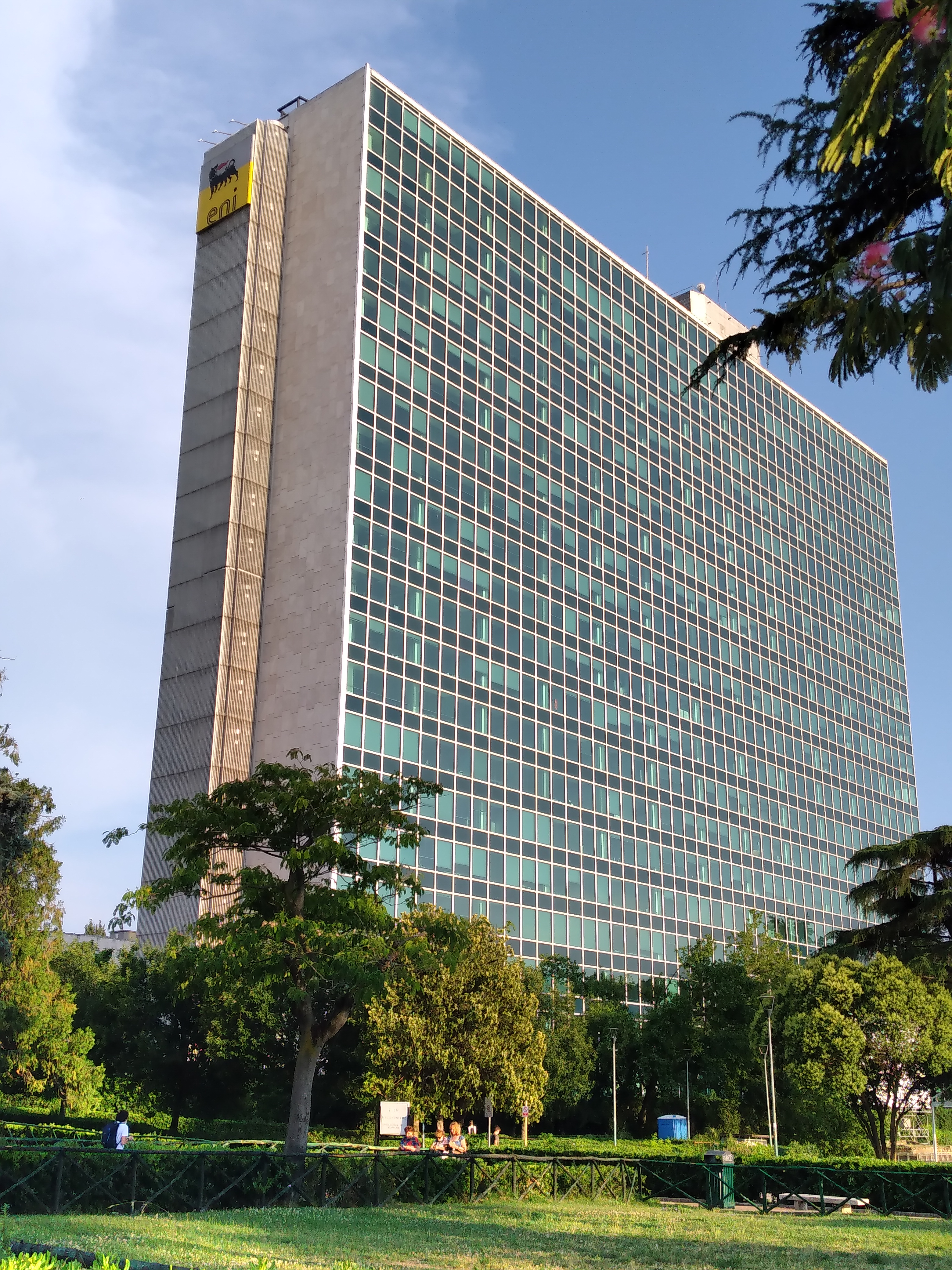
Palazzo dell'Eni, sede dell'Ente Nazionale Idrocarburi a Roma

Membro del G7, nel 2018 l'Italia è l'ottava (secondo il FMI) o la nona (secondo Banca Mondiale e ONU) potenza economica del pianeta per PIL nominale assoluto, con un valore simile al Brasile, e l'undicesima o dodicesima se si considera la parità dei poteri di acquisto, con un valore simile al Messico. Anche in termini pro-capite l'Italia è una delle economie più ricche, occupando una posizione nel mondo tra la 25ª e la 28ª secondo le diverse classifiche e tra la 29ª e la 35ª a parità di potere d'acquisto.
L'economia italiana occupa un ruolo di rilievo nel commercio internazionale, risultando nel 2023 sesta per esportazione e undicesima per importazione di merci, con un saldo positivo pari a circa 34 miliardi di dollari.
Come tutte le economie avanzate, anche l'Italia è fortemente orientata verso il settore dei servizi, che nel 2023 ha rappresentato tre quarti del valore aggiunto (contro poco più del 50% nel 1970); tuttavia la quota dell'industria rimane alta se comparata con gli altri grandi paesi europei, pari a circa il 23% del PIL. Il tessuto produttivo dell'economia è formato in prevalenza da piccole e medie imprese: quelle di maggiori dimensioni sono gestite in gran parte dalle famiglie fondatrici e, in taluni casi, da gruppi stranieri. Il modello di public company, impresa a capitale diffuso gestita da un management, è poco diffuso.

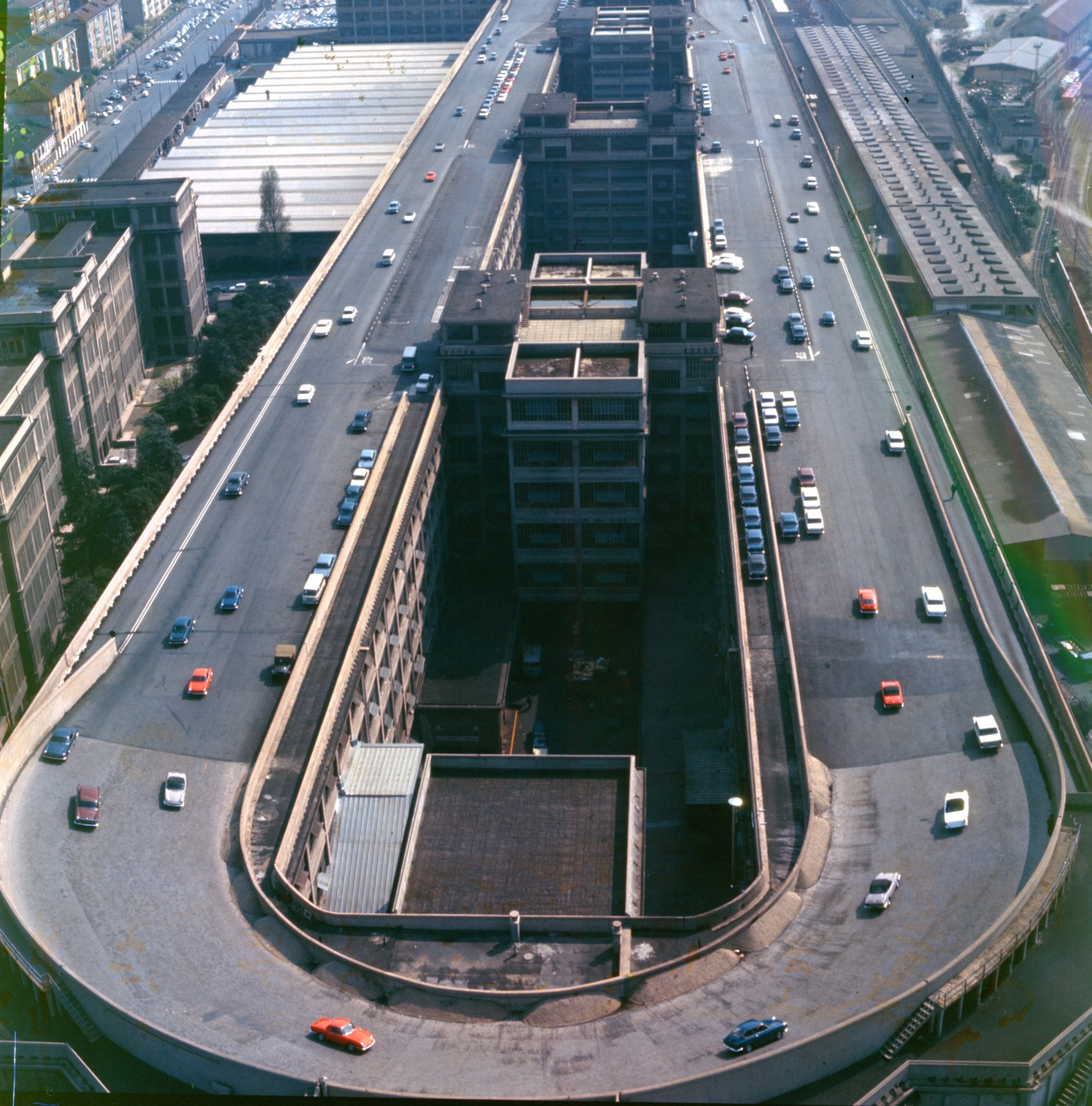
Automobili durante un test sulla pista di collaudo del Lingotto di Torino, ex sede centrale e storica fabbrica della FIAT

Dopo una politica fiscale molto espansiva durante gli anni ottanta, a partire dai primi anni novanta l'Italia ha perseguito una politica fiscale molto più rigida, per rientrare nei parametri dell'Unione economica e monetaria. Nel 1999 il Paese ha aderito all'euro, che ha sostituito la lira anche nella circolazione cartacea a partire dal 2002, cosicché negli anni duemila l'Italia ha potuto registrare tassi di inflazione e di interesse notevolmente più bassi che nei decenni precedenti. 
Durante la grave grande recessione il tasso di disoccupazione in Italia è passato dal 6,1% del 2007 all'8,4% del 2011 e al 10,6% del 2018; il PIL nel 2011 è del 4,5% più basso che nel 2007 e, nello stesso arco di tempo, il debito pubblico è aumentato di 17 punti percentuali rispetto al PIL. Problemi come l'evasione fiscale, l'elevato debito pubblico (di 2855 miliardi, pari al 137,25 % del PIL a fine 2023) e la criminalità organizzata ostacolano la crescita economica.

### Agricoltura

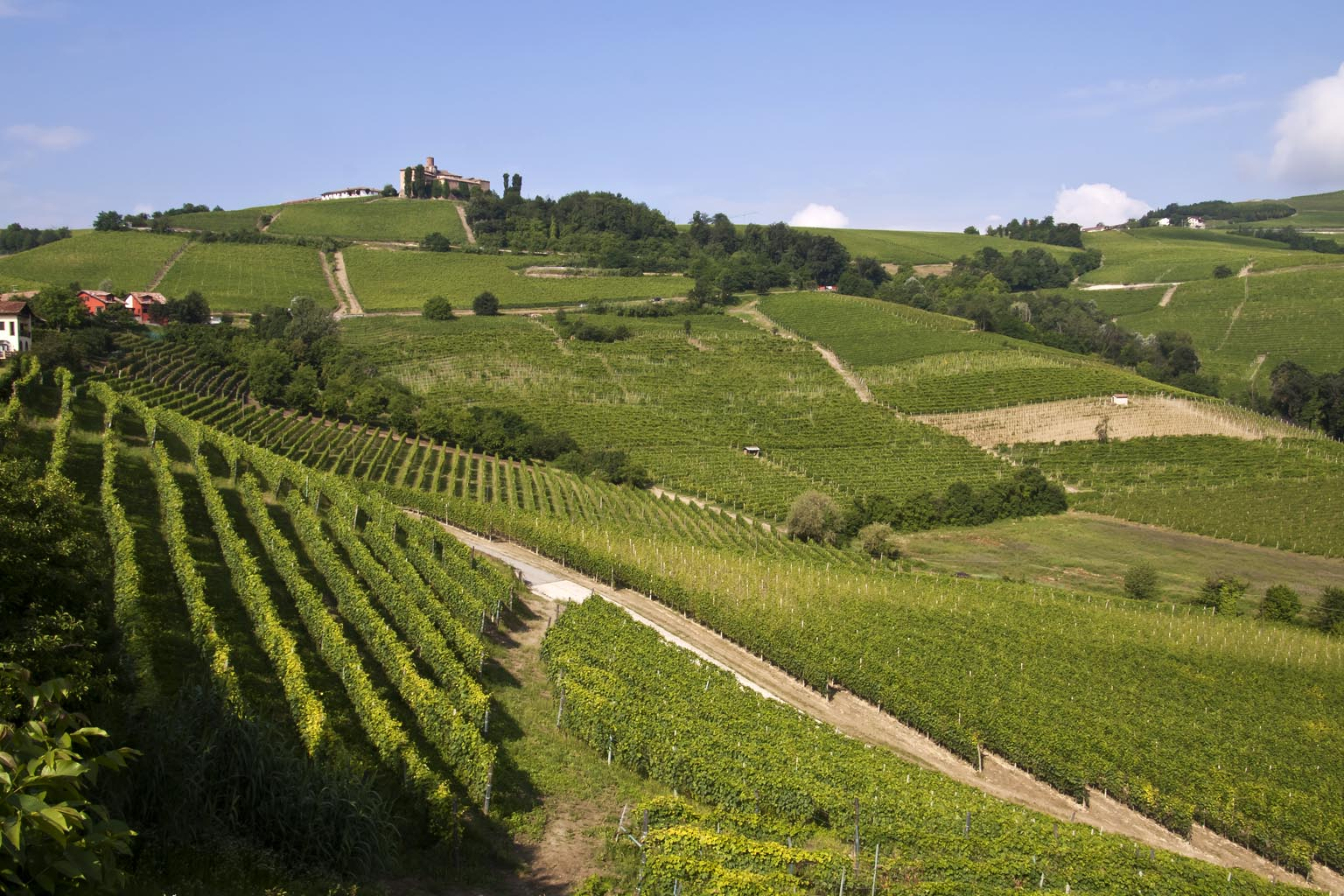
Paesaggio vitivinicolo nelle Langhe

Nel corso del XX secolo l'Italia si è trasformata da paese prevalentemente agricolo a paese industriale vero e proprio. Di conseguenza, il settore agricolo (comprensivo di selvicoltura e pesca) ha visto l'occupazione calare drasticamente, passando dal 43% al 3,8% del totale, una percentuale minima nel quadro economico nazionale. Al 2011, gli occupati in agricoltura sono 891 000, in gran parte uomini (71,3 % del totale) e residenti nel Mezzogiorno (46,8% del totale).
La superficie agricola italiana, dati 2011, è pari a 17,8 milioni di ettari, di cui 12,7 utilizzati, e si concentra soprattutto nel Mezzogiorno (45,7%). Da notare che il 10% della manodopera agricola è straniera.
Nel 2010 il valore complessivo della produzione agricola era pari 48,9 miliardi di euro, mentre nel 2022 era pari a 74,7 miliardi di euro. Per quanto riguarda la produzione vegetale, che incide per 25,1 miliardi, i maggiori prodotti in termini di valore sono stati il vino (1 803 milioni di euro), il granoturco (1 434), l'olio (1 398) e i pomodori (910). Per quantità prodotte, invece, i prodotti principali dell'agricoltura italiana sono il granoturco (84 milioni di quintali), i pomodori (66), il frumento duro (38) e l'uva da vino (35).
Nel comparto della produzione di origine animale spiccano latte di vacca e di bufala (4 040 milioni di euro per 11 200 migliaia di tonnellate), carni bovine (3 199 e 1 409 rispettivamente), carni suine (2 459 e 2 058) e pollame (2 229 e 1 645).
La produzione complessiva della pesca marittima e lagunare, comprensiva di crostacei e molluschi, si attesta nel 2010 a 2 247 milioni di euro.

### Risorse minerarie e di idrocarburi
Il territorio italiano presenta giacimenti minerari di vario genere che, fino al termine del XX secolo, hanno consentito una fruttuosa produzione di mercurio, antimonio, piombo, zinco, argento, ferro e di minerali quali pirite, fluorite, amianto e bauxite. Successivamente, tuttavia, i giacimenti con un potenziale sfruttamento economico sono diminuiti, e l'attività mineraria rimasta si è concentrata sui sali evaporitici, le marne cementizie, le argille (principalmente bentonite e montmorillonite) e i feldspati, per l'industria ceramica e i refrattari; sempre attiva l'attività estrattiva, tipica per l'Italia, delle numerose cave di marmo e altre rocce per l'edilizia, l'estrazione di pomice, ossidiana, pozzolana e talco.
Paragonata ai grandi paesi produttori di idrocarburi l'Italia possiede giacimenti modesti, anche se ne sono presenti di grandi come quelli petroliferi nella val d'Agri in Basilicata, il più grande dell'Europa continentale, e nel sud della Sicilia. Nel 2023 l'Italia, con 119 mila barili al giorno, si posiziona al 41° posto nel mondo tra i paesi produttori di petrolio, al quarto posto in Europa e al primo nell'UE. La produzione copre circa il 10% dei consumi. Per quanto riguarda il gas naturale, i giacimenti più importanti si trovano nella Pianura Padana, in Abruzzo, in Puglia, in Basilicata, in Calabria (nell'area di Crotone, il Campo Luna-Hera Lacinia) e offshore nell'Adriatico e nel Canale di Sicilia. L'Italia nel 2022, con 3100 milioni di metri cubi, si colloca al 53° posto nel mondo tra i paesi produttori di gas, al nono posto in Europa e al quinto in UE. La produzione copre circa il 4% dei consumi. Le modeste risorse rispetto al fabbisogno nazionale rende l'Italia una delle maggiori nazioni importatrici di idrocarburi.

### Industria

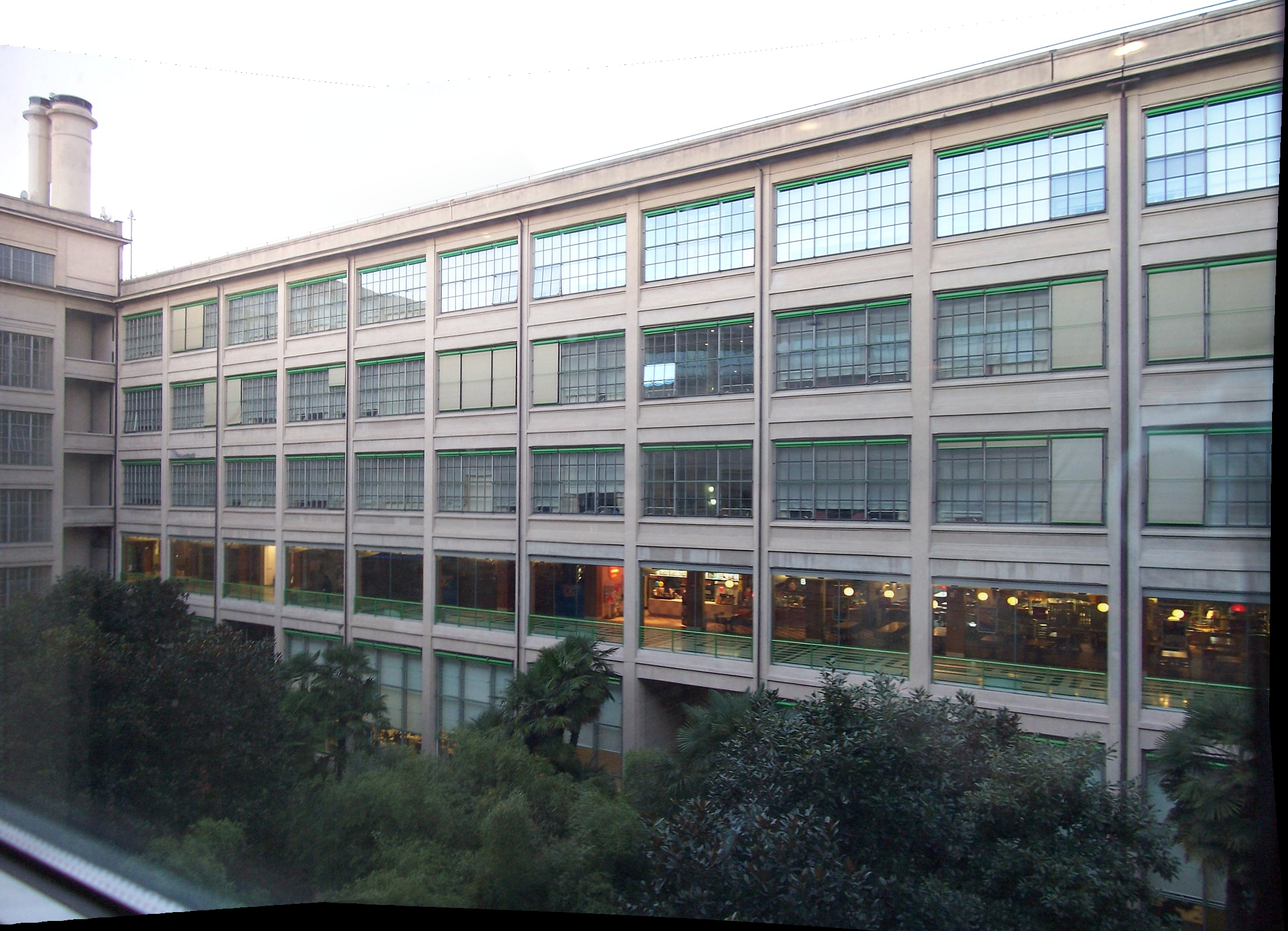
Il Lingotto di Torino

L'Italia, la cui quota di produzione mondiale nel settore manifatturiero si attesta al 2023 attorno al 3,5%, collocandola al secondo posto in Europa e all'ottavo nel mondo, differisce, rispetto agli altri paesi industrializzati, per una vasta diffusione di piccole e medie imprese di proprietà familiare. A partire dal Nord-Est del Paese, si sono affermati i cosiddetti distretti industriali, un modello che ha visto una consistente diffusione lungo la dorsale adriatica, al punto da costituire una delle caratteristiche peculiari dell'economia italiana.
Avanzata e diversificata, l'industria italiana è particolarmente sviluppata nei settori della cantieristica navale, degli elettrodomestici, chimico, farmaceutico, metallurgico, agroalimentare e della difesa. Nel settore automobilistico, che assieme al petrolchimico e al siderurgico è stato alla base dell'industrializzazione postbellica del Paese, l'Italia risulta agli ultimi posti in Europa per produzione di automobili (fortemente penalizzata dalla delocalizzazione produttiva) ma mantiene una grande rilevanza a livello europeo e mondiale grazie alla presenza del gruppo FIAT, azienda multinazionale che nel 2008 ha prodotto 2 524 325 veicoli in tutto il mondo, e dei marchi di lusso come Ferrari, Lamborghini, Maserati e Pagani, vere e proprie icone del made in Italy. Anche nel settore dei motoveicoli l'Italia si distingue a livello europeo e mondiale grazie alla presenza della Piaggio, storico marchio attivo nella produzione di moto, scooter e ciclomotori, e della Ducati, marchio produttore di motociclette attivo anche in ambito sportivo. 

#### Design e moda
Lo stile italiano – soprattutto nel disegno industriale, nell'arredo e nell'auto – si contraddistingue per la mescolanza di fantasia e rigore progettuale e si caratterizza per l'uso di materiali considerati scarti, ma al tempo stesso innovativi. Nato alla fine del XIX secolo, diviene Bel Design tra il 1945 e il 1965, quando nascono la Vespa V98 farobasso, il Piaggio Ape, la Innocenti Lambretta, la Iso Isetta, la Fiat 600 e la Fiat Nuova 500 nel campo dei trasporti, la macchina da cucire Mirella della Necchi, la macchina da calcolo elettrica Divisumma 24 di Olivetti e alcuni radioricevitori e televisori progettati per RadioMarelli e Brionvega nel campo degli elettrodomestici. Al design italiano, rappresentato da aziende, scuole di specializzazione e artisti come Gio Ponti, Ettore Sottsass, Gaetano Pesce, Enzo Mari, Marco Zanuso, Pier Giacomo Castiglioni, Piero Fornasetti e Bruno Munari, sono dedicati musei e riconoscimenti, come il Premio Compasso d'oro, il più antico e prestigioso premio mondiale di design. La Fiera di Milano, il maggiore polo espositivo europeo, ospita annualmente numerose esposizioni di design di livello internazionale. Per il disegno industriale dell'auto e delle moto si ricordano nomi che hanno progettato modelli storici, segnando profondamente il settore, come l'azienda Pininfarina e i designer Giorgetto Giugiaro, Sergio Scaglietti, Ercole Spada e Bruno Sacco per l'auto e Massimo Tamburini per le due ruote.
Negli anni del miracolo economico italiano nasce e si sviluppa la moda italiana. Agli abiti di alta moda le sartorie affiancano il prêt-à-porter, proponendosi sui mercati internazionali e portando, in collaborazione con l'industria, all'affermazione del made in Italy. Numerosi stilisti, come Valentino, Armani, Prada, Versace, Ferragamo, Dolce & Gabbana, Trussardi, Ada Masotti, Fendi, Cavalli, Moschino e Gucci portano l'Italia ai vertici mondiali per i suoi prodotti mentre Milano e Roma sono annoverate tra le capitali della moda.

### Settore terziario
In Italia il terziario rappresenta il settore più importante dell'economia, sia per numero di occupati (nel 2013 pari al 72,1% del totale) sia per valore aggiunto (il 74,4%).
Secondo il rapporto sul terziario pubblicato nel 2014 dalla Confcommercio, il 56,3% delle imprese ad essa iscritte appartiene al settore dei servizi, suddiviso nei quattro sottosettori indicati nella tabella che segue:
| Settore                               | Imprese (migliaia) | Percentuale | Unità di lavoro (migliaia) |
| ------------------------------------- | ------------------ | ----------- | -------------------------- |
| Commercio                             | 1 546              | 25,6%       | 3 360                      |
| Trasporti e logistica                 | 194                | 3,2%        | 1 130                      |
| Turismo, tempo libero e comunicazioni | 630                | 10,4%       | 2 250                      |
| Altri servizi                         | 695                | 10,6%       | 2 780                      |

Sul finire degli anni ottanta del XX secolo e nel decennio successivo vari fattori, come deregolamentazione, disintermediazione e nuove tecnologie hanno spinto, in linea con l'andamento internazionale, i settori bancario e assicurativo a processi di concentrazione e a forme d'integrazione normati dalla L. 287/90 contro gli abusi da posizione dominante. Questi gruppi bancari ricoprono, attraverso la partecipazione azionaria in importanti industrie o società di servizi o tramite la presenza nei patti parasociali aziendali, un ruolo primario nel sistema economico italiano.

#### Turismo

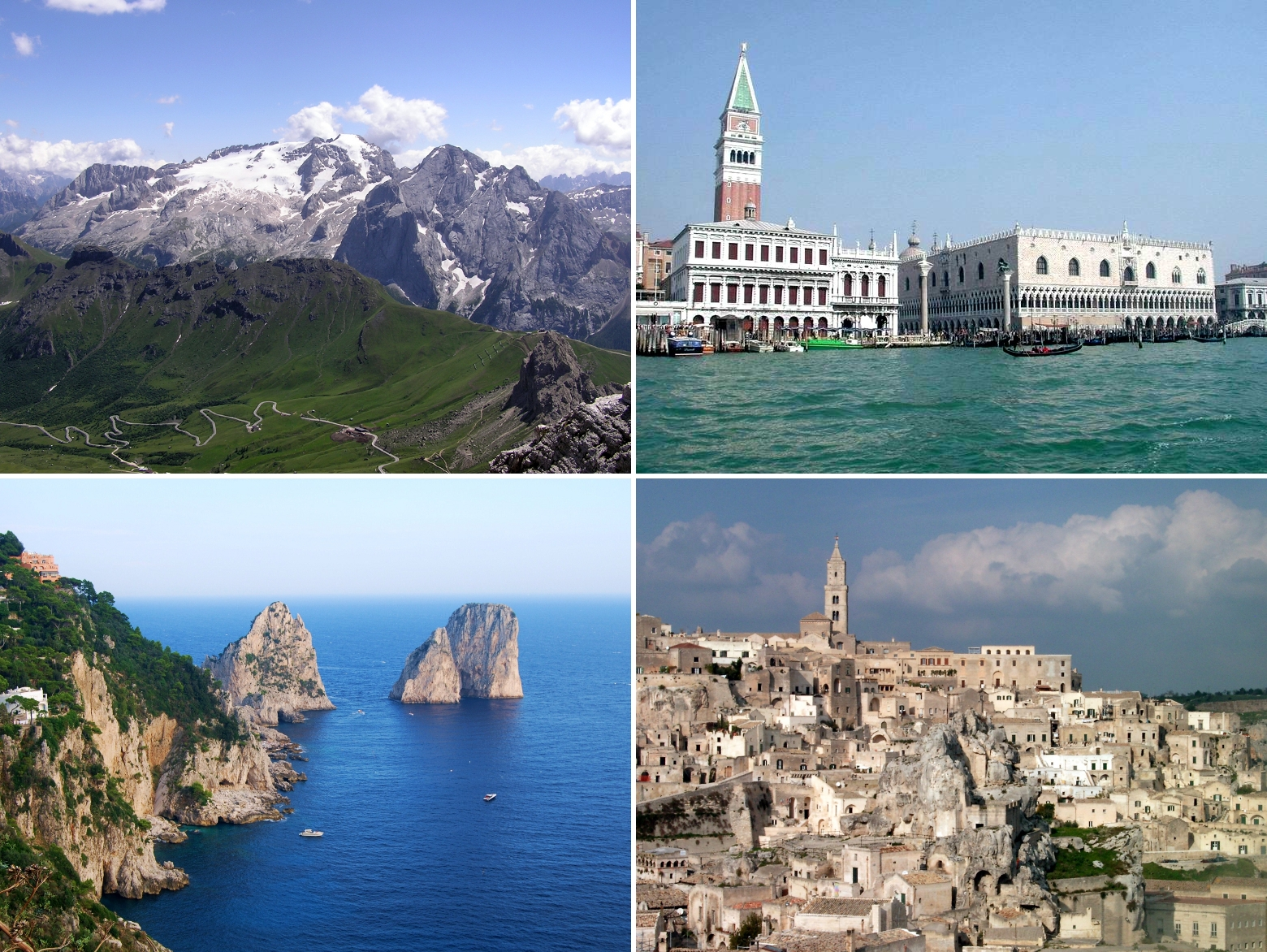
Da in alto a sinistra, in senso orario, le Dolomiti, Venezia, i Sassi di Matera e i Faraglioni di Capri

Un settore di primaria importanza per l'economia italiana continua a essere il turismo: secondo il Rapporto Eurispes 2011 occupa poco meno di 2 500 000 di addetti, l'incidenza sul PIL è del 9,5% e la sua quota mondiale si attesta al 4,1%. Nel 2019 gli introiti derivanti dal turismo si aggirano intorno ai 42 miliardi di euro.
Nel 2019 l'Italia, con 62,1 milioni di turisti stranieri annui, è al quinto posto nel mondo per arrivi internazionali, e con 215 milioni di pernottamenti è al quarto posto per numero di presenze turistiche al mondo, dopo Stati Uniti, Spagna, Regno Unito e Cina. Anche per quanto riguarda le entrate derivanti dal turismo internazionale, l'Italia si colloca al quinto posto al mondo con 42 miliardi di dollari nel 2019.
Rilevanti sono anche i flussi turistici interni. Nel 2011 si sono registrati 68,2 milioni di viaggi di turisti italiani all'interno del Paese, in forte contrazione (-16,5%) rispetto all'anno precedente. Le regioni più visitate d'Italia sono, nell'ordine: Veneto, Trentino-Alto Adige e Toscana. Le città più visitate sono invece Roma, Milano e Venezia.

### Infrastrutture
L'Italia è stato il primo paese al mondo a inaugurare un'autostrada: la Milano-Laghi (o Autostrada dei Laghi, oggi parte dell'A8), costruita da Piero Puricelli e inaugurata nel 1924. Nel giro di pochi anni, tra il 1958 e il 1964, verrà costruita l'Autostrada del Sole (o A1), capace di dare un'ulteriore spinta alla modernizzazione del paese.

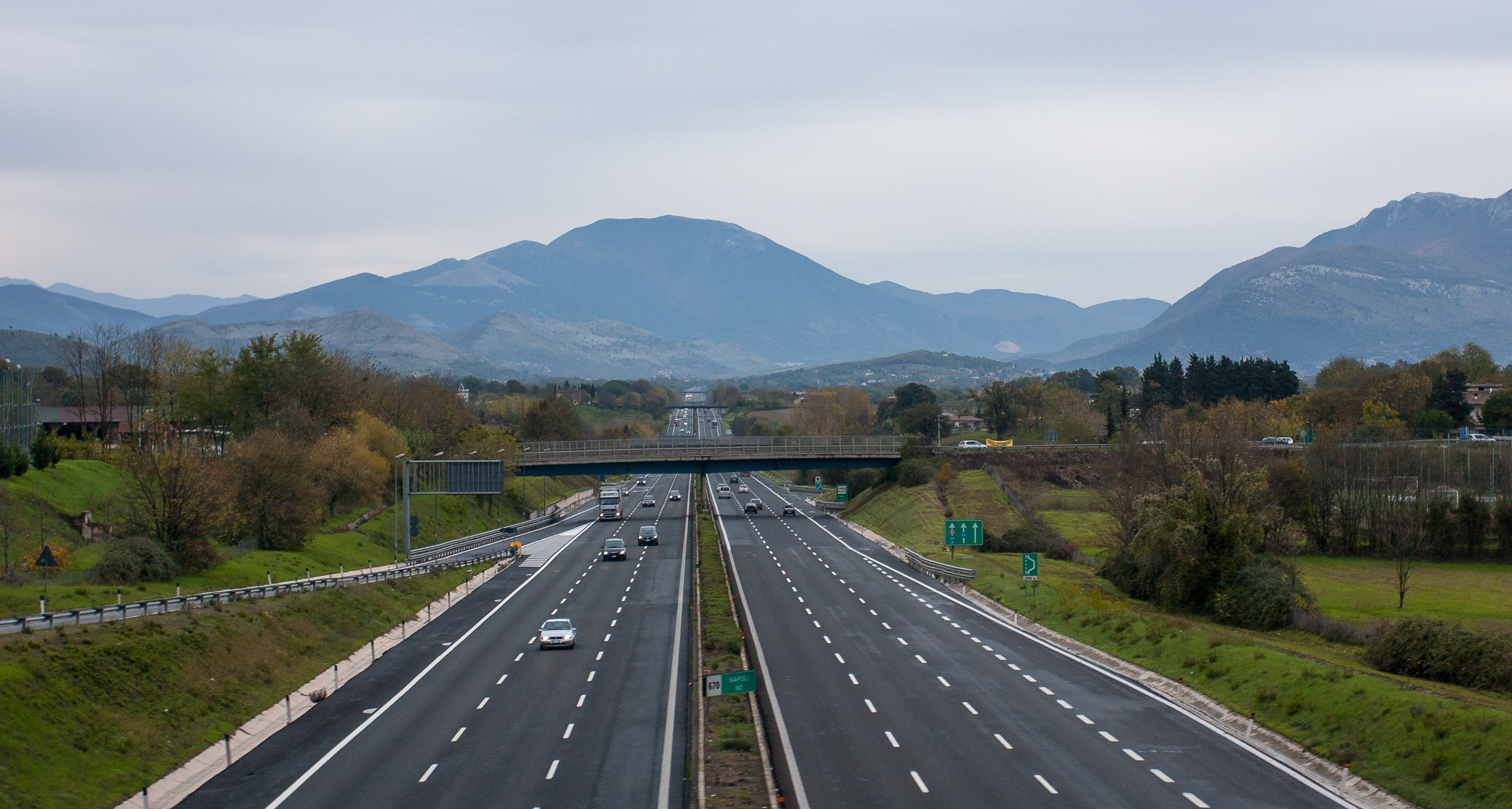
L'autostrada A1, detta l'Autostrada del Sole, nei pressi di Cassino

Al 2018 la rete stradale italiana è costituita da circa 166000 km di strade statali, regionali e provinciali di cui 7000 km sono autostrade, mentre il trasporto ferroviario si estende su circa 16800 km di linee, di cui 921 km sono di alta velocità ferroviaria. Il trasporto su gomma è prevalente rispetto a quello su rotaia, che costituisce circa il 15% del traffico merci e il 33% del trasporto pubblico.

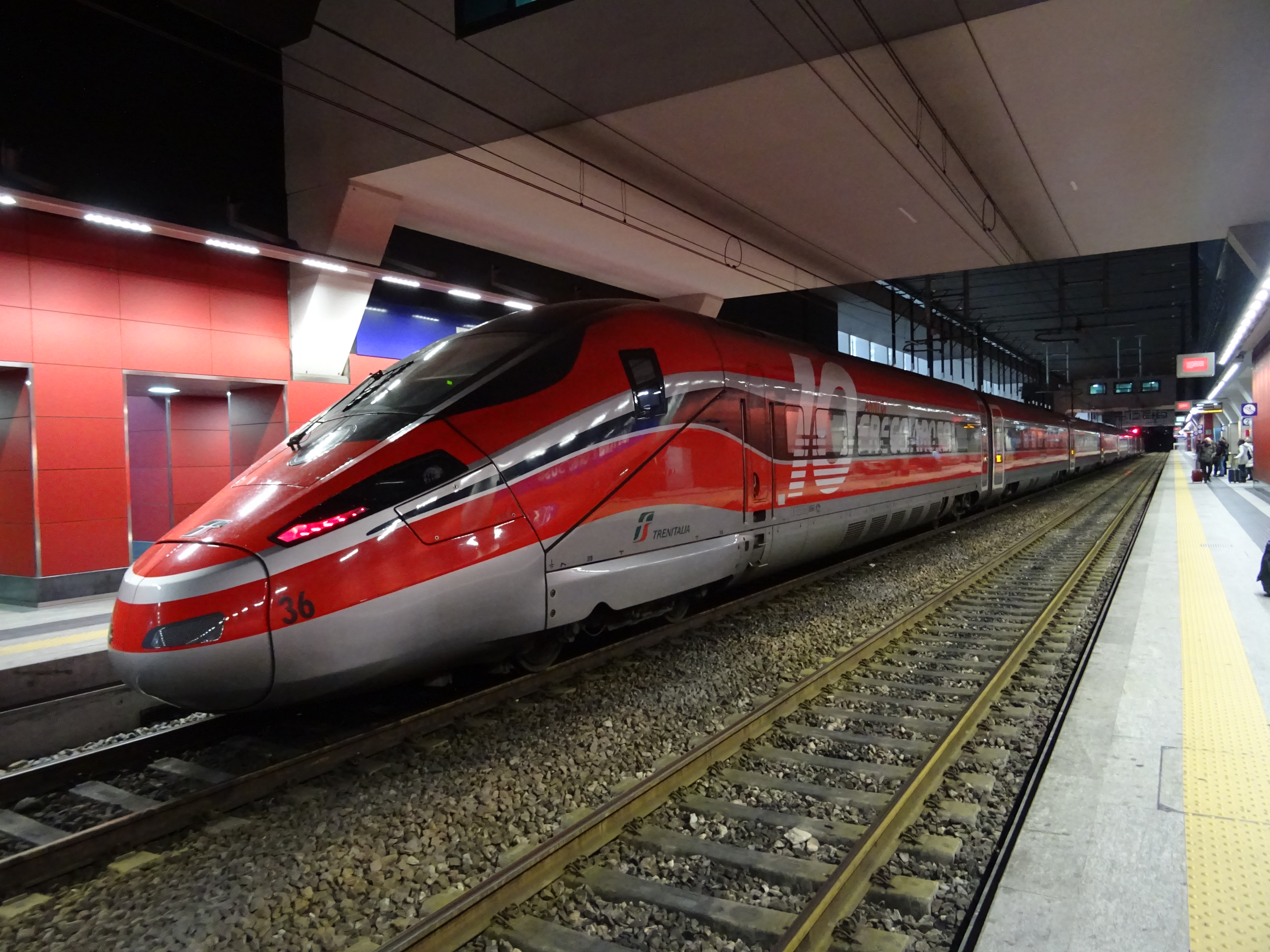
Frecciarossa 1000 alla Stazione di Torino Porta Susa

Il trasporto navale di merci è consistente e focalizzato principalmente sui prodotti petroliferi, i porti maggiori sono Trieste e Genova e in Europa il settore è secondo solo a quello dei Paesi Bassi; per quanto riguarda il traffico passeggeri i porti più movimentati sono quelli di Messina, Reggio Calabria e Napoli. Il trasporto aereo è concentrato principalmente nel Lazio e in Lombardia, in particolare i maggiori aeroporti in Italia per traffico passeggeri e merci sono rispettivamente Roma-Fiumicino e Milano-Malpensa.
Al 2024, gli scali aeroportuali attivi sono 39.

#### Energia
L'Italia ha un consumo energetico lordo di circa 171 Mtep, di cui il 18% da fonte rinnovabile, un'intensità energetica (98,8) migliore rispetto alla media UE (117,8) ma è caratterizzata da una forte dipendenza energetica (76,3% contro una media UE del 55,7%) dovuta alla scarsità di risorse primarie energetiche del sottosuolo quali petrolio, usato principalmente nei trasporti, e gas naturale, impiegato per usi civili e nella produzione di energia elettrica. Per quanto riguarda l'energia elettrica, l'Italia ne produce il 60% da combustibili fossili e il 40% da fonti rinnovabili, in particolare il 17% è prodotto dalle centrali idroelettriche, l'8% dal fotovoltaico, il 7% da bioenergia, il 6% dall'energia eolica e il 2% dalla geotermia.

#### Fonti rinnovabili
Nel 2023 l'Italia si colloca al 15º posto nel mondo per utilizzo di fonti rinnovabili con circa 116 TWh prodotti (settimo posto in Europa). La fonte più redditizia è l'energia idroelettrica; nel 2023 con 37.94 TWh prodotti l'Italia si colloca al 18° posto nel mondo (settima in Europa). Le centrali idroelettriche sono localizzate principalmente nell'arco alpino e in alcune zone appenniniche. 
Segue l'energia solare con 31.01 TWh prodotte nel 2023, che colloca l'Italia al nono posto nel mondo (terza in Europa). Le principali centrali fotovoltaiche si trovano in Puglia, nel Lazio, e in Emilia-Romagna.
L'energia eolica, con 23.51 TWh prodotte nel 2023, piazza l'Italia al 14° posto nel mondo (settima in Europa). I principali parchi eolici sono principalmente nelle regioni meridionali e nelle isole maggiori.
Per quanto riguarda la bioenergia l'Italia, con 18 TWh prodotte nel 2022, si colloca al nono posto nel mondo (terza in Europa). Le centrali a biomasse sono collocate principalmente nelle regioni settentrionali.
L'energia geotermica, con 916 MWh prodotte nel 2023, piazza l'Italia all'ottavo posto nel mondo (prima in Europa). La principale centrale geotermica si trova in Toscana, nell'area di Larderello.
L'energia nucleare, che in Italia fu sfruttata dal 1963 al 1990, ad oggi non vede più alcun sfruttamento, dato il risultato del referendum del 1987 che determinò la chiusura delle centrali presenti nel paese.

#### Sistema idrico
Il prelievo annuo di acqua potabile è superiore a 9 Gm³, il valore più alto dell'UE e corrispondente mediamente a 420 L al giorno pro capite. L'acqua viene prelevata principalmente da falda acquifera tramite sorgente e pozzo per poi essere immessa nella rete idrica, la cui scarsa efficienza ne provoca, al 2020, una perdita del 42%.
A livello regionale quelle più virtuose, che registrano una minor percentuale di perdita nel sistema idrico, sono la Val d'Aosta, con 23,9% di perdite d'acqua, la Lombardia con il 30,3%, e il Trentino-Alto Adige con il 31,2 %. Le meno virtuose sono la Sicilia, dove si perde il 52,5% delle acque raccolte, l'Abruzzo, con il 59,8% di perdite, e la Basilicata, con il 62,1%.
Di seguito i dati ISTAT al 2020:
| REGIONI RIPARTIZIONI GEOGRAFICHE | Acqua immessa in rete | Acqua immessa in rete |  | Acqua erogata per usi autorizzati | Acqua erogata per usi autorizzati |  | Perdite totali (%) |
| REGIONI RIPARTIZIONI GEOGRAFICHE | Volume                | Pro capite            |  | Volume                            | Pro capite                        |  | Perdite totali (%) |
|                                  |                       |                       |  |                                   |                                   |  |                    |
| Piemonte                         | 566.486               | 361                   |  | 367.266                           | 234                               |  | 35,2               |
| Valle d'Aosta/Vallée d'Aoste     | 26.260                | 576                   |  | 19.988                            | 438                               |  | 23,9               |
| Liguria                          | 223.186               | 401                   |  | 133.624                           | 240                               |  | 40,1               |
| Lombardia                        | 1.373.883             | 375                   |  | 957.679                           | 262                               |  | 30,3               |
| Trentino-Alto Adige/Südtirol     | 166.684               | 423                   |  | 114.747                           | 291                               |  | 31,2               |
| Bolzano/Bozen                    | 67.191                | 344                   |  | 46.502                            | 238                               |  | 30,8               |
| Trento                           | 99.494                | 500                   |  | 68.245                            | 343                               |  | 31,4               |
| Veneto                           | 646.303               | 362                   |  | 367.356                           | 206                               |  | 43,2               |
| Friuli-Venezia Giulia            | 161.214               | 366                   |  | 93.470                            | 212                               |  | 42,0               |
| Emilia-Romagna                   | 470.318               | 289                   |  | 323.037                           | 198                               |  | 31,3               |
| Toscana                          | 394.766               | 292                   |  | 230.576                           | 171                               |  | 41,6               |
| Umbria                           | 103.819               | 327                   |  | 52.821                            | 166                               |  | 49,1               |
| Marche                           | 159.452               | 289                   |  | 104.766                           | 190                               |  | 34,3               |
| Lazio                            | 934.004               | 444                   |  | 469.783                           | 223                               |  | 49,7               |
| Abruzzo                          | 261.643               | 555                   |  | 105.307                           | 223                               |  | 59,8               |
| Molise                           | 52.924                | 486                   |  | 25.488                            | 234                               |  | 51,8               |
| Campania                         | 810.280               | 391                   |  | 431.143                           | 208                               |  | 46,8               |
| Puglia                           | 396.004               | 274                   |  | 223.494                           | 155                               |  | 43,6               |
| Basilicata                       | 95.035                | 473                   |  | 36.028                            | 179                               |  | 62,1               |
| Calabria                         | 346.367               | 504                   |  | 190.324                           | 277                               |  | 45,1               |
| Sicilia                          | 677.218               | 381                   |  | 321.582                           | 181                               |  | 52,5               |
| Sardegna                         | 244.288               | 417                   |  | 118.889                           | 203                               |  | 51,3               |
| Nord-ovest                       | 2.189.815             | 375                   |  | 1.478.557                         | 253                               |  | 32,5               |
| Nord-est                         | 1.444.520             | 340                   |  | 898.610                           | 212                               |  | 37,8               |
| Centro                           | 1.592.041             | 368                   |  | 857.946                           | 199                               |  | 46,1               |
| Sud                              | 1.962.254             | 394                   |  | 1.011.783                         | 203                               |  | 48,4               |
| Isole                            | 921.507               | 390                   |  | 440.471                           | 186                               |  | 52,2               |
| ITALIA                           | 8.110.137             | 373                   |  | 4.687.368                         | 215                               |  | 42,2               |

#### Rifiuti
I rifiuti urbani raccolti annualmente ammontano mediamente a 30 Mt (circa 0,5 t pro capite) e la percentuale di raccolta differenziata sul totale è del 58%. A livello nazionale la percentuale di raccolta differenziata è andata sempre aumentando di anno in anno. Nel 2020 i rifiuti prodotti ammontano a 174.9 milioni di tonnellate, quarto paese in Europa, ed il tasso di riciclo è dell'83,2 %, primo paese in Europa e ben sopra la media dell'UE (39,9 %). I rifiuti non riciclati vengono conferiti direttamente in discarica oppure trattati negli inceneritori o nei gassificatori.
Per quanto riguarda l'economia circolare nel 2023 l'Italia vanta un tasso di circolarità del 20,8%, seconda in Europa dietro solo ai Paesi Bassi, ben al di sopra del tasso dell'UE (11,8%).

### Divario Nord-Sud
Nei decenni successivi all'Unità d'Italia, le regioni settentrionali del Paese, Lombardia, Piemonte e Liguria in particolare, cominciano un processo d'industrializzazione e di sviluppo economico mentre le regioni meridionali rimangono indietro. A causa del crescente divario economico e sociale si comincia a parlare di questione meridionale. Lo squilibrio tra Nord e Sud, ampliatosi costantemente nel primo secolo post-unitario, si riduce negli anni sessanta e settanta anche attraverso la realizzazione di opere pubbliche, l'attuazione delle riforme agraria e scolastica, l'espansione dell'industrializzazione e le migliorate condizioni di vita della popolazione. Questo processo di convergenza si interrompe, invece, negli anni ottanta. Nel 2019 il PIL pro-capite del Mezzogiorno ammontava a circa il 51% di quello del Nord-ovest, mentre Il tasso di occupazione della popolazione di 15 anni e più nel 2017 era del 48,9% tra i residenti al Centro-nord e del 33,8% nel Mezzogiorno. Il tasso di disoccupazione riflette un simile divario, registrando al Centro-Nord l’8,4% della forza lavoro in cerca di occupazione, e nel Mezzogiorno il 19,6%.
Uno studio del Censis attribuisce alla presenza pervasiva di organizzazioni criminali un ruolo importante nel ritardo del Mezzogiorno d'Italia, stimando una perdita annuale di ricchezza del 2,5% nel Mezzogiorno nel periodo 1981-2003 dovuta alla presenza di tali organizzazioni e valutando che senza di esse il PIL pro-capite del Mezzogiorno avrebbe raggiunto quello del Nord.

## Ambiente
L'articolo 9 della Costituzione italiana sancisce la tutela del paesaggio, che dal 1986 è salvaguardato dal Ministero dell'Ambiente che ha il compito di coordinare il risanamento delle aree colpite dal degrado e di tutelare quelle ancora intatte.

### Aree protette

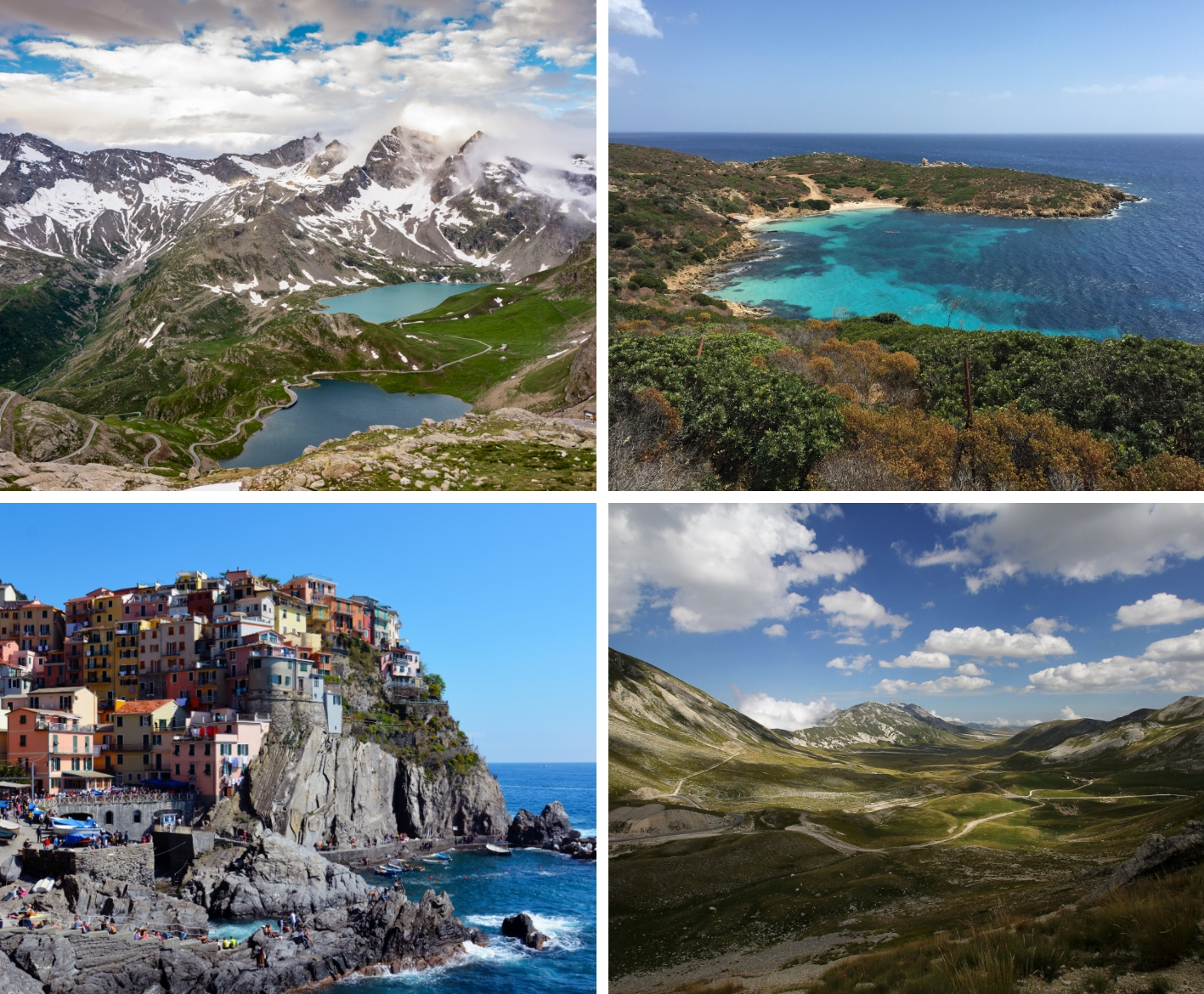
Da in alto a sinistra, in senso orario: parco nazionale del Gran Paradiso, dell'Asinara, del Gran Sasso e delle Cinque Terre

L'elenco ufficiale delle aree protette comprende 871 aree naturali che si estendono per 31635,9 km² coprendo il 10,5% del territorio italiano. Sono suddivise in:
- 24 parchi, 147 riserve e 3 altre aree protette nazionali:[252] i parchi nazionali coprono circa la metà del territorio protetto e i più antichi sono il Parco nazionale del Gran Paradiso (istituito nel 1922), il Parco nazionale d'Abruzzo, Lazio e Molise (1923), il Parco nazionale dello Stelvio (1935) e il Parco nazionale del Circeo (1935).[253] La sorveglianza dei parchi e delle riserve nazionali è affidata al Comando unità per la tutela forestale, ambientale e agroalimentare.
- 134 parchi, 365 riserve e 171 altre aree protette regionali.[254]
- 29 aree marine protette per un’estensione di circa 222 mila ettari a cui si aggiungono due parchi sommersi ed il Santuario internazionale per i mammiferi marini, con altri 2,5 milioni di ettari protetti, per un totale di 32 aree marine protette.[255] Il Santuario è l'area più estesa, costituito in cooperazione con la Francia e il Principato di Monaco.[256] Considerando anche le aree protette statali e regionali la superficie marina tutelata si estende per 28530,3 km².[251]

A queste vanno aggiunte anche le 57 zone umide italiane della lista di Ramsar che si estendono su 73982 ha.

### Biodiversità e minacce

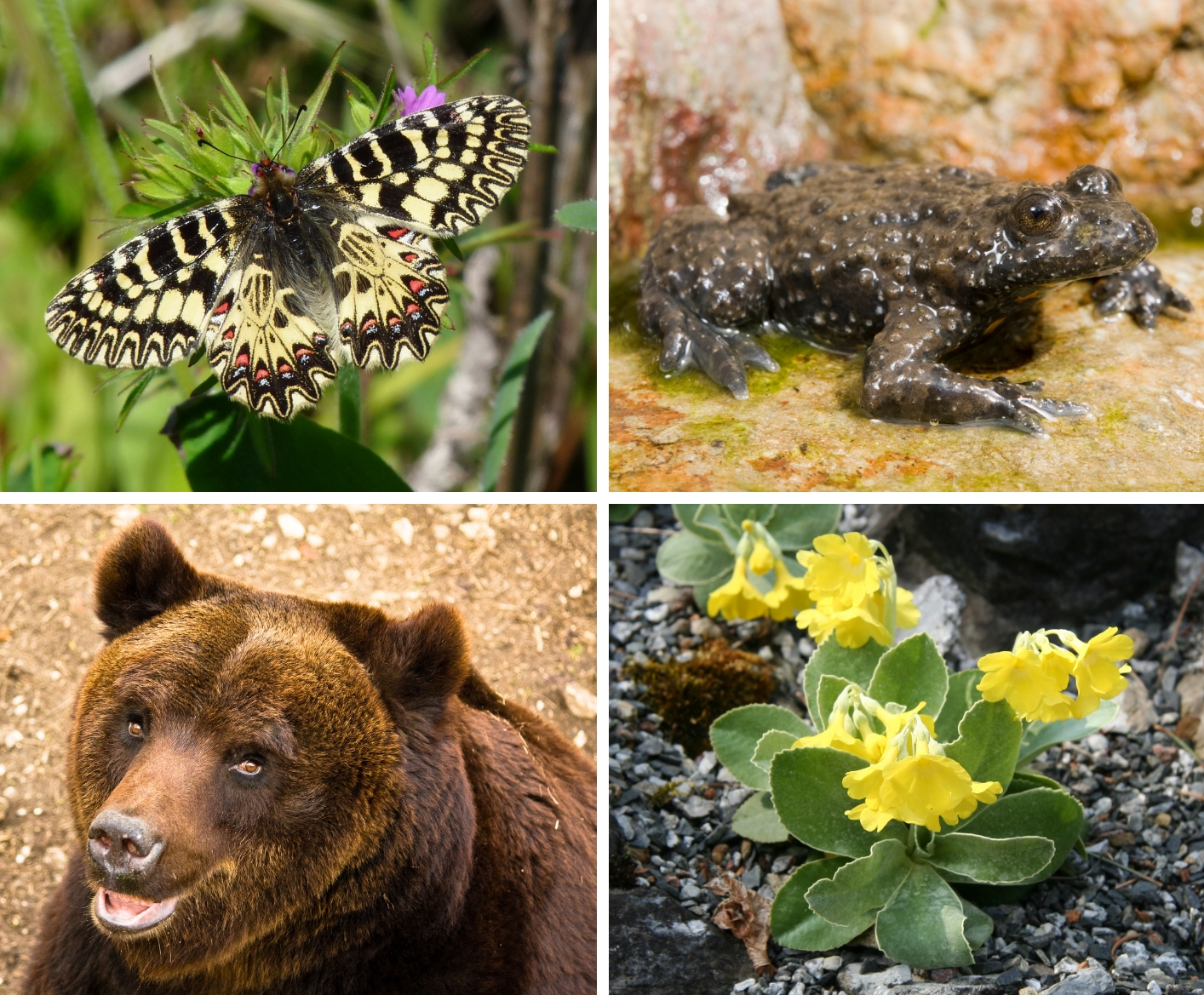
Alcune specie endemiche dell'Italia. Da in alto a sinistra, in senso orario: Zerynthia cassandra, ululone italiano, primula di Palinuro e orso marsicano

L'Italia è ricchissima di biodiversità ed è il paese europeo con più specie di piante superiori, molte delle quali endemiche. Questo è dovuto a una molteplicità di fattori quali l'eterogeneità ambientale, la complessa struttura dell'orografia italiana, le vicissitudini biogeografiche e la storia geologica. L'Italia, assieme alla penisola iberica e al sud dei Balcani, è stata inoltre un rifugio per molte specie animali e vegetali estintesi nelle zone centrali e settentrionali del continente europeo durante le glaciazioni pleistoceniche. L'ampia estensione latitudinale della penisola, di circa 10°, la pone a cavallo tra le zone climatiche temperate, centroeuropea (Cfa o Cfb secondo Köppen) e calda mediterranea (Csa secondo Köppen) e quindi almeno su due zone di vegetazione molto diverse.
Le aree più ricche di endemismo sono, oltre alle isole (soprattutto la Sardegna), gli alti massicci montuosi isolati tra aree più basse, considerabili come "isole biogeografiche": alcuni esempi sono le Alpi Apuane per le piante e le Prealpi orientali per gli insetti cavernicoli. La fauna d'acqua dolce è spesso differenziata tra i fiumi del nord Italia (bacino del Po) e quelli del centro.
La vegetazione naturale potenziale del territorio italiano è il bosco su tutto il territorio tranne che sulle vette più elevate del piano nivale e nelle zone più aride delle isole circumsiciliane, oltre che nelle aree più prossime al mare. I boschi italiani sono fortemente sfruttati per la selvicoltura che prende la forma di ceduazione per i boschi di querce (che principalmente producono legna da ardere) e di castagno (per la produzione di pali) mentre quelli di faggio e di conifere sono perlopiù trattati a fustaia.
I boschi mediterranei di leccio sono quasi sempre degradati dalla ceduazione, dagli incendi e dal pascolo ovicaprino; gli stadi di degradazione sono noti come macchia mediterranea quando si ha un denso e impenetrabile cespuglieto alto qualche metro e di gariga se il terreno è coperto di vegetazione bassa che lascia scoperto il terreno, spesso ricco di affioramenti rocciosi. Gli stadi di macchia e gariga comunque portano un contributo positivo alla biodiversità italiana in quanto ricche di specie rare e da proteggere, tra cui numerose orchidee. La fauna italiana è molto ricca di endemismi, soprattutto negli invertebrati, nei pesci d'acqua dolce, negli anfibi e nei rettili. Gli uccelli e i mammiferi, animali più mobili, sono caratterizzati da un minor tasso di endemismo. Non è da trascurare l'uso ricreativo che hanno le foreste (soprattutto pinete di pino domestico) prossime ai centri urbani. L'elevata densità di popolazione, l'industrializzazione diffusa, l'estesa urbanizzazione delle zone costiere e planiziari, l'inquinamento delle acque, l'introduzione di specie aliene e l'agricoltura intensiva fanno sì che la difesa della biodiversità e degli ambienti naturali siano questioni particolarmente rilevanti.

## Cultura
Nel corso dei secoli l'Italia, secondo tutti gli storici, ha portato un contributo di primo piano alla cultura mondiale, tanto da essere riconosciuta come una Superpotenza Culturale. In particolare nei due periodi in cui il territorio italiano fu il centro della civiltà del tempo, ovvero durante l'Impero romano e il Rinascimento, il ruolo che ebbe nella storia della conoscenza umana fu di grande rilevanza.

### Arte
Dai templi greci ai borghi medievali, dalle terme romane alle ville settecentesche, l'Italia possiede molteplici monumenti nazionali, dichiarati tali da una legge apposita che ne riconosce l'importanza culturale e artistica per la comunità. Sebbene vari istituti si occupino della catalogazione dei beni artistici italiani, non è possibile formulare una stima affidabile del patrimonio artistico nazionale, che peraltro ha subito e subisce una consistente opera di accrescimento, da un alto, e di dispersione dall'altro.

### Architettura

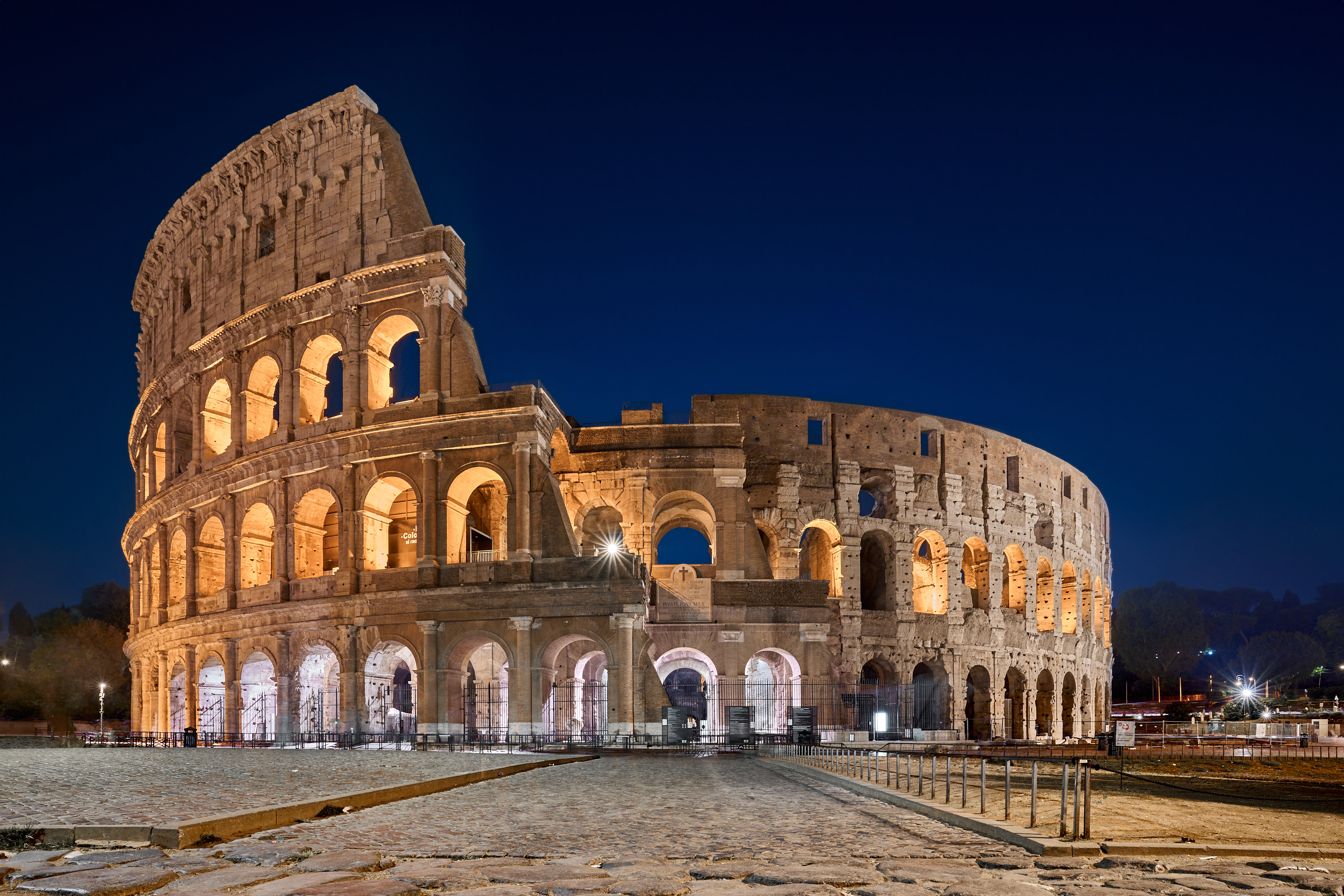
Il Colosseo

L'eredità dell'antichità classica rappresenta il primo e più importante fattore nello sviluppo delle arti in tutta Italia. L'influenza dell'architettura romana si protrarrà nelle chiese paleocristiane, costruite sul modello delle basiliche civili dell'antichità; pregevoli esempi, con influenze bizantine, nelle basiliche di San Vitale e Sant'Apollinare Nuovo in Ravenna.
Nel VII secolo nascono i complessi abbaziali unitamente alle espressioni dell'architettura longobarda, con significative testimonianze nel tempietto di Cividale del Friuli, nella basilica di San Salvatore a Brescia e nella chiesa di Santa Sofia a Benevento. Della renovatio carolingia e il recupero della classicità attuati da Carlo Magno nel IX secolo permangono importanti complessi architettonici principalmente a Roma (basilica di Santa Prassede), Bardolino, Spoleto e Milano.

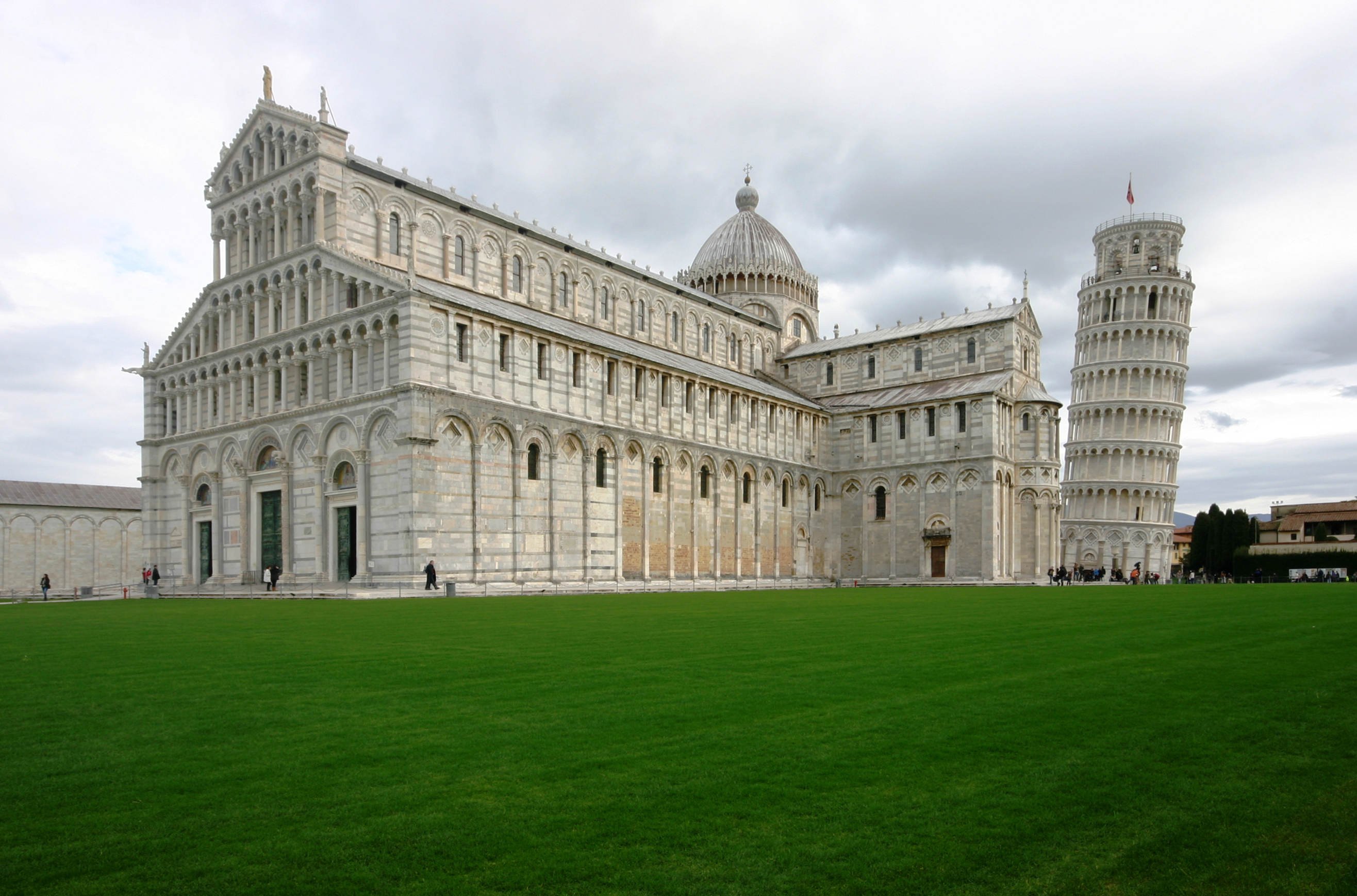
Piazza dei Miracoli, Pisa

Il X e l'XI secolo vedono la fioritura delle cattedrali romaniche, come la basilica di San Marco, il duomo di Pisa e il duomo di Modena, mentre la basilica di Sant'Ambrogio a Milano presenta una copertura con volte a crociera con costoloni tra le più antiche d'Europa. Nel secolo successivo si diffonde nell'Italia meridionale l'architettura arabo-normanna che ha nel palazzo dei Normanni a Palermo e nel duomo di Monreale alcuni fra gli esempi più caratterizzanti. Contemporaneamente nell'architettura civile fanno la loro comparsa numerose torri gentilizie; celebri quelle di San Gimignano e di Bologna.
L'architettura gotica, introdotta dai cistercensi, spazia dall'originale protogotico della basilica di San Francesco ad Assisi alle chiese di Firenze (cattedrale di Santa Maria del Fiore, basilica di Santa Croce, basilica di Santa Maria Novella), Siena (duomo di Santa Maria Assunta), Orvieto (duomo), Napoli (basilica di San Lorenzo Maggiore), Bologna (basilica di San Petronio), Venezia (basilica di Santa Maria Gloriosa dei Frari) e Milano (duomo). Fra i castelli disseminati nella penisola spicca il celebre Castel del Monte.

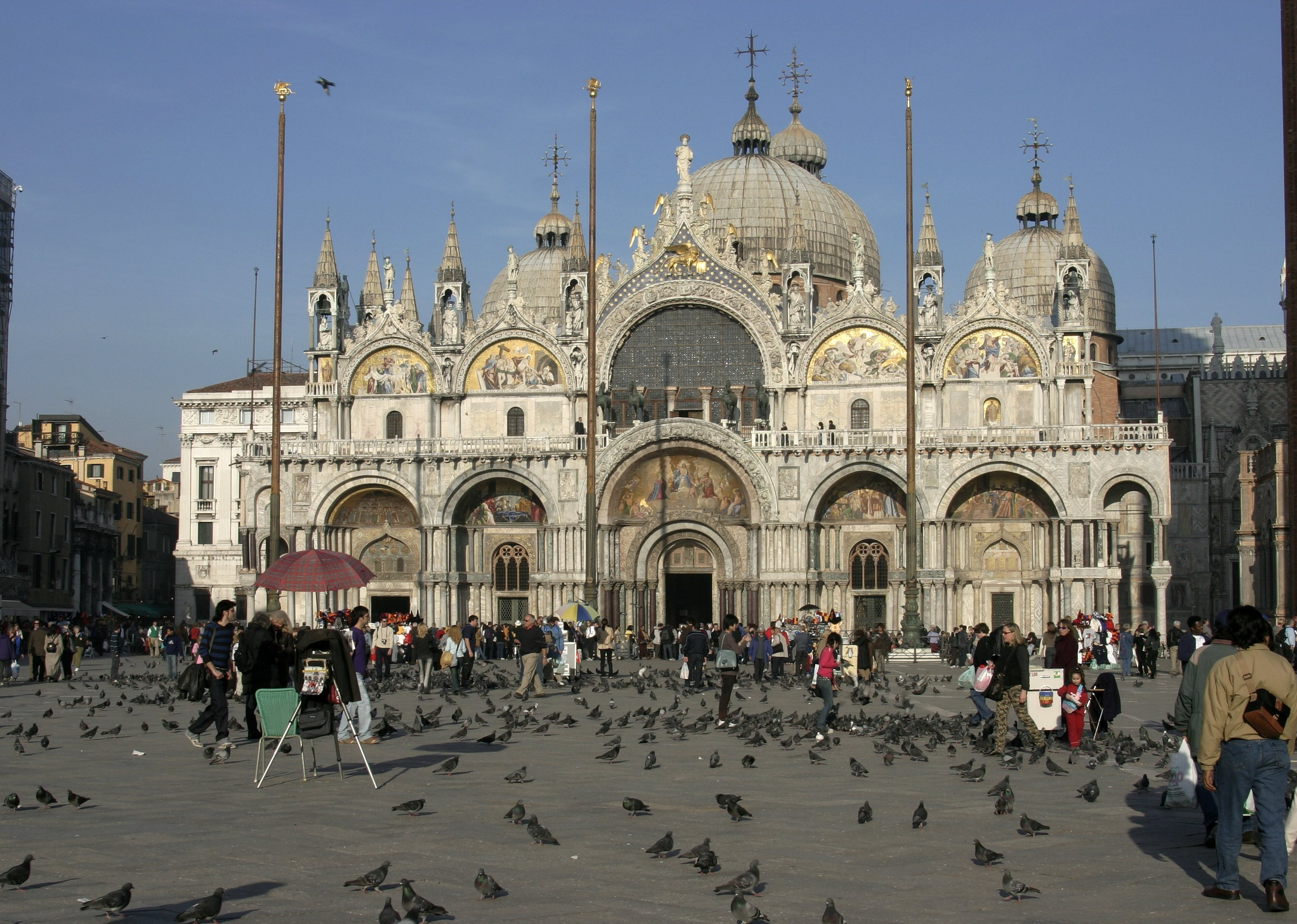
Basilica di San Marco

Il primo Rinascimento trova testimonianza a Firenze nella cupola di Santa Maria del Fiore e nello spedale degli Innocenti costruiti dal Brunelleschi e nell'attività di Leon Battista Alberti. Il pieno Rinascimento, invece, è essenzialmente romano e legato ai nomi di Bramante, Raffaello e Michelangelo, i quali furono attivi nella ricostruzione della basilica di San Pietro in Vaticano. Per le realizzazioni urbanistiche rinascimentali mirabile esempio è l'Addizione Erculea a Ferrara. Il passaggio dal Rinascimento al manierismo, esemplificato da Baldassarre Peruzzi nella Villa Farnesina, vede attivi Jacopo Barozzi da Vignola, Giulio Romano e Giorgio Vasari, mentre l'opera di Andrea Palladio (che influenzerà l'architettura occidentale con l'avvento del neopalladianesimo) oscilla tra i tratti manieristici delle architetture religiose, a quelli più rinascimentali delle costruzioni laiche.
Lo stile barocco, preannunciato da Jacopo Barozzi da Vignola nella chiesa del Gesù, si sviluppa a Roma, dove si concentrano le principali realizzazioni, influenzando tutto il mondo cattolico. Alle prime opere di Carlo Maderno e Martino Longhi il Giovane seguono i capolavori di Gian Lorenzo Bernini (piazza San Pietro), Francesco Borromini (chiesa di Sant'Ivo alla Sapienza) e di Pietro da Cortona (facciata di Santa Maria della Pace).

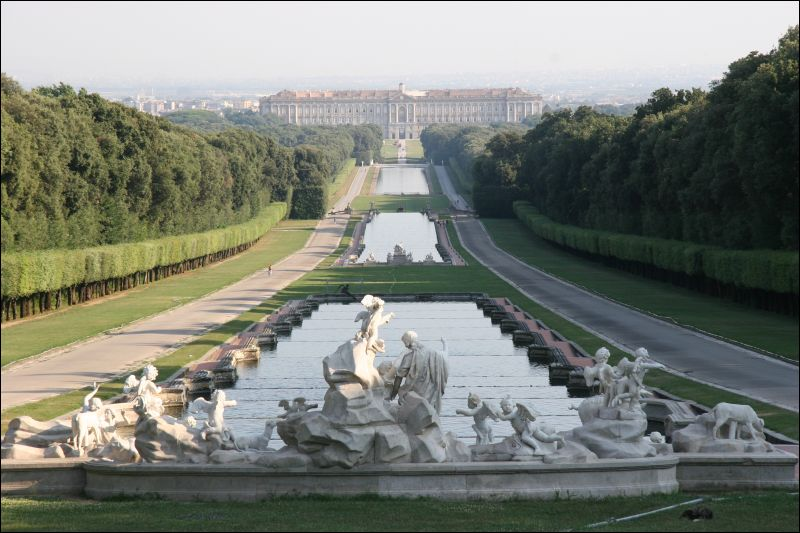
La Reggia di Caserta vista dai giardini

Alla prima metà del Settecento risale il più significativo esempio tardo barocco e rococò: la palazzina di caccia di Stupinigi, progettata da Filippo Juvarra. Invece, nel Regno di Napoli, con Luigi Vanvitelli, viene avviata, dal 1752, la costruzione della reggia di Caserta, ultima grande realizzazione del barocco italiano. Dopo la seconda metà del secolo l'architettura neoclassica produce, anche nella sua variante neogreca, diverse opere di valore come la grande basilica di San Francesco da Paola a Napoli. Con l'unità d'Italia prevale lo stile neorinascimentale o, più in generale, l'eclettismo.

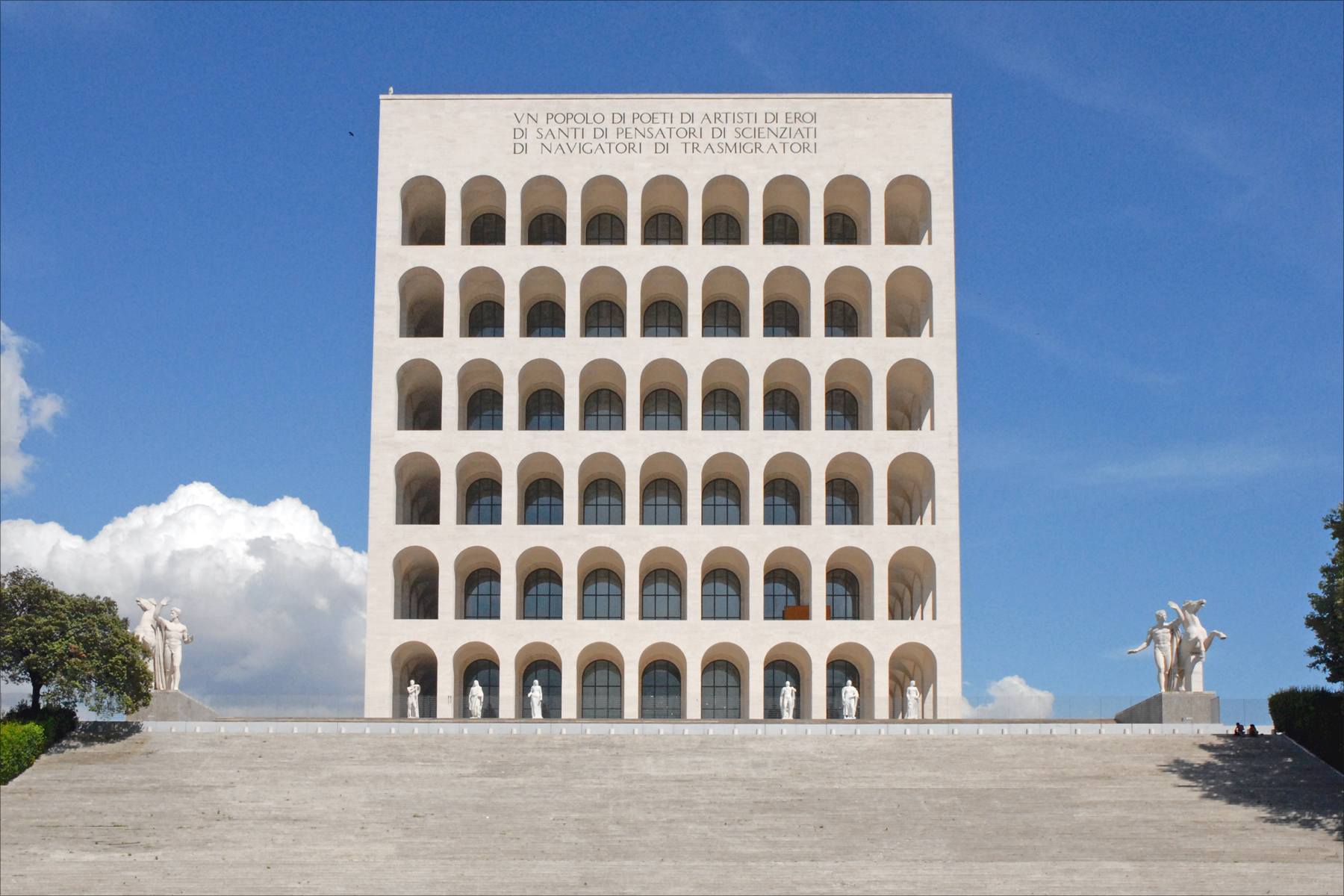
Palazzo della Civiltà Italiana

L'Art Nouveau ha in Giuseppe Sommaruga, Ernesto Basile e Raimondo D'Aronco i principali esponenti, mentre nel 1914 Antonio Sant'Elia pubblica il Manifesto dell'Architettura futurista e le sue tavole della "Città Nuova", proponendo nuovi modelli architettonici che esaltano la funzionalità e una nuova estetica.
Il razionalismo italiano si manifesta inizialmente con l'attività del Gruppo 7 e del MIAR, ove si distingue Giuseppe Terragni, che fra le altre opere realizzerà la Casa del Fascio di Como. Negli anni trenta prende forma e ha maggiore impulso la tendenza, favorita dal regime, al cosiddetto neoclassicismo semplificato di cui Marcello Piacentini sarà l'esponente più rappresentativo. Le tendenze razionaliste trovano diversi sviluppi e reazioni nel dopoguerra diversificandosi sempre più; nel tentativo di umanizzare l'International Style, si sviluppa il neorealismo, al quale subentra il neoliberty e, in seguito, il brutalismo.
Il postmoderno, anticipato da Paolo Portoghesi, trova la sua consacrazione nelle opere di Aldo Rossi.
Tra i principali architetti attivi in Italia tra la fine del XX e l'inizio del XXI secolo si ricordano Renzo Piano, Massimiliano Fuksas, Gae Aulenti, Stefano Boeri, lo svizzero Mario Botta e l'irachena Zaha Hadid.

### Patrimoni dell'umanità
Il ricco patrimonio culturale italiano è testimoniato anche dalla presenza di 60 siti iscritti nella Lista dei patrimoni dell'umanità dell'UNESCO, primo paese al mondo.
In particolare il Colosseo (Roma) nel 2007 fu inserito nella lista delle Nuove sette meraviglie del mondo.

### Pittura e scultura
Le prime rilevanti produzioni artistiche in Italia risalgono al neolitico. Nell'evo antico, etruschi e romani costituiscono grandi poli artistici in grado di rivaleggiare con l'arte greca, la quale risplendeva già in Magna Grecia e in Sicilia. Con il tardo impero e le invasioni barbariche si avvia quel processo di decentramento che porta a far fiorire più capitali e più centri artistici come Milano, Ravenna e Pavia. Eccezionale e irripetibile è la fioritura di Palermo sotto gli arabi. Dopo l'anno Mille si ha una ripresa della produzione artistica, che culmina nei grandi cantieri architettonici romanici, in cui viene riavviata anche la scultura monumentale, come con Wiligelmo e Benedetto Antelami.
La pittura invece subisce sorti alterne, restando fermamente ancorata ai modelli bizantini fino al XIII secolo. I mercanti delle repubbliche marinare, portando in patria modelli e spunti da tutto il Mediterraneo, danno impulso alle scuole locali, in cui non mancano di manifestarsi graduali progressi. In Toscana Nicola Pisano, Cimabue e Giotto pongono infatti le basi per una vera e propria rivoluzione figurativa, dove la rappresentazione veritiera dello spazio, della figura umana e dei suoi affetti è alla base di futuri, straordinari sviluppi. L'arte gotica fiorisce con risultati di estrema eleganza in centri come Siena, Milano, Napoli.
Il Rinascimento è un fenomeno culturale di ampia portata, che affonda le radici nell'Umanesimo letterario trecentesco e nel rinnovato interesse per l'arte romana. Agli albori del Quattrocento, a Firenze, Filippo Brunelleschi, Donatello e Masaccio stimolano uno sviluppo delle arti all'insegna di un rinnovato rigore, della rinuncia all'"ornato" superfluo e della costruzione geometrica dello spazio, la prospettiva. La loro lezione viene ripresa da altri artisti, come Andrea del Verrocchio, Sandro Botticelli, Andrea Mantegna, Paolo Uccello, Domenico Ghirlandaio, Antonello da Messina, Perugino e Piero della Francesca, che nei loro viaggi diffondono il nuovo stile contaminandolo con le scuole locali e dando origine al periodo straordinario delle corti, in cui centri come Urbino, Ferrara, Mantova, Padova, Rimini, Napoli e l'Umbria, oltre a Firenze, forniscono nuove idee all'insegna di un panorama estremamente ricco e variegato.

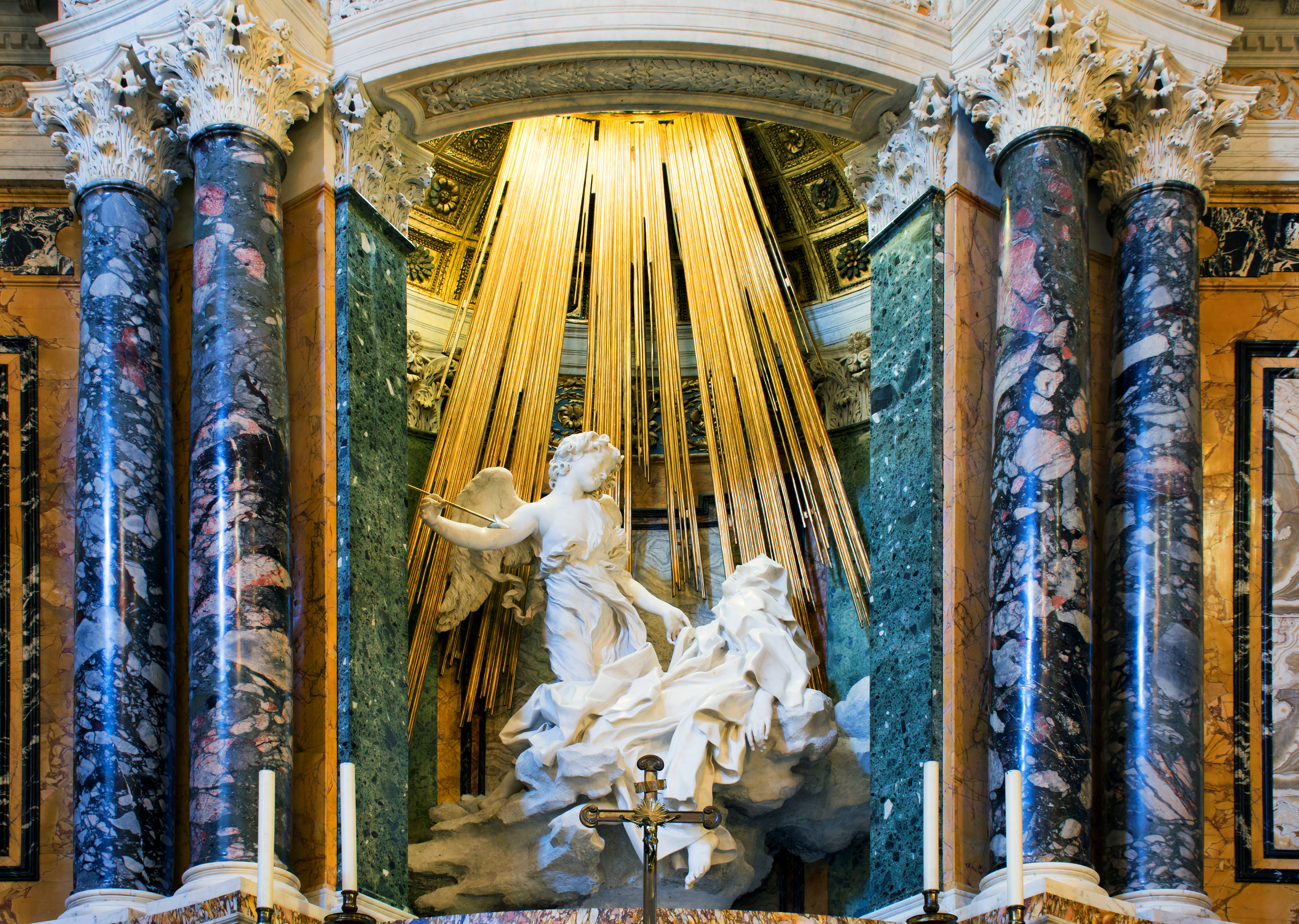
Estasi di santa Teresa d'Avila di Gian Lorenzo Bernini

Il Cinquecento si apre con figure universali come Leonardo, Raffaello e Michelangelo, tra i più celebri, in assoluto, esponenti del Rinascimento italiano, facendo dell'Italia il modello di riferimento per tutta l'arte europea. La straordinaria stagione della Roma papalina fornisce un modello artistico dominante, al quale solo Venezia, con Giorgione, Giovanni Bellini e Tiziano, è in grado di fornire un'alternativa altrettanto valida. Eventi tragici come il Sacco del 1527 portano alla dispersione degli artisti, garantendo però una nuova fioritura periferica.
Quando già le bizzarrie del Manierismo, estremo sviluppo del Rinascimento romano e fiorentino, fanno presa in tutta Italia, grazie ad artisti come Benvenuto Cellini, Giuseppe Arcimboldo e Tintoretto, e poi in tutta Europa, la storiografia artistica vede la sua nascita con l'opera di Giorgio Vasari, il primo, grande, consapevole documentatore dei fatti artistici fin dai tempi della Grecia classica.
Già alle soglie del Seicento maturano a Bologna, in Lombardia e soprattutto a Roma nuove forme di produzione artistica, tese a una rinnovata attenzione alla verosimiglianza, al quotidiano, alla teatralità. Alla corte dei papi il trionfo della Chiesa romana trova in un nuovo stile, il barocco, un potente mezzo di autocelebrazione e propaganda, con ripercussioni in tutta la scena artistica ormai ampliatasi anche oltre i confini europei. Artisti come Caravaggio, Bernini e Pietro da Cortona sono i protagonisti di un rinnovamento di grande impatto, che si affranca dai canoni dell'arte classica.
Dopo essere diventata la meta di artisti di tutto il mondo, col Grand Tour, aver espresso la grande scuola dei vedutisti veneziani (Canaletto su tutti) e figure come Giambattista Tiepolo, nonché aver ricoperto un ruolo importante sia durante il periodo neoclassico con Antonio Canova sia in quello romantico con Francesco Hayez, l'Italia dell'arte perde peso culturale al cospetto di altri paesi europei. Si deve aspettare la fine del XIX secolo per ritrovare esperienze figurative di rilevanza europea, con il movimento dei macchiaioli e quello dei divisionisti, sebbene circoscritti nell'influenza al solo panorama nazionale, se non regionale. 
Durante il XX secolo tuttavia l'Italia partecipa a pieno titolo alle rapide vicissitudini dell'arte moderna, con il futurismo (la prima delle avanguardie storiche), la metafisica, l'arte povera e la transavanguardia, fino agli artisti contemporanei, alcuni vere e proprie celebrità rinomate anche all'estero.

### Letteratura

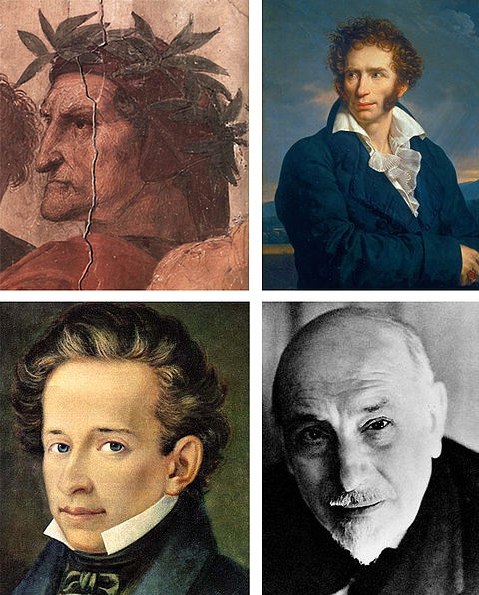
Da in alto a sinistra in senso orario: Dante, Foscolo, Pirandello e Leopardi.

La nascita della letteratura italiana si fa canonicamente risalire alla prima metà del XIII secolo con la diffusione, all'interno di circuiti privati, di manoscritti di carattere religioso, laico e giocoso, a uso della comunità religiosa e laica, ma sempre a un alto livello della scala sociale (per esempio i notai).
Ciò che permette di parlare di una letteratura italiana è la lingua. Infatti, prima del Duecento la lingua utilizzata per scrivere i documenti era il latino.
Essa nasce in ritardo rispetto ad altre letterature europee perché molto ancorata alla tradizione del latino. Nel XIII secolo si hanno le prime esperienze letterarie, la poesia religiosa in Umbria (il Cantico delle creature di San Francesco d'Assisi e le Laude di Jacopone da Todi), la Scuola siciliana (nata a Palermo alla corte di Federico II di Svevia) e, alcuni decenni più tardi, la lirica toscana. A cavallo tra XIII e XIV secolo la letteratura italiana possedeva già tre grandi opere letterarie: la Divina Commedia di Dante Alighieri, il Canzoniere di Francesco Petrarca e il Decameron di Giovanni Boccaccio. In questo periodo, inoltre, emergono i poeti Guittone d'Arezzo, Guido Guinizzelli e Guido Cavalcanti, in cui è assente la componente religiosa usata dai suoi predecessori.
Nel XV secolo si distinguono invece personaggi poliedrici come Leon Battista Alberti, Leonardo da Vinci, Lorenzo de' Medici, letterato e mecenate, che promuove la nuova letteratura in volgare, Angelo Poliziano, traduttore del poema Iliade, e Matteo Maria Boiardo, che compone l'Orlando Innamorato. Nel XVI secolo Ludovico Ariosto, compone il poema Orlando Furioso, Niccolò Machiavelli scrive Il Principe, Baldassarre Castiglione scrive Il Cortegiano e Torquato Tasso è autore della Gerusalemme liberata. Nel XVII secolo emergono le figure di Giovan Battista Marino, rappresentante della poesia barocca, di Alessandro Tassoni, ideatore del poema eroicomico, e di Giambattista Basile, primo ad utilizzare la fiaba come forma di espressione popolare con il suo Lo cunto de li cunti. In quello successivo emergono invece quelle del poeta tragico Vittorio Alfieri e di Giuseppe Parini, autore de Il giorno.
A cavallo tra XVIII e XIX secolo spiccano Silvio Pellico, autore de Le mie prigioni, Vincenzo Monti, che traduce l'Iliade in lingua italiana, Ugo Foscolo, tra i principali esponenti del neoclassicismo, patriota e sostenitore di Napoleone, Giovanni Berchet, autore di un influente manifesto del romanticismo, Alessandro Manzoni, autore dei Promessi Sposi (una delle maggiori opere della letteratura italiana) e Giacomo Leopardi, uno dei grandi poeti italiani del XIX secolo. Nella seconda metà del XIX secolo, sulla scia del maledettismo francese, emerge il movimento degli Scapigliati, dove spiccano Cletto Arrighi, Giovanni Camerana, Carlo Dossi ed Emilio Praga. Da citare, nella seconda metà dell'Ottocento, anche la figura di Francesco de Sanctis, critico e storico della letteratura italiana, Emilio Salgari, uno dei padri del romanzo d'avventura, e Salvatore Farina.
Nel XX secolo si distinguono Giosuè Carducci (premio Nobel per la letteratura nel 1906), Giovanni Verga, esponente del verismo, Grazia Deledda, Nobel nel 1926, Giovanni Pascoli e Gabriele D'Annunzio, esponenti del decadentismo italiano, Luigi Pirandello, Nobel nel 1934, e Ignazio Silone. Altri autori importanti del periodo sono stati Giuseppe Ungaretti, Italo Svevo, Italo Calvino, Giuseppe Tomasi di Lampedusa, Carlo Emilio Gadda, Primo Levi, Elsa Morante, Dino Buzzati, Tommaso Landolfi, Giovannino Guareschi, Sandro Penna, Leonardo Sciascia, Mario Rigoni Stern, Alberto Moravia, Cesare Pavese, Umberto Eco e i premi Nobel Salvatore Quasimodo, Eugenio Montale e Dario Fo.
Nel campo della letteratura per ragazzi sono da citare importanti nomi quali Ida Baccini, Luigi Bertelli, Carlo Collodi, Edmondo De Amicis, Elisabetta Dami, Elisabetta Gnone, Licia Troisi ma soprattutto Gianni Rodari e l'illustratore Roberto Innocenti, unici vincitori italiani del Premio Hans Christian Andersen.

### Fumetto
In ambito letterario da ricordare anche l'importante contributo del fumetto italiano, spesso di rilevanza anche internazionale; nel XX secolo si ricordano Andrea Pazienza, Sergio Toppi, Rino Albertarelli, con personaggi come Kit Carson, Benito Jacovitti, uno dei fummettisti italiani più importanti del Novecento, creatore di Cocco Bill ed altri personaggi, Sergio Tofano con il Signor Bonaventura, Hugo Pratt con Corto Maltese, Giovanni Luigi Bonelli e Aurelio Galleppini, creatori di Tex Willer, Silver, creatore di Lupo Alberto, Altan, creatore de La Pimpa e Leo Ortolani, creatore di Rat-Man. Il fumetto nero italiano ha la sua punta di diamante in Diabolik, scritto e disegnato da Angela e Luciana Giussani, a cui segue Max Bunker con Kriminal e Satanik. Il genere horror è invece rappresentato da Tiziano Sclavi, grazie al suo Dylan Dog, mentre il genere erotico trova il suo massimo esponente in Guido Crepax, grazie a personaggi come Valentina.
Nel XX secolo il Corriere dei Piccoli fu la prima rivista settimanale dedicata ai fumetti in Italia. L’editoriale del direttore nel primo numero della rivista è considerato il manifesto di fondazione del fumetto italiano.
Dalla seconda metà del XX secolo, la Sergio Bonelli Editore è stata la più nota casa editrice del settore, con numerosi titoli tradotti anche all'estero. 
Nel XXI secolo si segnalano Zerocalcare, Carmine Di Giandomenico, fumettista attivo per le statunitensi Marvel Comics e DC Comics, e la fortunata serie W.I.T.C.H., creata da Elisabetta Gnone e disegnata dai fumettisti Alessandro Barbucci e Barbara Canepa.
A Lucca dal 1966 viene organizzato il Lucca Comics & Games, la più importante fiera dedicata al fumetto d'Italia e d'Europa, seconda al mondo dopo il Comiket di Tokyo.

### Teatro
Il teatro latino, presente sin dai tempi dell'antica Roma, che in alcune farse ripropone il teatro greco rappresentato nella Magna Grecia, vede all'apice della sua espressione Livio Andronico, Plauto, Terenzio (per la commedia) e Seneca (per la tragedia). Dopo un periodo di decadimento generale delle arti successivo alla caduta dell'impero romano, nel Medioevo il teatro riprende nuovo vigore grazie alle sacre rappresentazioni e all'opera buffonesca e satirica dei giullari.
In età moderna emerge la figura di Carlo Goldoni, che supera la tradizione della commedia dell'arte, sviluppatasi tra XVI e XVIII secolo, basata sull'improvvisazione degli attori e sui canovacci, e introduce una nuova forma di teatro, in cui le maschere vengono progressivamente eliminate e si passa dall'improvvisazione a una recitazione che segue un copione preciso; bisogna ricordare il melodramma del Metastasio e l'Opera dei Pupi, un teatro delle marionette diffusosi nell'Italia meridionale tra la seconda metà del XIX e la prima metà del XX secolo e inserito dall'UNESCO tra i patrimoni orali e immateriali dell'umanità.
Durante il XX secolo spicca la figura di Luigi Pirandello la cui apparizione costituisce uno degli avvenimenti chiave del teatro europeo contemporaneo. Tra gli altri esponenti del periodo vanno annoverati Eduardo Scarpetta, Ettore Petrolini, Eduardo De Filippo, Raffaele Viviani, Dario Niccodemi, Carmelo Bene, Giorgio Strehler, Gilberto Govi, Gigi Proietti e Dario Fo.
Nel nuovo millennio emerge il drammaturgo e scrittore Stefano Massini, unico italiano vincitore del Tony Award.
Da segnalare la figura di Leopoldo Fregoli, ritenuto l'inventore del trasformismo teatrale e considerato il trasformista per antonomasia. Tale genere di spettacolo è stato riportato in auge alla fine del XX secolo da Arturo Brachetti, che ne è ritenuto, ad oggi, il più importante interprete a livello mondiale.

### Musica

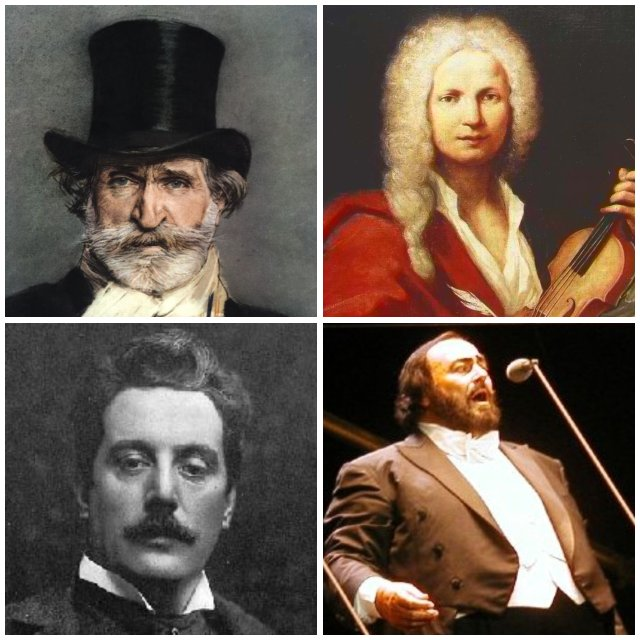
Da in alto a sinistra in senso orario: Verdi, Vivaldi, Pavarotti e Puccini.

La musica italiana comincia a svilupparsi nel Trecento con la diffusione dell'ars nova, che introduce la polifonia nella musica profana. In questo periodo, città come Mantova, Firenze, Ferrara, Venezia, Milano e Roma diventano centri di primo piano nel panorama musicale europeo, mentre nel Quattrocento si ricordano i canti carnascialeschi nati a Firenze nell'epoca di Lorenzo il Magnifico.
In ambito musicale merita citazione il monaco Guido d'Arezzo, padre della notazione musicale moderna e del tetragamma, precursore del pentagramma. Il pentagramma verrà introdotto sempre da un italiano, il teorico musicale Ugolino da Orvieto.
Nel Cinquecento si ricordano Costanzo Festa, primo polifonista di fama internazionale, Gioseffo Zarlino, che dà un notevole contributo alla teoria del contrappunto, Pierluigi da Palestrina, tra i più importanti compositori della musica rinascimentale, Luca Marenzio, Carlo Gesualdo, uno dei principali innovatori del linguaggio musicale e Claudio Monteverdi, grazie al quale nasce e si afferma l'opera lirica e in particolare il melodramma, nato a Firenze nel 1598 con l'opera Dafne di Jacopo Peri e Ottavio Rinuccini.
Nel Seicento l'Italia è sede delle prime grandi scuole di musica strumentale, che influenzeranno i musicisti di tutta Europa soprattutto attraverso le opere degli autori del periodo barocco Giovanni Gabrieli, Girolamo Frescobaldi, Arcangelo Corelli, che dà un notevole contributo allo sviluppo dell'arte violinistica e del concerto grosso, Antonio Vivaldi, che accentua il virtuosismo individualistico e con il quale il concerto assume una sua struttura definitiva, Domenico e Alessandro Scarlatti, che rinnovano le composizioni per clavicembalo e Giovanni Battista Pergolesi.
Nel Settecento, Luigi Boccherini, Luigi Cherubini e Antonio Salieri, compositore ufficiale della corte asburgica, sono i maggiori rappresentanti della musica strumentale e operistica italiana mentre Napoli diviene, grazie ai suoi conservatori, un vivacissimo centro di formazione e aggiornamento e un indiscusso riferimento nel mondo musicale e teatrale europeo, ove insegnano Alessandro Scarlatti, Francesco Durante, Tommaso Traetta, Niccolò Jommelli, Gaetano Greco, Nicola Antonio Zingarelli e Nicola Porpora, alla cui scuola si formano numerosi castrati, tra cui Carlo Broschi, in arte Farinelli, il più celebre sopranista del Settecento. In tale contesto si sviluppa l'opera buffa, genere operistico della musica intesa come divertimento, rappresentato da compositori come Baldassare Galuppi, Niccolò Piccinni, Pietro Alessandro Guglielmi e Domenico Cimarosa e da opere come La serva padrona, La Cecchina e Il matrimonio segreto. Tra il XVIII e il XIX secolo si distinse la figura di Muzio Clementi, chiamato "padre del pianoforte".
Del periodo romantico si ricordano opere liriche come il Guglielmo Tell e Il barbiere di Siviglia di Gioachino Rossini, I puritani di Vincenzo Bellini, la Lucia di Lammermoor di Gaetano Donizetti, l'Aida, il Nabucco, La traviata e il Rigoletto di Giuseppe Verdi; sono invece ispirate al verismo la Turandot, Madama Butterfly, la Tosca e La bohème di Giacomo Puccini, i Pagliacci di Ruggero Leoncavallo e la Cavalleria rusticana di Pietro Mascagni.

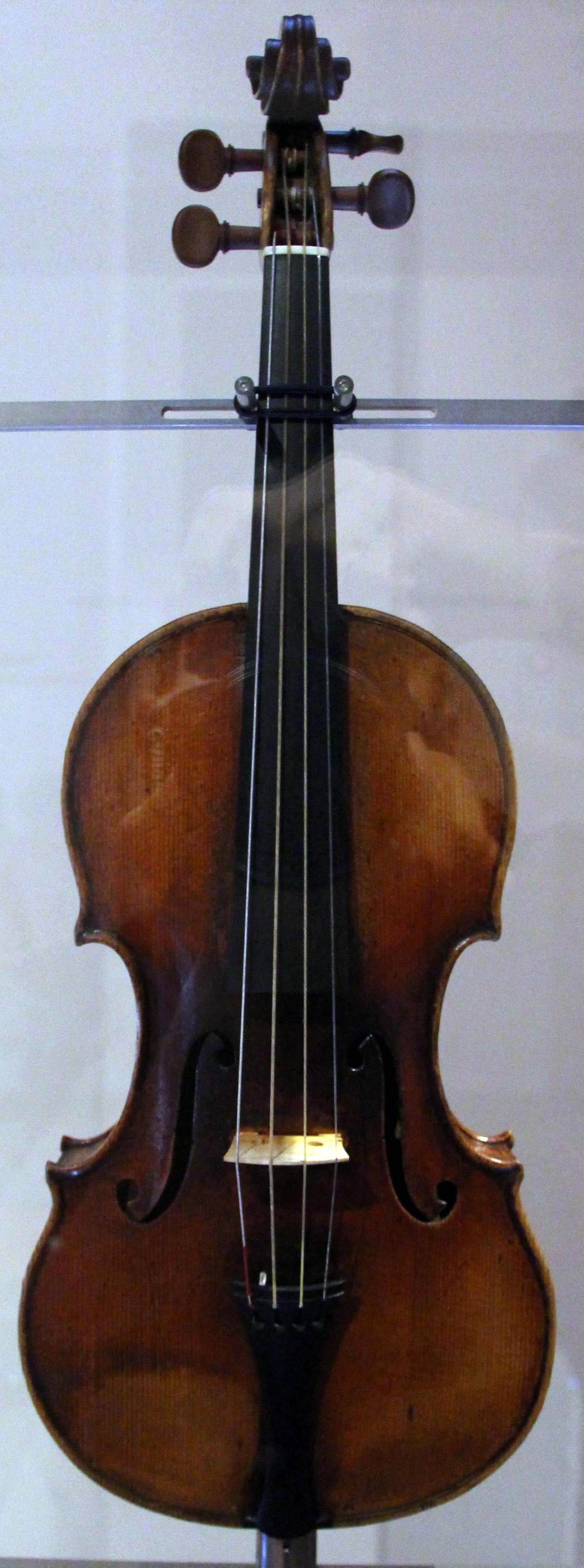
Il Cannone di Paganini

Vanno ricordati anche strumentisti come Niccolò Paganini, uno dei maggiori violinisti del XIX secolo; nella seconda metà dello stesso secolo Giovanni Bottesini, "il Paganini del contrabbasso", riconosciuto universalmente come il massimo virtuoso del suo strumento; i pianisti Arturo Benedetti Michelangeli, raffinato interprete del XX secolo, e Maurizio Pollini, i violinisti di fama internazionale Salvatore Accardo e Uto Ughi, il flautista Severino Gazzelloni, il sassofonista James Senese e infine il violoncellista Mario Brunello. Tra le orchestre sinfoniche risaltano l'Orchestra dell'Accademia Nazionale di Santa Cecilia di Roma, l'Orchestra Sinfonica Nazionale della Rai di Torino, l'Orchestra Sinfonica Siciliana di Palermo e la Filarmonica della Scala di Milano; tra i direttori d'orchestra spiccano Arturo Toscanini, Ferruccio Busoni, Riccardo Muti, Claudio Abbado. Sono italiani molti interpreti della lirica del XIX e del XX secolo: i tenori Luciano Pavarotti, Enrico Caruso, Giuseppe Di Stefano, Tito Schipa, Franco Corelli e Beniamino Gigli, i soprani Renata Tebaldi e Katia Ricciarelli, i mezzosoprani Giuditta Pasta e Cecilia Bartoli, i bassi-baritoni Ruggero Raimondi e Sesto Bruscantini e i contralti Marietta Alboni, Clorinda Corradi e Rosmunda Pisaroni. E ancora da ricordare Pierina Legnani, prima ballerina della storia onorata del titolo di prima ballerina assoluta, seguita poi dalle colleghe Attilia Radice, Alessandra Ferri e Carla Fracci.
Il repertorio che va dagli inizi dell'Ottocento all'immediato secondo dopoguerra, la cui epoca d'oro cade a cavallo tra XIX e XX secolo, costituisce la canzone classica napoletana,
nata tradizionalmente nel 1839 con Te voglio bene assaje e che annovera brani celebri come 'O sole mio, 'O surdato 'nnammurato, Torna a Surriento, Tu sì 'na cosa grande e Malafemmena.
Nel XX e nel XXI secolo, in seguito al risveglio musicale in atto nei vari paesi europei, alcuni compositori italiani cercano di proporre un nuovo linguaggio musicale come Ildebrando Pizzetti, Alfredo Casella, Ottorino Respighi, Gian Francesco Malipiero e Goffredo Petrassi durante le due guerre mondiali; Bruno Maderna, Franco Donatoni, Luciano Berio, Luigi Nono, Aldo Clementi, Ennio Morricone e Ludovico Einaudi dal dopoguerra sino ai nostri giorni.
Particolarmente degna di nota è la rilevanza internazionale che ebbe la musica leggera degli anni '60 in cui spiccano, tra gli altri, artisti come Al Bano, Domenico Modugno, Claudio Villa, Lucio Battisti, Gino Paoli, Gianni Morandi e Adriano Celentano, e le grandi interpreti femminili come Mina, Iva Zanicchi, Milva, Ornella Vanoni, Patty Pravo, Orietta Berti e Gigliola Cinquetti. Sempre la musica leggera italiana può contare su rassegne canore di rilevanza internazionale come il Festival di Sanremo e lo Zecchino d'Oro.
Italiane sono anche tre affermazioni all'Eurovision Song Contest, la competizione canora più importante d'Europa: Gigliola Cinquetti nel 1964, Toto Cutugno nel 1990 e i Måneskin nel 2021. 
L'Italia ha dato un contributo di primo piano anche nella Disco music e nell'Electronic dance music. Si citano l'Italo disco degli anni '80, con artisti come Gazebo ma soprattutto Giorgio Moroder, che è l'artista più prolifico e originale del genere, conosciuto a livello internazionale come il "padre della musica Disco", l'Italo dance, genere diffusosi in Italia e in tutta Europa tra gli anni '90 e i primi anni duemila, di cui si ricordano Corona, Netzwerk, Eiffel 65, Magic Box, Gabry Ponte e Giorgio Prezioso, e la Dream progressive degli anni '90, grazie a Robert Miles e Roland Brant. Da citare anche Gigi D'Agostino, primo e massimo esponente del genere elettronico Lento violento, Mauro Picotto, esponente di rilievo dei generi Techno e Trance, e Benny Benassi, precursore del genere Electro house.
La musica pop italiana negli anni duemila è riuscita a varcare i confini nazionali grazie, tra gli altri, a Laura Pausini, Eros Ramazzotti, Zucchero, Andrea Bocelli, Tiziano Ferro, Il Volo e Giorgia.
La canzone d'autore italiana, nel corso degli anni, ha mostrato artisti degni di nota come Fabrizio De André, Giorgio Gaber (quest'ultimo si rese noto soprattutto nel suo teatro canzone), Francesco Guccini, Luigi Tenco, Sergio Endrigo, Franco Califano, Pino Daniele, Lucio Dalla, Bruno Lauzi, Franco Battiato, Rino Gaetano, Enzo Jannacci, Ivano Fossati, Antonello Venditti, Claudio Baglioni, Riccardo Cocciante, Renato Zero, Francesco de Gregori e altri grandi nomi che, in alcuni casi, riuscirono a entrare nelle antologie di letteratura; molti di questi si cimentarono anche in brani e album scritti e cantati nel proprio dialetto: basta guardare all'album Creuza de mä del già citato De André, che si distinse anche per l'utilizzo di strumenti etnici e orientali.
Notevole anche il contributo di parolieri come Mogol, Franco Migliacci, Guido Morra, Mario Panzeri, Giancarlo Bigazzi, Carlo Rossi, Gianni Boncompagni e Sergio Bardotti, autori dei testi di alcuni dei brani più noti della musica italiana.

### Cinema

Da in alto a sinistra in senso orario: Sophia Loren, Gina Lollobrigida, Alberto Sordi e Federico Fellini.

Il cinema italiano nasce nel 1905 a Torino e a Roma e conquista rapidamente un ruolo di primo piano, producendo pellicole come Gli ultimi giorni di Pompei, Quo vadis? e Cabiria che, esportate ovunque, lo collocano ai primi posti nel mondo; nello stesso genere Rodolfo Valentino diviene celebre in America.
Gli anni seguenti vedono la nascita dell'Istituto Luce (1925), del Festival di Venezia (1932), del Centro sperimentale di cinematografia (1935), dell'ENIC (1935) e, promossa dal regime, di Cinecittà (1937), che favorisce lo sviluppo del cinema italiano e che propone, accanto al cinema di propaganda fascista, le pellicole stucchevoli e piccolo borghesi del cinema dei telefoni bianchi.

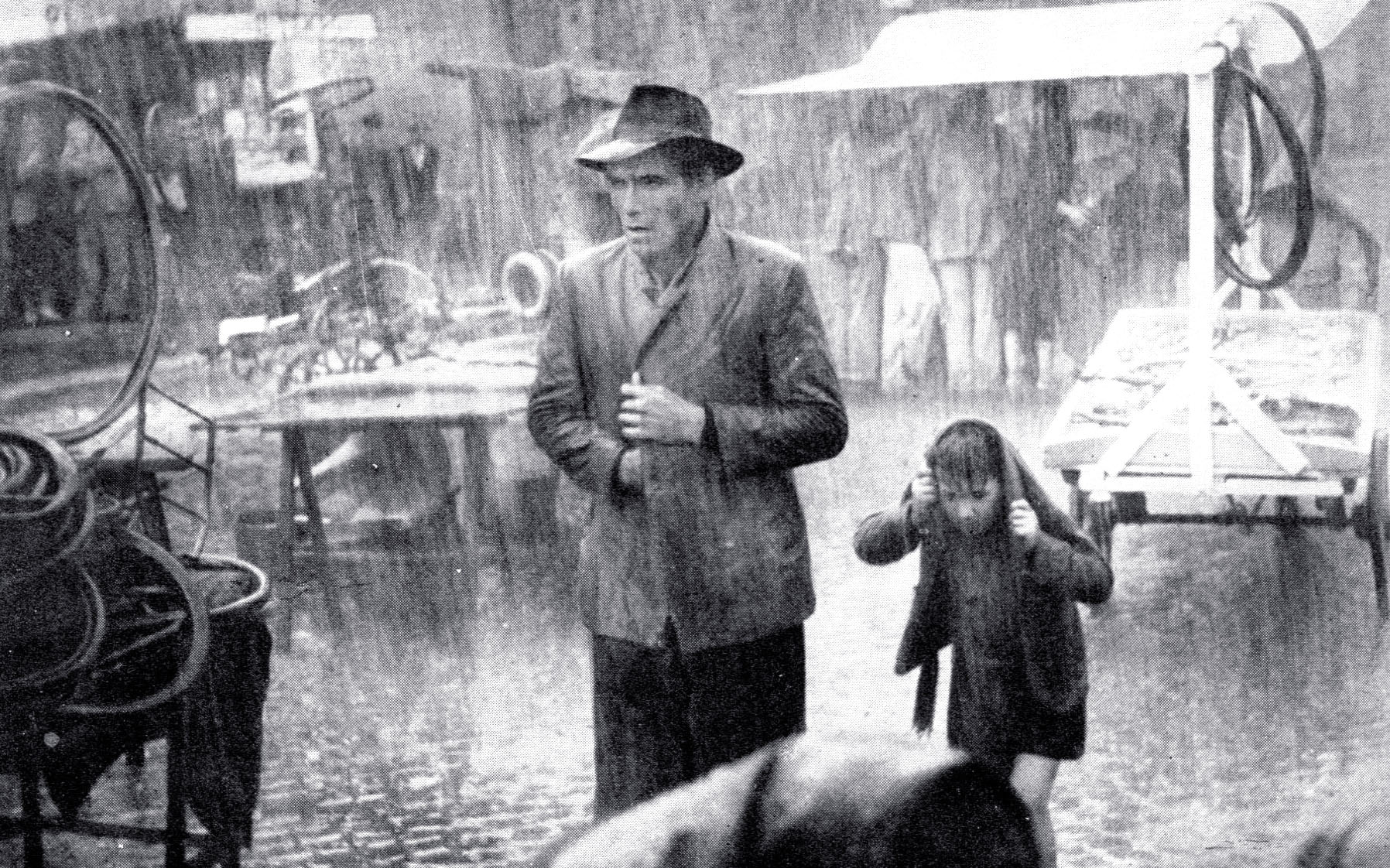
Una scena di Ladri di biciclette, film simbolo del neorealismo post bellico

Nel dopoguerra il cinema italiano dà vita alla stagione del neorealismo, i cui registi più noti - Vittorio De Sica, Roberto Rossellini e Luchino Visconti - ottengono importanti riconoscimenti all'estero, benché accusati in patria di mostrare un paese povero. In questi anni emergono le figure delle dive ed attrici Valentina Cortese e Anna Maria Pierangeli, una delle prime italiane che riuscirono ad affermarsi anche ad Hollywood. Nei primi anni cinquanta emerge una generazione di autori, tra cui Federico Fellini, Michelangelo Antonioni, Alberto Lattuada, ai quali si affianca la figura anticonformista di Pier Paolo Pasolini. A livello di consumo di massa incassano miliardi i film "strappalacrime" (Matarazzo).
Negli anni sessanta, nell'Italia del "boom" economico, il cinema si inventa la commedia all'italiana, con registi come Pietro Germi, Mario Monicelli, Ettore Scola, Luigi Comencini, Dino Risi; è l'ora di Gina Lollobrigida, Claudia Cardinale, Totò, Peppino De Filippo, Monica Vitti, Marcello Mastroianni, Vittorio Gassman, Nino Manfredi, Ugo Tognazzi, Aldo Fabrizi e Alberto Sordi. Saranno però opere drammatiche a condurre Anna Magnani nel 1956 (prima italiana a vincere la statuetta), e Sophia Loren nel 1962 all'assegnazione dell'Oscar alla miglior attrice. Da ricordare anche Marisa Pavan, candidata all'Oscar come miglior attrice non protagonista nel 1956.
Negli anni settanta l'ottimismo lascia spazio ad una società tormentata. Emergono il giallo all'italiana e l'horror italiano con Lucio Fulci, Dario Argento e Mario Bava, il cinema politico, con registi come Elio Petri e Francesco Rosi e interpreti come Gian Maria Volonté, il cinema satirico, con Paolo Villaggio e il suo Fantozzi, oppure quello della difficoltà esistenziale (Marco Bellocchio). Ma nasce anche il filone degli "spaghetti-western", in cui si affermano Sergio Leone e Sergio Corbucci. Da ricordare anche le figure di Franco Zeffirelli, Ermanno Olmi, Franco e Ciccio, Carlo Verdone, Nanni Moretti, Isabella Rossellini, Giuliano Gemma, E.B. Clucher, Virna Lisi, Giancarlo Giannini, Diego Abatantuono, Michele Placido, Bud Spencer e Terence Hill, Massimo Troisi e Lina Wertmüller, prima donna nella storia a essere candidata all'Oscar come migliore regista nel 1977. Un sottogenere che riscuote molto successo in questi anni è la commedia sexy all'italiana, che mescola suggestioni e luoghi comuni del popolo italiano. Protagonisti del genere sono, tra gli altri, Lino Banfi, Alvaro Vitali, Pippo Franco, Lando Buzzanca, Bombolo, Gloria Guida, Laura Antonelli e l'italofrancese Edwige Fenech. 
In questo decennio inizia ad elevarsi anche il regista Tinto Brass, massimo esponente del cinema erotico italiano. 
Con l'avvento della televisione commerciale, emergono difficoltà che permangono nonostante una straordinaria sequenza di successi internazionali, come i 9 premi Oscar assegnati a L'ultimo imperatore di Bernardo Bertolucci (1988), o quelli vinti da Nuovo cinema Paradiso di Giuseppe Tornatore (1990), da Mediterraneo di Gabriele Salvatores (1992) e da La vita è bella di Roberto Benigni (1999). 
Negli anni duemila a incassare maggiormente sono i cosiddetti cine-panettoni, caratterizzati da comicità disimpegnata, ma che fa presa sul largo pubblico, spesso ambientati in luoghi esotici. Gli ultimi successi sono del musicista Ennio Morricone, Oscar sia alla carriera (2007) che nel 2016, e di Paolo Sorrentino, Oscar 2014 con La grande bellezza. Negli ultimi decenni sono emerse figure attoriali pluripremiate quali Pierfrancesco Favino, Giovanna Mezzogiorno, Elio Germano, Sergio Castellitto, Margherita Buy, Toni Servillo, Stefano Accorsi, Valerio Mastrandrea, Claudio Santamaria, Marco Giallini, Valeria Golino, Stefania Sandrelli, Silvio Orlando, Valeria Bruni Tedeschi, Luca Marinelli, Sabrina Impacciatore, Fabrizio Bentivoglio e Alba Rohrwacher.
Importante è anche il contributo al comparto tecnico, con i musicisti Nino Rota, Nicola Piovani, Dario Marianelli, Giorgio Moroder e il già citato Morricone; i direttori della fotografia Tony Gaudio, Pasqualino De Santis, Carlo Di Palma, Vittorio Storaro e l'italo-americano Mauro Fiore; gli scenografi Gianni Quaranta, Elio Altamura, Ferdinando Scarfiotti, Bruno Cesari, Osvaldo Desideri, Dante Ferretti e Francesca Lo Schiavo; i costumisti Piero Gherardi, Vittorio Nino Novarese, Piero Tosi, Danilo Donati, Milena Canonero, Franca Squarciapino e Gabriella Pescucci; i truccatori Manlio Rocchetti, Alessandro Bertolazzi e Giorgio Gregorini; l'effettista Carlo Rambaldi e la montatrice Gabriella Cristiani.
Di grande importanza nella tradizione cinematografica italiana è il doppiaggio. Nato nel 1929 negli Stati Uniti, il primo di sempre a doppiare fu l'attore italiano Augusto Galli che doppiò una scena del film Maritati ad Hollywood. Il doppiaggio arriva stabilmente in Italia nel 1932, con Roma e Milano che vantano le scuole di doppiaggio più prestigiose. Tra le figure di doppiatori più importanti si citano, tra gli altri, Ferruccio Amendola, Tonino Accolla, Maria Pia Di Meo, Oreste Lionello, Renato Mori, Pino Locchi, Roberto Chevalier, Luca Ward, Stefano De Sando, Massimo Rossi, Carlo Valli, Massimo Corvo, Luca Biagini, Roberto Pedicini, Mario Cordova, Pino Insegno, Michele Gammino, Stefano Benassi, Dario Penne, Sandro Acerbo, Massimiliano Manfredi, Francesco Pezzulli, Fabio Boccanera, Francesco Prando, Angelo Maggi, Francesco Pannofino, Riccardo Rossi, Sonia Scotti, Claudia Catani, Eleonora De Angelis, Laura Boccanera, Domitilla D'Amico, Barbara De Bortoli, Cristina Boraschi, Chiara Colizzi, Ilaria Stagni e Alessandro Rossi.

### Musei
L'Italia presenta un elevato patrimonio in termini di musei ed aree archeologiche, sia in termini di numerosità che di diffusione sul territorio; la rilevazione Istat del 2018 ha evidenziato che in Italia esistono 4 908 strutture mueseali ed archeologiche, che sono presenti in oltre 1/3 dei territori comunali nazionali, ovvero una ogni 50 km² ed una ogni 6 000 abitanti.
In termini regionali queste strutture sono più diffuse in Toscana (553), Emilia-Romagna (454) e Lombardia (433), mentre per quanto riguarda le città, le prime 10 sono Roma (121), Firenze (69), Torino (49), Milano (47), Bologna (46), Trieste (41), Genova (40), Napoli (38), Venezia (37) e Siena (34).
Nel 2018 si è registrato il record annuale di visitatori per le strutture museali ed archeologiche, con un incremento dell'8% rispetto al 2017, che ha raggiunto il numero di 128 milioni di visitatori, il 58,6% dei quali sono stranieri. Il dato registra poi un'alta concentrazione delle presenze, visto che il 55% delle visite, è stato registrato in sole dieci città.

## Scienza

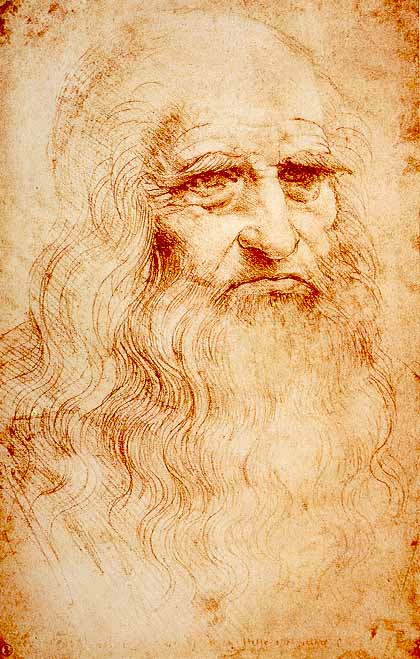
Leonardo da Vinci

Tra gli scienziati si distinguono Galileo Galilei, il fondatore della scienza moderna e Leonardo da Vinci, uno dei geni dell'umanità. Pittore, scultore, architetto, ingegnere, anatomista, letterato, musicista e inventore, rappresenta, nel Rinascimento italiano, lo spirito universalista che lo porta alle maggiori forme di espressione nei diversi campi dell'arte e della conoscenza.
Nel 2024 l'Italia si posiziona al sesto posto nel mondo per numero di pubblicazioni scientifiche, oltre 160000, e si attesta al 26º posto nella classifica Global Innovation Index.

### Scienze matematiche, fisiche e naturali

#### Matematica
Nel corso del Medioevo e del Rinascimento, Leonardo Fibonacci introduce i numeri arabi e scrive nel 1202 il Liber abbaci, Niccolò Tartaglia risolve l'equazione cubica mentre Girolamo Cardano e Paolo Ruffini contribuiscono allo sviluppo dell'algebra, assieme al matematico Rafael Bombelli, precursore dei numeri complessi. Luca Pacioli pubblica nel 1494 la Summa de arithmetica. A partire dal XVIII secolo diversi matematici italiani contribuiscono alla geometria ed alla nuova disciplina dell'analisi matematica: tra questi Giuseppe Luigi Lagrange, fondatore della meccanica analitica, Giuseppe Peano, noto per il teorema di esistenza di Peano e gli assiomi di Peano che costituiscono tuttora uno dei capitoli fondamentali della logica e dei fondamenti della matematica, Pietro Mengoli, Jacopo Riccati, Eugenio Beltrami, Ulisse Dini, Vito Volterra, Guido Fubini, Mauro Picone, Francesco Severi, Guido Castelnuovo, Federigo Enriques, Leonida Tonelli, Renato Caccioppoli, Giuseppe Bruno, Ennio De Giorgi (unico italiano insignito del Premio Wolf per la matematica) ed Enrico Bombieri e Alessio Figalli entrambi insigniti della medaglia Fields; a Bruno de Finetti è dovuta la riformulazione dei fondamenti della probabilità e statistica. Nel XVIII secolo tra le donne si distinse soprattutto Maria Gaetana Agnesi, la prima donna autrice di un libro di matematica. Nei secoli XIX e XX si sviluppano la scuola italiana di geometria algebrica e quella di geometria differenziale, in particolare i lavori di Luigi Bianchi, Tullio Levi-Civita e Gregorio Ricci-Curbastro forniranno ad Albert Einstein gli strumenti matematici per la formulazione della relatività generale.

#### Fisica

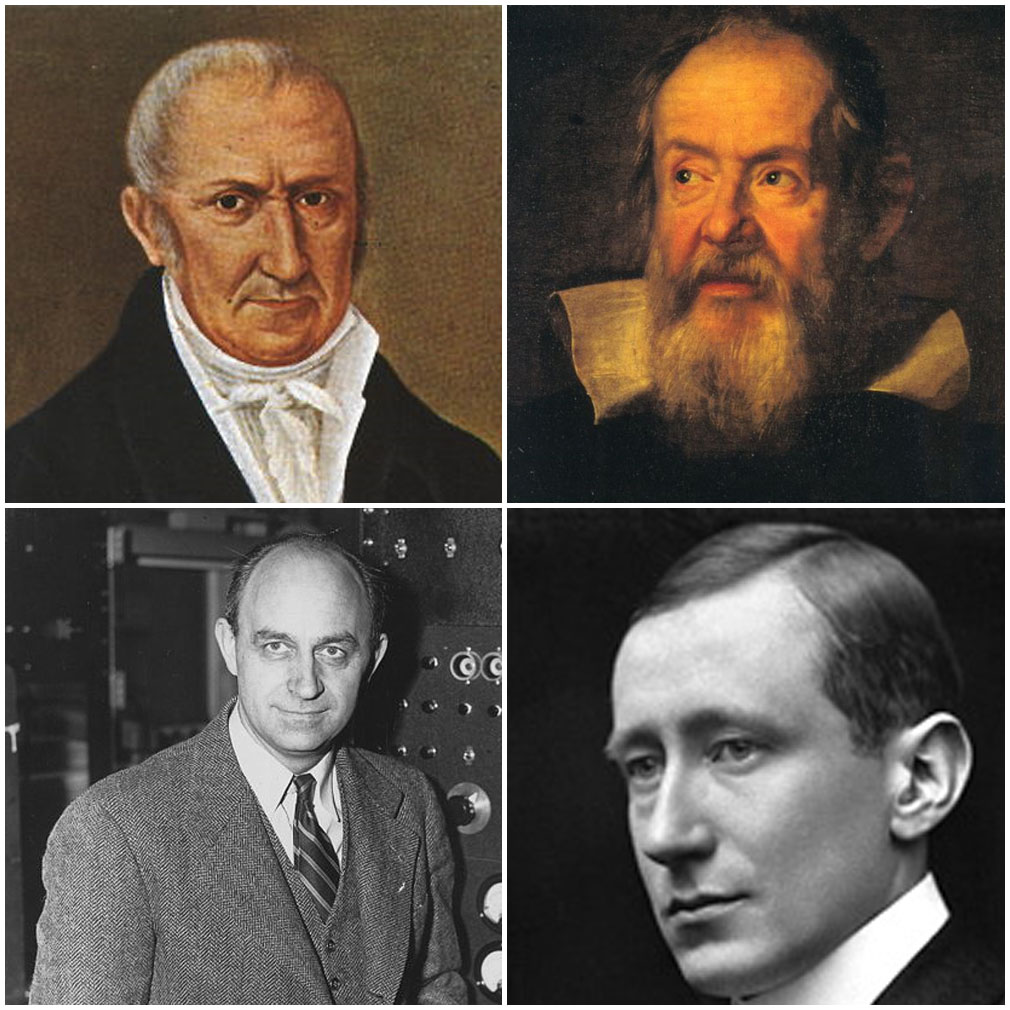
Da in alto a sinistra in senso orario: Volta, Galilei, Marconi e Fermi

Nel campo della fisica, oltre al già citato Galileo, padre della fisica moderna che introduce il metodo scientifico e la relatività galileiana, spiccano Alessandro Volta, Luigi Galvani, Augusto Righi e Eugenio Beltrami per le scoperte e le applicazioni relative all'elettricità, Giovanni Battista Venturi, per i suoi contributi allo studio della meccanica dei fluidi (effetto Venturi), Galileo Ferraris, al quale dobbiamo la scoperta del campo magnetico rotante, fenomeno alla base del motore elettrico, e Giovanni Giorgi, che introduce il Sistema Giorgi, sistema metrico precursore del sistema metrico internazionale. Risaltano le figure insignite con il premio Nobel per la fisica di Guglielmo Marconi, inventore della radio, Enrico Fermi (e i ragazzi di via Panisperna) per i contributi alla fisica nucleare, Emilio Segrè, scopritore dell'antiprotone, Carlo Rubbia nell'ambito della fisica subnucleare, Riccardo Giacconi per la scoperta di sorgenti cosmiche di raggi X e Giorgio Parisi per i contributi alla teoria della complessità. Giuseppe Occhialini e Bruno Rossi vinsero il premio Wolf per la fisica; il primo per i contributi alla scoperta della creazione di coppia elettrone-positrone e del pione carico, il secondo per le ricerche sui raggi cosmici. Lo studioso Nicola Cabibbo contribuisce alla teoria sulle interazioni deboli nel campo della fisica delle particelle, per il quale l'Italia dispone dei laboratori nazionali del Gran Sasso, i laboratori sotterranei più estesi al mondo mentre Federico Faggin contribuisce in maniera essenziale nel campo dei microprocessori. Da ricordare anche Edoardo Amaldi, che fu segretario generale e primo direttore generale del CERN, e Tullio Regge.

#### Chimica
Contributi importanti sono dati da scienziati come Stanislao Cannizzaro inventore della reazione di Cannizzaro, nell'ambito della chimica organica, Ascanio Sobrero, inventore della nitroglicerina, Giacomo Fauser e Luigi Casale, ideatori di un processo di sintesi dell'ammoniaca diffusosi in tutto il mondo e da Amedeo Avogadro, colui che ha introdotto il concetto di mole. Nell'ambito della chimica industriale si distingue Giulio Natta, premio Nobel per la chimica per i suoi studi sui polimeri.

#### Astronomia e Astrofisica
Durante il Medioevo l'astronomia faceva parte della formazione scolastica (Quadrivio) del mondo occidentale, Italia compresa; vedasi già le conoscenze astronomiche di Dante Alighieri nella Divina Commedia. Nel XIII secolo troviamo Guido Bonatti, una delle figure di spicco dell'astronomia medievale italiana. Nel XIV secolo il matematico e astronomo Paolo dal Pozzo Toscanelli fu il primo ad osservare e a tracciare l'orbita delle comete.
Nel Cinquecento Giordano Bruno, oltre ad essere un forte sostenitore dell'eliocentrismo, per primo amplia l'orizzonte dell'universo oltre i suoi confini visibili dalla Terra, affermandone quindi l'infinità. Galileo Galilei, anche lui forte sostenitore della rivoluzione copernicana, perfezionò il telescopio rifrattore, migliorandone le prestazioni e gli ingrandimenti. Le sue osservazioni rivelarono un universo mai visto prima; fu la nascita dell'astronomia ottica. Galileo fu il primo a studiare Venere grazie al suo cannocchiale, osservandone le fasi, mentre nel 1610 appurò l'esistenza di quattro satelliti di Giove: Io, Europa, Ganimede e Callisto. Sempre nel 1610 fu il primo ad osservare la peculiare forma di Saturno mentre nel 1612 effettua la prima osservazione di Nettuno, scambiandolo però per una stella fissa.
Nel Seicento emerge Giovanni Domenico Cassini, che scopre nel 1665 la Divisione di Cassini, la breccia tra gli anelli di Saturno. Sempre di Saturno scoprirà quattro satelliti: Giapeto, Rea, Dione e Teti. Fu inoltre un grande osservatore di Giove scoprendone la rotazione differenziale dell'atmosfera e la Grande Macchia Rossa. Altri studiosi del periodo furono Giovanni Alfonso Borelli, che elaborò una teoria generale sul moto dei pianeti, limitata però ai satelliti di Giove, Eustachio Divini, uno dei primi ad osservare e studiare gli anelli di Saturno, e Giovanni Battista Hodierna che scopre l'ammasso M47 e la Galassia del Triangolo. Sempre nel XVII secolo si ricordano Giovanni Battista Zupi, che scopre le fasi di Mercurio nel 1639 ed il costruttore di cannocchiali Francesco Fontana. Bisognerà aspettare l'Ottocento per nuove e significative osservazioni con Giuseppe Piazzi, che scopre il primo pianeta nano (Cerere), Giovanni Schiaparelli, noto per i suoi studi su Marte (sua è la prima mappa della superficie del pianeta), sugli sciami meteorici e per la scoperta dell'asteroide 69 Hesperia, il gesuita Francesco de Vico, grande osservatore di comete e nebulose, che tra il 1844 e il 1847 scopre ben sei comete, tra le quali la Cometa de Vico-Swift-NEAT e la 122P/de Vico, e Giovanni Battista Donati che nel 1858 scopre la Cometa Donati. 
Nel XX secolo Paolo Maffei, pioniere dell'astronomia dell'infrarosso, scopre proprio grazie all'infrarosso due galassie, la Maffei 1 e la Maffei 2. Nel 1991 Mauro Vittorio Zanotta coscopre la Cometa Zanotta-Brewington.
Da dopo il 2000 è da segnalare il grande contributo degli astrofili, capaci di dare un grande apporto grazie alla loro costanza nelle osservazioni. Uno di questi è Giuseppe Donatiello, scopritore di tre galassie satelliti (Donatiello II, Donatiello III e Donatiello IV) e di tre galassie nane (Donatiello I, Pisces VII e Pegasus V).
In campo astrofisico, oltre al già citato Galileo Galilei, risulta di rilievo la figura di Giuseppe Luigi Lagrange, che contribuisce in modo significativo allo sviluppo della meccanica celeste. Centrale fu la figura di Angelo Secchi, primo a classificare le stelle in base al loro spettro e considerato il padre della spettroscopia astronomica.
Nel XX secolo si ricordano Gabriele Veneziano, il padre fondatore della teoria delle stringhe e ideatore dell'ampiezza di Veneziano, e Margherita Hack.
Nel XXI secolo, grazie ad una collaborazione tra Italia e Stati Uniti, si assiste alla prima osservazione di onde gravitazionali GW150914 da parte degli interferometri VIRGO (Italia) e LIGO (Stati Uniti) usando i dati di Advanced LIGO. Tale risultato è stato possibile anche grazie alle ricerche sui modelli di relatività analitica e relatività numerica di Alessandra Buonanno, vincitrice del Premio Dirac.

### Scienze umane

#### Economia
In ambito economico nel Settecento e nell'Ottocento vanno ricordate le figure di Pietro Verri, fondatore de Il Caffè, di Gian Rinaldo Carli, di Quintino Sella, Ministro delle finanze di tre governi e presidente dell'Accademia Nazionale dei Lincei e di Vilfredo Pareto. Nel Novecento spiccano Francesco Saverio Nitti, rispettato economista e politico noto per i suoi studi sulla questione meridionale, Corrado Gini, noto per aver definito l'omonimo coefficiente statistico economico (Coefficiente di Gini), Luigi Einaudi, intellettuale ed economista di fama nonché Presidente della Repubblica, Piero Sraffa, che in Produzione di merci a mezzo di merci critica il marginalismo, Franco Modigliani, vincitore del premio Nobel per l'economia nel 1985, Paolo Sylos Labini, Federico Caffè e Tommaso Padoa-Schioppa, già Ministro dell'economia e delle finanze e dirigente del Fondo Monetario Internazionale.

#### Geografia
L'interesse per le esplorazioni geografiche, che nel Duecento aveva portato Marco Polo fino in Cina seguendo la Via della seta, raggiunge il culmine nel XV e XVI secolo: in tale periodo si collocano i viaggi di Cristoforo Colombo, a cui si deve la scoperta dell'America, di Giovanni Caboto, che scopre il Canada arrivando in Nuova Scozia, di Amerigo Vespucci, esploratore del Nuovo Mondo che, in suo onore, verrà chiamato America, e di Giovanni da Verrazzano, che esplora le coste atlantiche nordamericane. E ancora nel XVI secolo importanti sono le figure del gesuita Matteo Ricci, che divulga in Cina la cultura occidentale, e di Antonio Pigafetta, che partecipò alla prima circumnavigazione del globo della quale scrisse il più dettagliato resoconto esistente (la Relazione del primo viaggio intorno al mondo). Nel XIX secolo si segnalano Pietro Savorgnan di Brazzà, che fonda la città di Brazzaville in Congo, e Luigi Robecchi Bricchetti, grande esploratore del Corno d'Africa che conia il nome Somalia. Nel XX secolo si citano Umberto Nobile, che, a bordo del dirigibile Norge, è il primo a trasvolare il Polo nord, e Raimondo Franchetti, che esplora totalmente la Dancalia nel Corno d'Africa.
Nel campo dell'alpinismo nel XIX secolo Luigi Amedeo di Savoia-Aosta completa la prima ascensione del Monte Saint Elias in Alaska. Nel XX secolo si ricordano Luigi Micheluzzi, primo italiano ad aprire una via di VI grado, Reinhold Messner, primo alpinista al mondo ad aver scalato tutti i quattordici ottomila e il primo ad aver scalato l'Everest senza l'ausilio di ossigeno supplementare, Alberto De Agostini, che nel 1943 completa la prima ascensione del Monte San Lorenzo in Patagonia, e gli scalatori Achille Compagnoni e Lino Lacedelli che nel 1954 completano la prima ascesa della storia del K2. Altri nomi famosi della disciplina sono Emilio Comici, Giusto Gervasutti, Ardito Desio, Walter Bonatti, Sergio Martini, Silvio Mondinelli, Nives Meroi e il marito Romano Benet (prima coppia in assoluto al mondo ad aver scalato tutte le ottomila cime), Simone Moro, Gian Carlo Grassi e Gianni Comino, quest'ultimi due pionieri dell'arrampicata su ghiaccio.

#### Filosofia e storiografia

Benedetto Croce

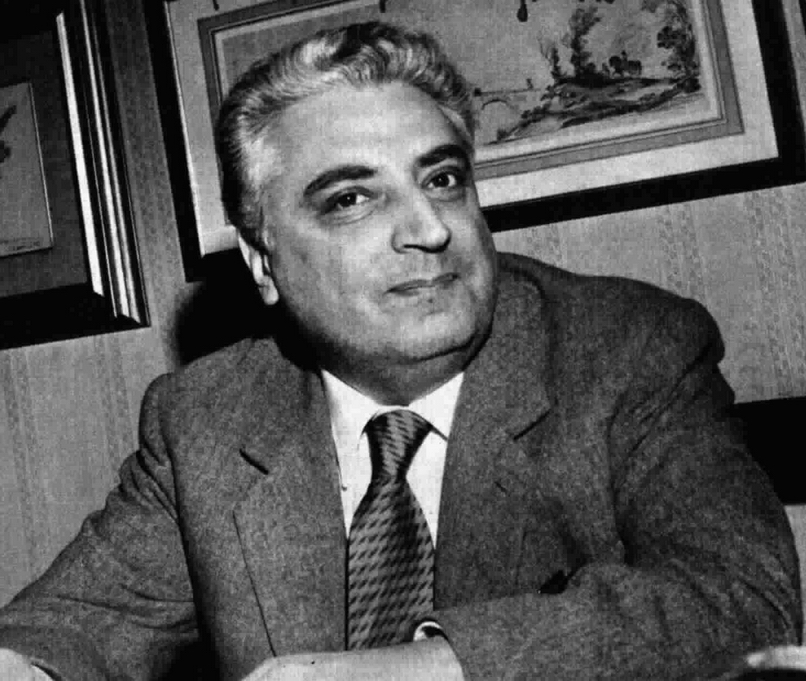
Renzo de Felice

Nel campo della filosofia si distinguono in epoca tardo romana e medievale Severino Boezio, le cui opere influenzano la filosofia cristiana del Medioevo e perciò considerato da alcuni fondatore della Scolastica, Tommaso d'Aquino, filosofo scolastico tra i più noti, e Bonaventura da Bagnoregio, importante esponente della scuola francescana. Tra i filosofi moderni vanno citati Marsilio Ficino e Pico della Mirandola, esponenti del neoplatonismo, Bernardino Telesio, precursore dell'empirismo moderno e autore del trattato De rerum natura iuxta propria principia (1570), Giordano Bruno, esponente del naturalismo rinascimentale che anticipa per via filosofica le scoperte dell'astronomia, e Tommaso Campanella. Durante il XVIII e il XIX secolo spiccano Giambattista Vico, teorico dei «corsi e ricorsi storici» in opposizione alla filosofia cartesiana, l'illuminista Cesare Beccaria, Antonio Rosmini, critico verso l'illuminismo e il sensismo, e Vincenzo Gioberti.
Tra i filosofi contemporanei vanno ricordati lo storicista Benedetto Croce, ideologo del liberalismo e importante esponente del neoidealismo al pari di Giovanni Gentile, e Antonio Gramsci di tradizione marxista. 
Tra gli storici figurano Landolfo Sagace, che integra la Historia romana di Paolo Diacono con la sua Historia Miscella, Lorenzo Valla, filologo e iniziatore del revisionismo storiografico, Leonardo Bruni, primo ad utilizzare la divisione della storia in tre periodi e primo a porre le basi concettuali per la divisione tripartita della storia nel suo Historiae Florentini populi, Francesco Guicciardini, noto per aver scritto la Storia d'Italia, Ludovico Antonio Muratori, considerato il padre della storiografia italiana e personaggio di primo piano del settecento italiano, Scipione Maffei, punto di riferimento per intellettuali italiani e governanti riformatori durante il Settecento, Gaetano De Sanctis, direttore della Rivista di filologia e di istruzione classica e presidente dell'Istituto dell'Enciclopedia Italiana dal 1947 al 1954, Gioacchino Volpe, Federico Chabod, direttore della Rivista storica italiana, e Renzo De Felice, studioso del fascismo.

#### Archeologia
La tradizione archeologica italiana ha inizio durante l'Umanesimo con le figure di Flavio Biondo, che fu il primo ad analizzare gli antichi monumenti di Roma con vero e proprio metodo archeologico, e soprattutto di Ciriaco d'Ancona, considerato il padre dell'archeologia in senso generale. A quest'ultimo si deve la riscoperta del Partenone, del Santuario di Delfi e delle Piramidi di Giza nella loro funzione originale.
Nel Seicento si segnala Michele Mercati, pioniere dell'archeologia preistorica. Egli infatti fu tra i primi ad ipotizzare che manufatti come pietre focaie, punte di freccia, asce e coltelli di pietra potevano essere opera dell'uomo di età molto antiche piuttosto che prodotti naturali o divini. All'epoca la sua collezione era la più grande ed importante d'Europa di questo tipo.
Nel XIX secolo figurano Giovanni Battista Caviglia, che diresse gli scavi che permisero di dissotterrare la Grande Sfinge di Giza, e Giovanni Battista Belzoni, che fu il primo a dissabbiare e a varcare l'ingresso del tempio di Abu Simbel. Quest'ultimo scoprì inoltre la Tomba di Seti I nella Valle dei Re nel 1817 e l'ingresso della Piramide di Chefren nel 1818. Altri nomi importanti dell'epoca furono Pellegrino Strobel, Luigi Pigorini e Gaetano Chierici, considerati i padri della paletnologia italiana, Giovanni Battista de Rossi, per i suoi studi sulle catacombe cristiane, e Giacomo Boni, il primo a condurre scavi stratigrafici nel Foro Romano.
Nel XX secolo per l'archeologia etrusca si segnalano Mario Torelli, che diresse gli scavi, tra i tanti, dell'antico porto di Gravisca a Tarquinia, e Massimo Pallottino che nel 1964 rinvenì le lamine di Pyrgi. Nel 1972 avvenne uno dei più famosi ritrovamenti di archeologia subacquea, ovvero quello dei cosiddetti Bronzi di Riace..

### Scienze applicate

#### Medicina
La tradizione medica italiana ha origini medievali, con la Scuola medica salernitana, la prima e più importante istituzione medica del Medioevo. Continua attraverso i secoli grazie alle scoperte effettuate da medici come Gabriele Falloppio, che descrive la struttura delle tube di Falloppio, Santorio Santorio, considerato il padre della fisiologia sperimentale moderna, Marcello Malpighi, che formula la teoria del funzionamento dei polmoni e la struttura dei corpuscoli renali, Giovanni Battista Morgagni, considerato il fondatore della contemporanea anatomia patologica, Giovanni Maria Lancisi, il primo medico a ipotizzare la trasmissione della malaria tramite le zanzare, Lazzaro Spallanzani, che confuta la teoria della generazione spontanea, Scipione Riva Rocci, pioniere nella lotta contro la tubercolosi, e Edoardo Porro, fondamentale nel campo della ginecologia e nella tecnica del parto cesareo. Nel XX secolo si sono distinti medici come Camillo Golgi, l'italo-svizzero Daniel Bovet, Salvador Luria, Renato Dulbecco, Rita Levi-Montalcini e l'italo-americano Mario Capecchi, tutti insigniti del premio Nobel per la medicina. Nel contesto medico si ricorda la figura di Maria Montessori, pedagogista e, nel 1896, tra le prime donne a laurearsi in medicina, ed il microbiologo Rino Rappuoli, cofondatore della microbiologia cellulare e noto globalmente per gli studi sui vaccini e sull'immunologia.
Sempre in campo medico si citano Giovanni Cosimo Bonomo, Diacinto Cestoni e Francesco Redi, che scoprirono l'eziologia contagiosa della scabbia, Vincenzo Tiberio, primo a scoprire il potere degli antibiotici, Giuseppe Moruzzi, per i suoi studi sulla formazione reticolare e sulla fisiologia del sonno, e Carlo Urbani, primo ad identificare e classificare la SARS.

#### Ingegneria
L'ingegneria civile conosce un grande sviluppo nella penisola sin dall'epoca romana, producendo grandi opere urbane visibili ancora oggi (strade, ponti, acquedotti, edifici pubblici quali le terme, ecc.). Tale eredità sarà ripresa nell'urbanistica del Rinascimento, che vide anche un avanzamento nella tecnologia ad uso militare.
L'ingegneria meccanica annovera Eugenio Barsanti e Felice Matteucci quali primi inventori del motore a combustione interna nel 1853.

#### Astronautica
L'ente governativo che gestisce le missioni spaziali è l'Agenzia Spaziale Italiana (ASI). L'Italia è il terzo maggior contribuente dopo Francia e Germania dell'Agenzia Spaziale Europea (ESA).
Pioniere dell'astronautica in Italia fu l'ingegnere civile e ufficiale dell'aeronautica Giulio Costanzi che nel 1914 pubblica Per uscire dal Pianeta, articolo che anticipa straordinariamente per l'epoca alcune caratteristiche e problematiche delle missioni spaziali. Segue l'ingegnere Luigi Gussalli che tra il 1923 e il 1946 pubblica tre libri sull'astronautica che illustrano intuizioni altamente innovative per l'epoca; fu tra i primi infatti ad ipotizzare l'uso dell'energia solare per spingere un'astronave nello spazio. Altri nomi importanti sono quello di Gaetano Arturo Crocco, pioniere della propulsione a razzo e del concetto dell'effetto fionda (Crocco Grand Tour), e del figlio Luigi Crocco, anche lui tra i massimi studiosi della propulsione a razzo. Nel 1964 verrà lanciato il San Marco 1, primo satellite italiano, grazie al lavoro di Luigi Broglio, considerato il padre dell'astronautica italiana. L'azienda italiana Aeritalia progettò e costruì CAT-1, il primo satellite lanciato in orbita dall'ESA nel 1979. L'Italia ha avuto anche un ruolo di primo piano nella costruzione della Stazione spaziale internazionale (ISS), realizzando quattro moduli (Harmony, Tranquillity, Leonardo e la Cupola) e contribuendo alla realizzazione del laboratorio europeo Columbus. Oltre il 40 per cento del volume abitabile della Stazione è realizzato in Italia.
Nel XXI secolo l'Italia, tramite l'ESA, ha contribuito nella costruzione del Telescopio spaziale James Webb, realizzando alcuni elementi dello spettrografo NIRSpec e i sensori d'assetto del telescopio. Nell'ambito della missione Artemis 1 della NASA, l'azienda italiana Argotec realizza il microsatellite ArgoMoon, unico satellite europeo scelto per la missione.
Di seguito alcune importanti date dell'Italia nello spazio:
- 15 dicembre 1964: viene lanciato il primo satellite italiano, il San Marco 1. Tale lancio rende l'Italia il terzo paese al mondo, dopo Stati Uniti e Unione Sovietica, a lanciare autonomamente un proprio satellite.
- 31 luglio 1992: Franco Malerba, in seguito alla missione spaziale STS-46, è il primo italiano ad andare nello spazio.
- 9 luglio 2013: Luca Parmitano è il primo italiano ad effettuare un'attività extraveicolare (EVA).
- 23 novembre 2014: Samantha Cristoforetti, in seguito alla missione Expedition 42, è la prima donna italiana ad andare nello spazio.
- Ottobre 2019: Luca Parmitano diventa il primo italiano (e il terzo europeo) al comando della Stazione spaziale internazionale (ISS) durante la Expedition 61.[374]
- 28 settembre 2022: Samantha Cristoforetti diventa la prima donna europea comandante della Stazione spaziale internazionale.[375]
- 18 gennaio 2024: Walter Villadei è il pilota della missione Voluntas.[376]

Al 2023 l'Italia possiede 19 satelliti in orbita (sedicesimo paese al mondo), di cui 10 a scopo militare (sesto paese al mondo).

### Altre scienze
Nell'ambito delle scienze politiche vanno citati Niccolò Machiavelli, uno dei padri della scienza politica moderna, Gaetano Mosca, sostenitore dell'elitismo, Augusto Del Noce, politologo di ispirazione cattolica e Norberto Bobbio, influente personalità culturale dell'Italia del ventesimo secolo.
Nel campo antropologico Giustiniano Nicolucci, fondatore della scuola italiana di antropologia e autore di Delle Razze Umane, il primo trattato italiano di antropologia e paletnologia, Paolo Mantegazza, uno dei primi divulgatori in Italia delle teorie darwiniane, Cesare Lombroso, pioniere degli studi sulla criminalità e Ernesto de Martino.
Fra gli psicologi vanno ricordati Roberto Ardigò, promotore di una concezione scientifica della psicologia, Sante De Sanctis, fondatore della neuropsichiatria infantile in Italia, Giulio Cesare Ferrari, pioniere della psicologia sperimentale italiana, Vittorio Benussi, esponente di spicco della Scuola di Graz e maestro di Cesare Musatti, padre della percettologia e della psicoanalisi in Italia.
Per la pedagogia Ferrante Aporti, pioniere dell'educazione scolastica infantile, i già citati Roberto Ardigò e Giovanni Gentile, Maria Montessori, che propone un nuovo metodo educativo, le Sorelle Agazzi, pedagogiste sperimentali e Mario Lodi.
Nel campo della linguistica il poeta Giacomo Leopardi, Luigi Ceci e Antonino Pagliaro, i fondatori della glottologia moderna mentre tra i giuristi, oltre a Vico, si ricordano Baldo degli Ubaldi, Cesare Beccaria, Costantino Mortati, Salvatore Satta e Giuseppe Dossetti.
Da ricordare anche il geologo Giuseppe Mercalli, inventore della scala Mercalli, che realizza la prima carta sismica del territorio italiano, ed il geofisico Adolfo Cancani che aggiungerà 2 gradi alla scala Mercalli portando i gradi a 12. 
Nell'informatica teorica ricordiamo infine i contributi di Corrado Böhm, autore di teoremi sui linguaggi formali.

## Tecnologia
Anche nel campo tecnologico l'Italia ha dato importanti e notevoli contributi allo sviluppo del settore con tante importanti e innovative scoperte. Di seguito le più importanti:
- XIII sec – XIV sec: gli Occhiali da vista nella Repubblica di Venezia.
- XIV sec – XV sec: il pentagramma ad opera di Ugolino da Orvieto.
- 1501: la scrittura in corsivo ad opera di Aldo Manuzio e Francesco Griffo.
- 1582: il Calendario gregoriano, attuale calendario in uso in quasi tutti i paesi del mondo, ideato da Luigi Lilio ed introdotto dal papa italiano Gregorio XIII.
- 1625: il termometro clinico ad opera di Santorio Santorio.
- 1643: il barometro ad opera di Evangelista Torricelli.
- 1698: il fortepiano, precursore del moderno pianoforte, viene messo a punto da Bartolomeo Cristofori.
- 1739: il pianoforte verticale, ad opera di Domenico Del Mela.
- 1780: la fecondazione artificiale su un animale viviparo ad opera di Lazzaro Spallanzani.
- 1799: la pila di Volta ad opera di Alessandro Volta.
- 1806: la carta carbone, ideata da Pellegrino Turri.
- 1839: il calorifero ad aria compressa, precursore di quello ad acqua, ad opera di Pietro de Zanna.
- 1847: la nitroglicerina, sintetizzata da Ascanio Sobrero.
- 1853: il motore a scoppio ad opera degli ingegneri Eugenio Barsanti e Felice Matteucci.
- 1857: il sismografo elettromagnetico, ad opera di Luigi Palmieri.
- 1860: la Dinamo ed il motore elettrico a corrente continua, ad opera di Antonio Pacinotti.
- 1861: il Pantelegrafo, precursore del moderno Fax, ad opera di Giovanni Caselli.
- 1865: il Disco di Secchi ad opera di Angelo Secchi.
- 1871: Antonio Meucci sviluppò un dispositivo di comunicazione vocale a distanza, che egli chiamò «telettrofono» e che diverse fonti accreditano come il primo telefono.[380][381]
- 1875-1876: i coriandoli, ad opera di Enrico Mangili[382] oppure ad opera di Ettore Fenderl, che si autoattribuì l'invenzione.
- 1879: il primo brevetto teorico della motocicletta con motore a combustione interna ad opera di Giuseppe Murnigotti.
- 1884: la prima macchina da caffè espresso ad opera di Angelo Moriondo.
- 1890: Giuseppe Airoldi realizza le «Parole Incrociate», precursore del cruciverba.
- 1895: la radio ad opera di Guglielmo Marconi
- 1904: la Centrale geotermica ad opera di Piero Ginori Conti.
- 1904-1905: l'aliscafo ad opera di Enrico Forlanini.
- 1907: il radiogoniometro ad opera di Alessandro Tosi, Ettore Bellini e Alessandro Artom.
- 1912: la Carrellata, ad opera del regista Giovanni Pastrone, che fu anche il primo ad utilizzarla per un film nel 1914.
- 1924: la prima autostrada al mondo, nata e progettata esplicitamente per collegare due o più destinazioni nella maniera più rapida possibile, ad opera di Piero Puricelli.
- 1933: la moka, ideata da Alfonso Bialetti.
- 1936: il colore rosa shocking, ideato dalla stilista Elsa Schiaparelli.
- 1942: il primo reattore nucleare a fissione, progettato dall'équipe guidata da Enrico Fermi.
- 1948: il batiscafo, ad opera di Pietro Vassena che realizzò il C3.
- 1959: il Computer subacqueo ad opera di Aldo Victor de Sanctis.
- 1961: il Granitore verticale, ad opera di Salvatore Cortese.
- 1965: il PC ad opera di Pier Giorgio Perotto che ideò la Programma 101.
- 1976: la Scheda telefonica, seguita nel 1994 dalla Scheda telefonica ricaricabile, ad opera della SIP.
- 1988: un ricercatore del laboratorio CSELT (creato nel 1964 sul modello dei Bell Labs), Leonardo Chiariglione, cofonda e dirige il gruppo MPEG che produrrà numerosi standard di internet: ad esempio MPEG-2, standard utilizzato nei DVD-Video, ed il noto Mp3, di cui nel 1992 lo stesso CSELT dimostrò la prima versione funzionante
- 1994: il sistema di alimentazione common rail, ad opera di Mario Ricco.

Tra gli altri ci furono Alessandro Cruto, pioniere della lampadina ad incandescenza (riuscì a completarne una il 4 marzo 1880, cinque mesi dopo Edison), e Innocenzo Manzetti, eclettico inventore ottocentesco inventore tra le altre cose di un'auto a vapore, di un automa capace di suonare il flauto e di un primo prototipo di telefono.

## Tradizioni

### Tradizioni e folclore

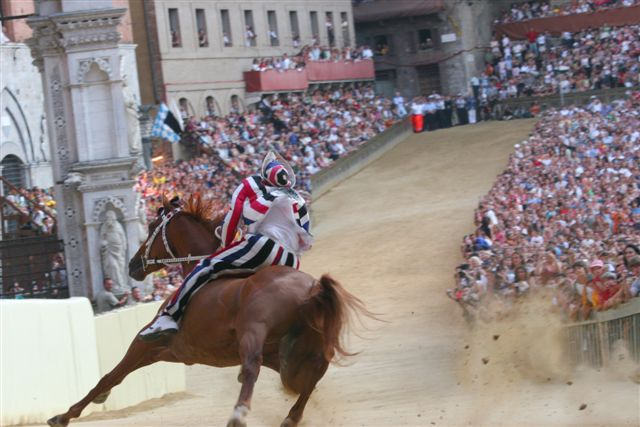
Palio di Siena del 2008

L'Italia annovera numerose tradizioni storiche e folcloristiche di vario genere, famose anche a livello internazionale, come ad esempio il Palio di Siena. Oltre al palio, una certa importanza nella tradizione italiana assume il carnevale: manifestazioni caratteristiche sono il Carnevale di Viareggio, di Venezia, di Acireale, di Sciacca, di Termini Imerese, di Bagolino; il Carnevale di Fano, che è il carnevale più antico d'Italia, quello di Putignano, il carnevale più lungo d'Italia e il più antico d'Europa, il Carnevale Storico di Pont-Saint-Martin, di Ivrea e di Mamoiada (con i caratteristici Mamuthones), e ancora i riti della Settimana Santa di alcuni comuni, oltre a varie tradizioni tipo l'infiorata di Genzano, la giostra del Saracino ad Arezzo, la festa dei ceri a Gubbio, la giostra della Quintana a Foligno, il Festival dei Misteri a Campobasso, il Palio della Balestra tra Gubbio e Sansepolcro, la Regata Storica a Venezia, la Giostra dell'orso a Pistoia, il Gioco del ponte e la Regata di San Ranieri a Pisa, la partita a scacchi a personaggi viventi a Marostica, il calcio storico fiorentino e la Regata delle Antiche Repubbliche Marinare. Nel 2013 le feste delle grandi macchine a spalla sono state incluse nella Lista rappresentativa del patrimonio culturale immateriale dell'umanità nell'ambito della Convenzione per la salvaguardia del patrimonio culturale immateriale dell'UNESCO; le feste incluse tra i patrimoni immateriali sono la varia di Palmi, la macchina di Santa Rosa a Viterbo, la Festa dei Gigli di Nola e la faradda di li candareri di Sassari. D'importante tradizione risulta essere il presepe, essendo stato realizzato per la prima volta al mondo il 24 dicembre 1223 a Greccio da San Francesco d'Assisi. Tra le arti presepiali più note si citano il presepe napoletano, il presepe abruzzese, il presepe bolognese e il presepe genovese.

### Gastronomia

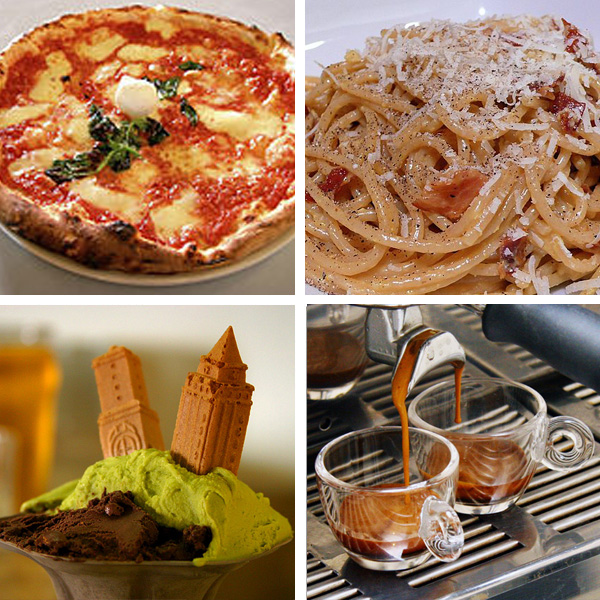
Pizza Margherita, spaghetti alla carbonara, caffè espresso e gelato

La cucina italiana, una delle più note e apprezzate nel mondo, conta su una vasta gamma di prodotti enogastronomici, molto vari da zona a zona, dovuti sia a fattori storici (numerosi popoli l'hanno abitata nel corso dei secoli) sia climatico-territoriali, dal clima montano delle Alpi a quello continentale della pianura Padana al temperato delle zone costiere.
Come in altri paesi europei del mediterraneo, sono presenti tratti distintivi ed elementi che caratterizzano la dieta mediterranea, un modello nutrizionale che usa alimenti naturali come legumi, cereali, carni bianche e pesce azzurro, frutta e verdura e pochi grassi (con utilizzo prevalente dell'olio extravergine di oliva), inserita nel 2010 nella lista dei patrimoni immateriali dell'umanità. Alcuni alimenti, come la pasta e la pizza, sono simboli universalmente riconosciuti della cucina italiana.
I prodotti agroalimentari tradizionali italiani sono inclusi dal Ministero dell'Agricoltura in un apposito elenco; a essi vanno aggiunti, ai sensi del Regolamento CE 510/2006, i prodotti DOP e IGP italiani e i vini IGT, DOC e DOCG.
Alcune associazioni, come Slow Food e l'Accademia italiana della cucina, si occupano della riscoperta per la gastronomia e l'enologia e della salvaguardia delle tradizioni regionali italiane.

### Festività
Sono elencati di seguito i giorni festivi:
| Data               | Nome                         | Note                                                                  |
| ------------------ | ---------------------------- | --------------------------------------------------------------------- |
| Tutte le domeniche | ---                          |                                                                       |
| 1º gennaio         | Capodanno                    |                                                                       |
| 6 gennaio          | Epifania                     |                                                                       |
| 25 aprile          | Liberazione dal nazifascismo |                                                                       |
| Lunedì di Pasqua   | ---                          | Corrisponde al lunedì immediatamente successivo alla Pasqua cristiana |
| 1º maggio          | Festa del lavoro             |                                                                       |
| 2 giugno           | Festa della Repubblica       |                                                                       |
| 15 agosto          | Assunzione di Maria          |                                                                       |
| 1º novembre        | Ognissanti                   |                                                                       |
| 8 dicembre         | Immacolata Concezione        |                                                                       |
| 25 dicembre        | Natale di Gesù               |                                                                       |
| 26 dicembre        | Santo Stefano                |                                                                       |

## Sport

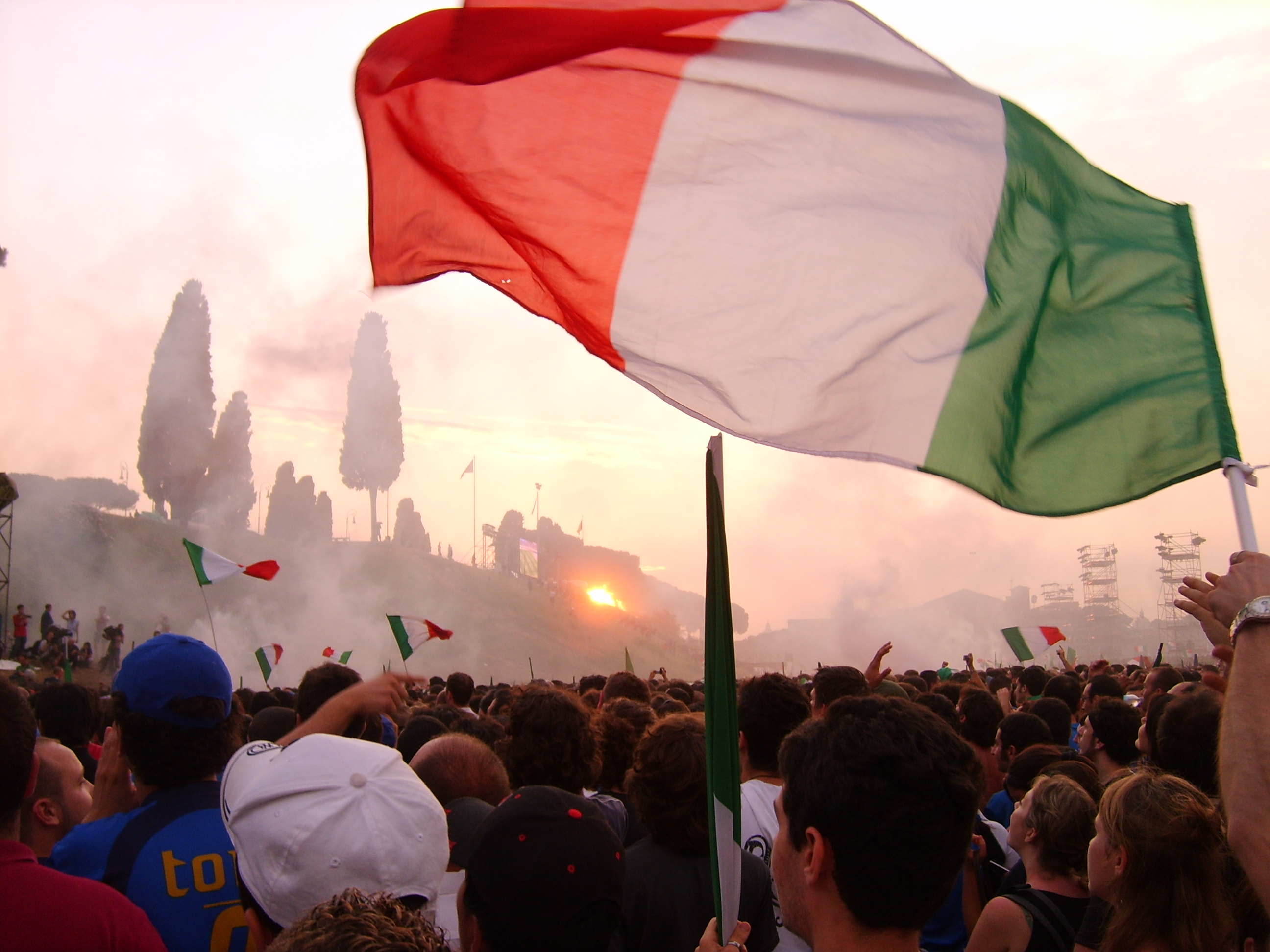
Tifosi italiani a Roma seguono la finale Italia-Francia dei mondiali di calcio del 2006

Nel 2020 le federazioni sportive nazionali affiliate al CONI sono 44 con 4,2 milioni atleti tesserati Fsn-Dsa e 7,6 milioni praticanti iscritti Eps, e 19 discipline sportive associate. La Federazione Italiana Giuoco Calcio ha il maggior numero di tesserati con 1 024 726 atleti iscritti, seguita dalla Federazione Italiana Tennis con 325 954 tesserati e dalla Federazione Italiana Pallavolo con 308 169 tesserati.
La Serie storica ISTAT dimostra che a livello amatoriale, nel 2020 risultano 21 milioni e 396 mila persone di 3 anni in più che praticano uno o più sport nel proprio tempo libero, di questi 15 milioni 837 mila praticano sport con assiduità e 5 milioni 559 mila lo praticano salurialmente, a fronte di 20 milioni 583 mila che non praticano sport né attività fisica.
La Serie A del campionato italiano di calcio è uno dei più importanti e seguiti campionati calcistici del mondo, nonché il terzo più competitivo d'Europa secondo il ranking stilato dall'UEFA (aggiornato al 2023). La Nazionale italiana di calcio è inoltre una delle più titolate della storia, avendo vinto quattro mondiali (1934, 1938, 1982, 2006), due europei (1968 e 2021) e un oro olimpico.

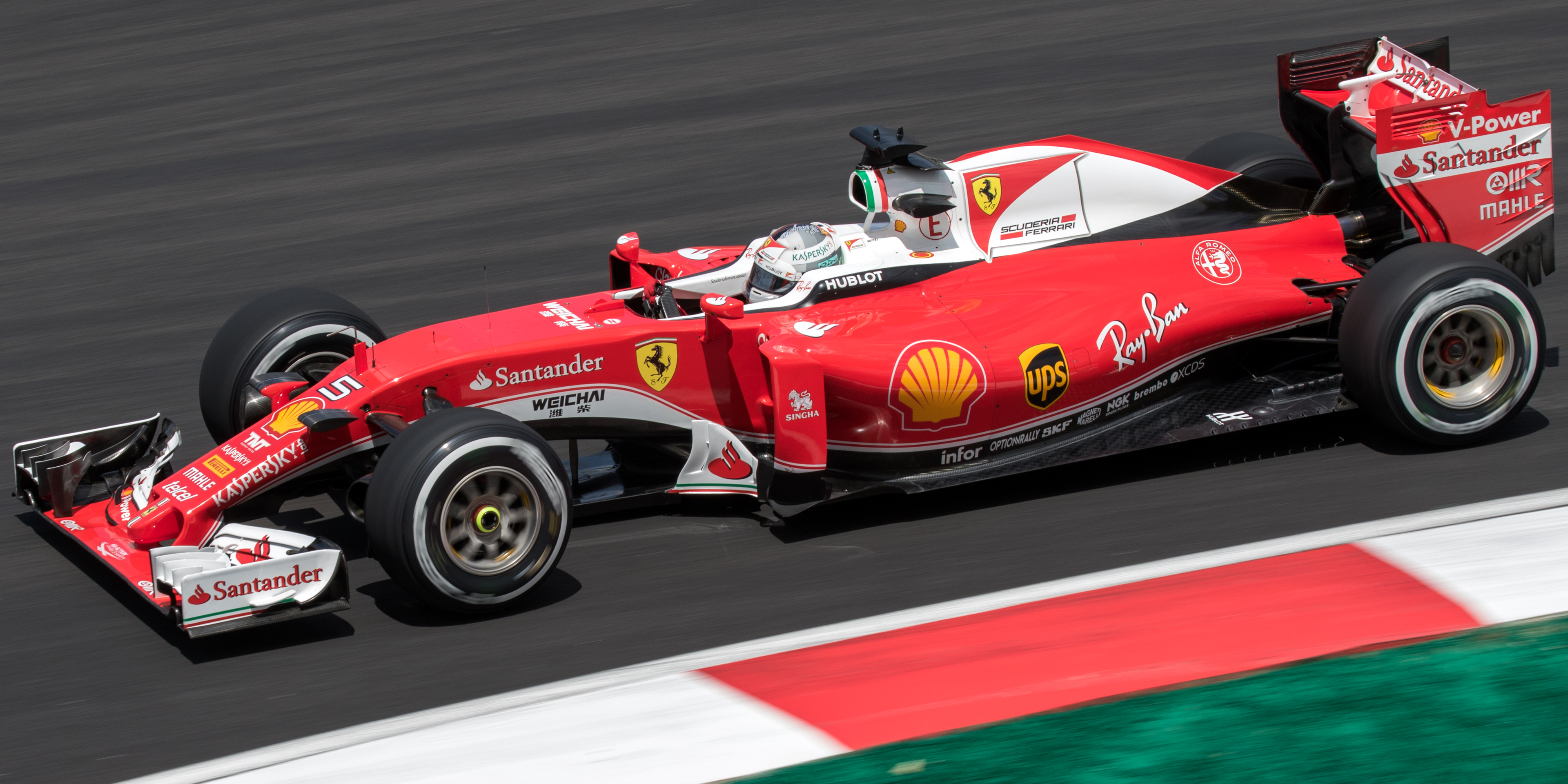
Ferrari SF16-H nel 2016

Tra gli altri sport popolari vi sono la pallacanestro, la pallavolo, il rugby, il ciclismo (che conta competizioni internazionali come il Giro d'Italia, la Milano-Sanremo e il Giro di Lombardia), l'atletica leggera, la scherma, il tennis, lo sci e gli sport acquatici, come nuoto, pallanuoto e tuffi; infine, negli sport motoristici (automobilismo e motociclismo), vanno ricordati gli autodromi di Monza, Imola, Misano e del Mugello, le case motociclistiche, come Aprilia, Gilera, MV Agusta e Ducati e automobilistiche, come la Lamborghini o la Ferrari, che in Formula 1 detiene il record di titoli per piloti e costruttori, di vittorie per singole gare e di presenza ininterrotta dall'istituzione del campionato mondiale di Formula 1.
Per quanto riguarda i Giochi olimpici, Roma ha ospitato i Giochi della XVII Olimpiade, Cortina d'Ampezzo i VII Giochi olimpici invernali e Torino i XX Giochi olimpici invernali. L'Italia è al sesto posto nel medagliere dei giochi estivi, al dodicesimo posto in quello dei giochi invernali e al settimo posto nel medagliere complessivo.
Nonostante le severe sanzioni delle federazioni sportive, anche lo sport italiano risente di effetti negativi come la diffusione del doping tra gli sportivi, professionisti e amatori (nel 2007 le federazioni hanno eseguito 11 250 controlli, con un tasso di positività dello 0,6%), la corruzione (caso eclatante nel 2006 è stato Calciopoli), gli eccessi economici, la violenza negli stadi e le discriminazioni.
La maglia azzurra è l'uniforme adottata da quasi tutte le compagini sportive che rappresentano l'Italia in ambito internazionale. Fanno eccezione gli sport motoristici, per i quali il colore tradizionale è il rosso corsa.